# Paul Deschanel
Vous lisez un « article de qualité » labellisé en 2020.
Pour les articles homonymes, voir Deschanel.
Paul Deschanel, né le 13 février 1855 à Schaerbeek (Belgique) et mort le 28 avril 1922 à Paris (France), est un homme d'État, journaliste et écrivain français, président de la République du 18 février au 21 septembre 1920.
Il naît pendant l’exil de son père, Émile Deschanel, écrivain et opposant à Napoléon III. En 1876, après une formation universitaire en lettres et en droit, il devient collaborateur du ministre Émile de Marcère et du président du Conseil Jules Simon. Entre 1877 et 1881, il est sous-préfet dans les arrondissements de Dreux, Brest, puis Meaux. Il écrit en parallèle dans plusieurs journaux.
Aux élections législatives de 1885, à l’âge de 30 ans, il est élu député d'Eure-et-Loir au second tour de scrutin. Considéré comme l’un des plus grands orateurs de la Troisième République, il est toujours réélu avec plus de 70 % des suffrages exprimés et siège à la Chambre des députés jusqu’en 1920, pendant neuf législatures consécutives, ainsi qu’au conseil général d'Eure-et-Loir entre 1895 et 1919.
Figure des républicains modérés, partisan d'une troisième voie entre libéralisme économique et socialisme, il est élu à la surprise générale président de la Chambre en 1898, face au sortant Henri Brisson. Il perd cette fonction à la suite des élections législatives de 1902, mais prend la tête de la commission des Affaires extérieures et coloniales et porte une proposition de tribunaux pour enfants. En 1912, il retrouve la présidence de la chambre basse, qu’il conserve pendant toute la Grande Guerre, refusant de devenir président du Conseil.
Lors de la réunion préparatoire en vue de l’élection présidentielle de janvier 1920, il tient en échec le favori du scrutin, Georges Clemenceau, « père la Victoire » de la guerre ; après le retrait de celui-ci, il est élu avec le plus grand nombre de voix jamais obtenu pour ce type d’élection sous la Troisième République. Mais victime d'un état anxio-dépressif et du syndrome d'Elpénor, il fait une chute de train nocturne en mai 1920. Sept mois après son investiture, alors que sa santé ne s'améliore pas et qu’il fait l'objet de rumeurs de folie infondées, il démissionne de l’Élysée.
Sorti d’une brève période de convalescence, il est élu sénateur d’Eure-et-Loir au début de l’année 1921, puis président de la commission des Affaires étrangères du Sénat l’année suivante. Souffrant des poumons, il meurt quelques mois plus tard, à 67 ans.
Homme de lettres ayant notamment écrit de nombreux articles et ouvrages sur les questions sociales, institutionnelles, historiques et coloniales, Paul Deschanel est élu à l'Académie française en 1899 et à l’Académie des sciences morales et politiques en 1914.

## Situation personnelle

### Origines familiales
| Photographie en noir et blanc et de profil d’un homme barbu, portant une longue veste et un nœud papillon, se tenant debout, le poing droit sur sa hanche et le bras gauche sur un dossier de chaise · Photographie en noir et blanc d'une femme assise, les cheveux relevés, portant une robe à rayures et des boucles d’oreille |

Son père, Émile Deschanel (1819-1904), issu d'un milieu modeste (sa mère est célibataire), professeur de littérature et écrivain à Paris, est contraint de s'exiler en Belgique à la suite du coup d'État de 1851, du fait de son engagement républicain. Lors de l'une de ses conférences de littérature, auxquelles assistent notamment Victor Hugo, Edgar Quinet et Alexandre Dumas, il rencontre, puis épouse en 1854, Adèle Feigneaux (1827-1907), fille d'un médecin, chirurgien et accoucheur exerçant à Bruxelles et d'une mère originaire d'Anderlecht,.
De cette union naît un seul enfant, Paul Eugène Louis Deschanel, le 13 février 1855, dans une maison sise 182, rue de Brabant, à Schaerbeek (province de Brabant, aujourd'hui Région de Bruxelles-Capitale). Edgar Quinet présente l'enfant, dont le parrain est Victor Hugo, comme « le premier-né de la proscription ». Dans ses écrits, Émile Deschanel affirme que son fils « donne à votre esprit la patience nécessaire pour attendre que le triomphe de l'iniquité ait son terme et que le droit soit rétabli ».

### Enfance et formation

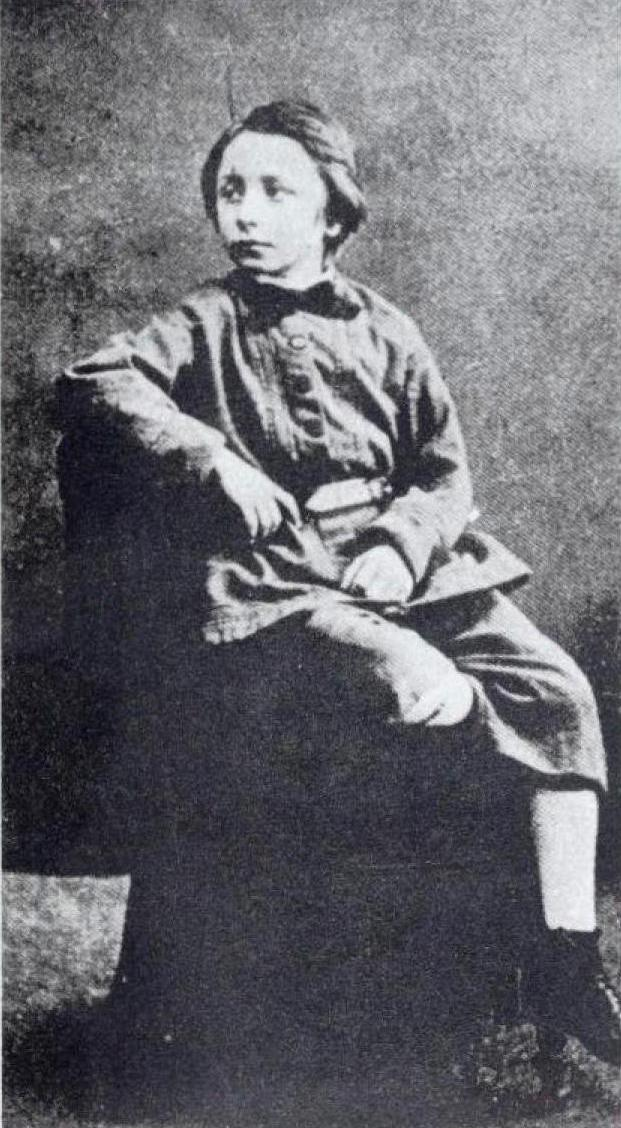
Paul Deschanel enfant.

Paul Deschanel passe ses quatre premières années entouré de familles françaises patriotes mais appréciant leur terre d'exil. À la suite de l'amnistie promulguée par Napoléon III en 1859, la famille Deschanel s'installe à Paris, au 34, rue de Penthièvre. Enfant passionné par le dessin, la lecture et l'écriture (notamment de poèmes), Paul Deschanel voue un culte à ses parents malgré l'exigence dont fait preuve son père dans son éducation.
À partir de 1863, il étudie au collège Sainte-Barbe-des-Champs (Fontenay-aux-Roses) puis au lycée impérial Louis-le-Grand et au lycée impérial Bonaparte (devenu lycée Condorcet en 1870). Alors que ses professeurs le jugent intelligent mais indiscipliné et espiègle, il change d'attitude en classe de quatrième, en 1867-1868, et obtient dès lors d’excellents résultats. Spécialisé en rhétorique à Condorcet, il a des difficultés en mathématiques mais figure parmi les premiers en latin, français et grec ; à treize reprises, il est lauréat du concours général,.
Lors du siège de Paris de 1870, la famille Deschanel quitte la capitale pour quelques mois, marquée par une défaite qu’elle attribue à l’incompétence de Napoléon III, tout en souhaitant une poursuite des combats contre la Prusse.
Après l’armistice, Paul Deschanel reprend ses études. Il obtient le baccalauréat ès lettres en août 1871, à 16 ans, et une licence ès lettres quelques mois plus tard. En 1873, il effectue son service militaire comme engagé volontaire dans l’infanterie à Paris. Il étudie ensuite à l’École libre des sciences politiques et à la faculté de droit de Paris, obtenant un baccalauréat universitaire en droit en juillet 1874 et une licence en droit en décembre 1875.

### Carrière professionnelle
Se montrant hésitant sur son avenir professionnel, il envisage de se lancer dans la littérature et la politique sur le modèle de son père. Adolescent et jeune adulte, il rédige ainsi une comédie (1872), puis deux chroniques qui sont publiées dans la presse nationale : une sur Rabelais dans la Revue bleue (1875), une autre sur Diderot et Edgar Quinet dans le Journal des débats politiques et littéraires (1877). En tant que journaliste, il rédige par la suite des articles de critique, d’histoire et de voyages pour le Journal des débats ; il écrit également dans la Revue bleue, la Nouvelle Revue, la Revue politique et parlementaire et Le Temps.
À l’issue des élections législatives de 1876, son père est élu député républicain à Courbevoie. Dans la foulée, souhaitant rendre une faveur au nouveau parlementaire, le républicain modéré Émile de Marcère, sous-secrétaire d'État à l'Intérieur du gouvernement Jules Dufaure, embauche Paul Deschanel comme secrétaire ; deux mois plus tard, Émile de Marcère devient ministre de l’Intérieur et le maintient à son poste. En décembre 1876, le jeune homme est nommé secrétaire particulier du nouveau président du Conseil, Jules Simon.
Dans un contexte d’instabilité institutionnelle, les républicains installent de nouveaux fonctionnaires dans tout le pays pour renforcer le régime en place. Le 30 décembre 1877, Émile de Marcère, redevenu ministre de l’Intérieur, nomme Paul Deschanel sous-préfet dans l'arrondissement de Dreux (Eure-et-Loir). Sa nomination fait figure d'exception pour un homme de son âge (22 ans) et ayant une formation en lettres et en droit ; à en croire son successeur Wassim Kamel (sous-préfet de 2015 à 2019), il est même « le plus jeune sous-préfet de l'histoire ». Dans ce fief conservateur, Paul Deschanel adopte une approche modérée, cherchant à convaincre ses adversaires plutôt qu’à les combattre et à les critiquer. Il gagne rapidement en popularité, ce qui lui attire l’animosité de plusieurs élus, notamment du député radical local, Ferdinand Gatineau, qui obtient d’Émile de Marcère sa mutation. Le 4 mai 1879, Paul Deschanel est ainsi nommé secrétaire général de la préfecture de Seine-et-Marne. Cette nouvelle fonction lui paraît excessivement administrative, sans visibilité et trop peu politique ; il assure cependant les fonctions du préfet, tombé malade.
Le 3 décembre 1879, il est nommé sous-préfet de l'arrondissement de Brest (Finistère). Recevant un accueil mitigé dans ce territoire de sensibilité monarchiste, il voit ses décisions régulièrement contestées et son tempérament conciliant faire l’objet de critiques. Suivant les consignes gouvernementales, il fait notamment procéder au retrait des livres en breton dans les classes où les enfants maîtrisent le français. Le Courrier du Finistère, hebdomadaire légitimiste local, l’accuse d’« empêcher l’enseignement du catéchisme dans l’arrondissement » et d’avoir ordonné « une razzia de catéchismes au Relecq », commune du département.
Après seize mois passés à Brest, Paul Deschanel devient, le 4 avril 1881, sous-préfet de l'arrondissement de Meaux (Seine-et-Marne), ce qui lui permet de se rapprocher de Paris. Souhaitant devenir député, il donne rapidement sa démission pour se présenter aux élections législatives de 1881.
Dans les années 1900-1910, il donne des cours dans des établissements d’enseignement supérieur comme l’École supérieure de journalisme de Paris, l’École des hautes études sociales ou les Hautes Études internationales et politiques. Il préside également le Collège libre des sciences sociales à partir de 1904, la Société des anciens élèves de l’École libre des sciences politiques de 1909 à 1912 ou encore l’Office national des universités et grandes écoles françaises à partir de 1910,,,.

### Vie privée et familiale

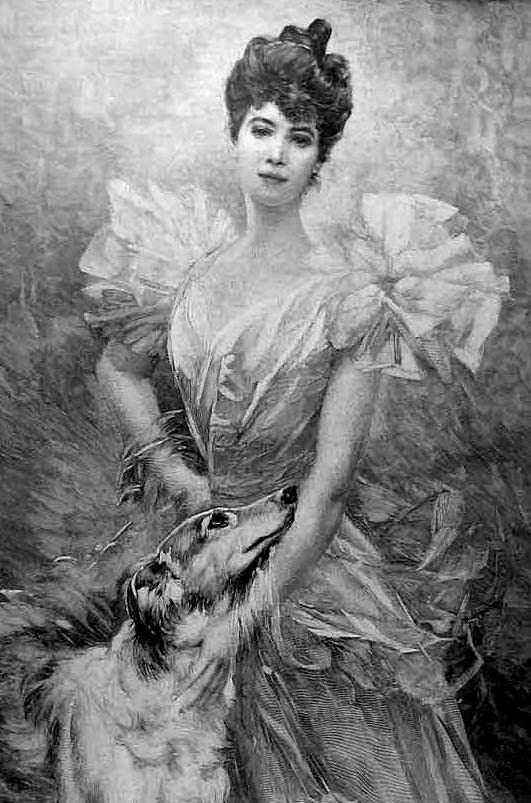
Portrait de Germaine Brice, épouse de Paul Deschanel (L'Illustration, 16 février 1901).

Réputé grand séducteur, Paul Deschanel se marie à l’âge tardif de 46 ans. Avant cette annonce, son célibat étonnait en raison de son âge avancé et de son niveau de responsabilités politiques. Il lui était prêté une aventure avec Ève Humbert, fille de Thérèse Humbert, à l’origine d'une vaste escroquerie révélée en 1902 ; cette rumeur nuira à la carrière politique de Paul Deschanel, en particulier lors de l’élection présidentielle de 1913.
Le 13 février 1901, avec pour témoins le président Émile Loubet et le doyen de l’Académie française Ernest Legouvé, Paul Deschanel épouse Germaine Brice à la mairie du 6e arrondissement de Paris. De 21 ans plus jeune que Paul Deschanel, celle-ci est la fille du député d'Ille-et-Vilaine et millionnaire René Brice et la petite-fille du poète Camille Doucet. Leur mariage religieux se tient le 16 février suivant en l’église Saint-Germain-des-Prés, en présence de plusieurs milliers de personnes.
Le couple Deschanel a trois enfants : Renée-Antoinette (1902-1977, épouse de l'ingénieur Henry Waldmann puis de l'avocat Charles Duval), Jean (1904-1963) et Louis-Paul (1909-1939). Le premier fils sera, comme son père, haut fonctionnaire puis député d'Eure-et-Loir, tandis que Louis-Paul, historien ayant notamment écrit l’ouvrage Histoire de la politique extérieure de la France (806-1936), mourra pour la France au début de la Seconde Guerre mondiale.
À l’approche de l’élection présidentielle de 1913, La Dépêche de Nice écrit : « On se remet à parler du caractère de mondanité que M. et Mme Deschanel donneraient à la présidence de la République. Ils sont riches. Ils aiment le faste. Ils feraient travailler la rue de la Paix. »

## Ascension politique

### Débuts
Lors de la guerre franco-allemande de 1870, qui a lieu alors qu’il est adolescent, Paul Deschanel s’insurge contre la stratégie de Napoléon III et souhaite un retour rapide de l'Alsace-Lorraine dans le giron français.
Collaborateur d’Émile de Marcère et de Jules Simon, il suit de près la crise du 16 mai 1877 et se montre séduit par l’approche modérée des deux hommes politiques.
En 1881, à 26 ans, il quitte le corps préfectoral de Meaux afin de mener campagne aux élections législatives dans l'arrondissement de Dreux. Il se présente sous l’étiquette « Union républicaine » face à son principal détracteur lorsqu'il était sous-préfet de Dreux, le député sortant radical, Ferdinand Gatineau, qui cible le discours modéré de Paul Deschanel en le qualifiant de clérical. Au premier tour d'une campagne particulièrement violente, Paul Deschanel s’incline avec 46 % des voix. Après cet échec, il n'entend pas redevenir sous-préfet et se consacre à l'écriture, rédigeant des articles et deux ouvrages consacrés à la politique coloniale. Il étudie également en 1885, pendant quelques mois, à l'université de Heidelberg, où il relève à la fois le manque de créativité et l'esprit rigoureux des Allemands.

### Implantation en Eure-et-Loir

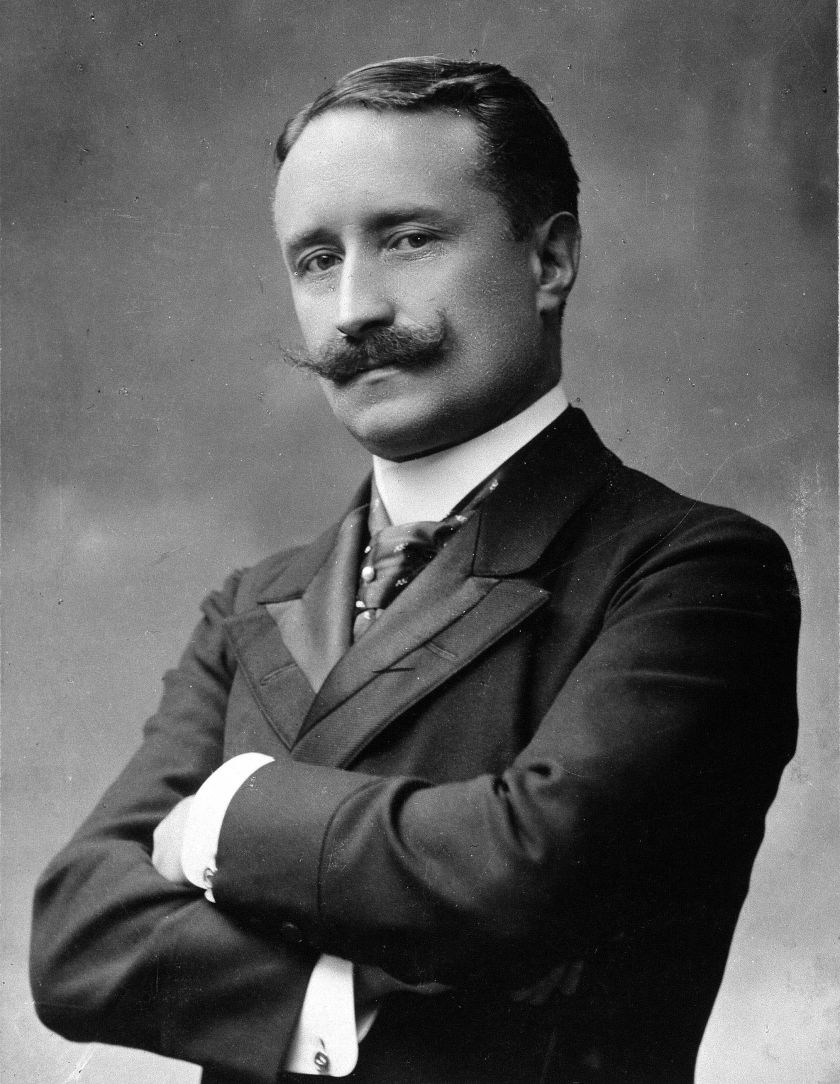
Paul Deschanel (c. 1890).

Briguant à nouveau un mandat de député à l'occasion des élections législatives de 1885, il bénéficie de la mort de Ferdinand Gatineau, qui s'activait pour l'écarter, et de l'instauration du scrutin de liste majoritaire, qui favorise les courants politiques plutôt que les hommes. Le camp républicain d'Eure-et-Loir — qui se présente uni, à la différence de beaucoup d'autres départements — appelle à davantage d'équilibre entre les prélèvements sur la propriété immobilière et mobilière, à un protectionnisme en matière industrielle et agricole, ainsi qu'au renforcement de l'assistance publique. Contrairement au programme législatif de Paul Deschanel de 1881, il est proposé une réduction de la durée du service militaire et la suppression du volontariat.
Il est élu au second tour par 59 % des votants, devenant député du département aux côtés de trois autres républicains. Sous la IIIe République, seuls 17 % des députés sont élus pour la première fois à moins de 34 ans ; pendant la IVe législature, Paul Doumer, Jean Jaurès, Alexandre Millerand et Stephen Pichon comptent également parmi cette tranche d’âge. Le 22 juin 1886, il effectue sa première intervention dans l’hémicycle pour dénoncer l'absence de droits de douane sur les produits agricoles étrangers, invoquant l'égalité de traitement avec les produits industriels. Très applaudi, son discours a été préparé avec l'ancien chef du gouvernement rallié à l'Empire Émile Ollivier, qui le considère comme l'héritier de son libéralisme modéré.
Avec le rétablissement du scrutin d'arrondissement aux élections législatives de 1889, Paul Deschanel brigue un second mandat dans la seconde circonscription d'Eure-et-Loir, dans l'arrondissement de Nogent-le-Rotrou, sur un programme anti-boulangiste. Il l'emporte à l'issue du premier tour, avec 84 % des votants. Dès lors, il s'impose comme la principale figure politique du département, où il ne réside pourtant pas, et se voit élu député à sept autres reprises, parfois sans adversaire et systématiquement dès le premier tour : il l'emporte ainsi par 89 % des votants en 1893, 84 % en 1898, 90 % en 1902, 77 % en 1906, 68 % en 1910, 92 % en 1914 et 82 % en 1919 (cette dernière élection ne retient pas le scrutin uninominal majoritaire à deux tours par arrondissement, en vigueur depuis 1889, mais allie scrutin proportionnel plurinominal et scrutin majoritaire plurinominal à un tour dans le cadre du département),,,,,.
En 1895, à la suite de la mort de Charles Blot, il est élu conseiller général d'Eure-et-Loir dans le canton de La Loupe. Reconduit sans interruption jusqu'en 1919, toujours avec plus de 95 % des suffrages exprimés, il siège relativement peu au conseil général, dont il est vice-président à partir de 1898. Lors de son premier mandat, il propose à l’assemblée départementale l’interdiction de la mendicité et du vagabondage afin de renforcer la sécurité publique, avec la création d’austères lieux de refuge pour les personnes concernées. En 1899, il obtient des aménagements d'horaires de la Compagnie des chemins de fer de l'Ouest et favorise le lancement du journal modéré La Dépêche d'Eure-et-Loir, qui soutient son action. L’influence de Paul Deschanel à la Chambre lui permet d’obtenir des avantages pour sa circonscription — pénalisée par une crise agricole et l’exode rural pour Chartres —, comme le rétablissement du service postal quotidien en 1917.

### Premiers mandats nationaux

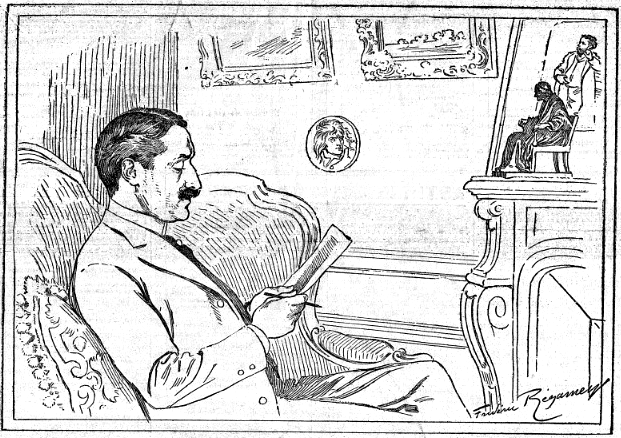
Dessin de Frédéric Régamey représentant Paul Deschanel dans son appartement parisien, avec au mur un portrait de Chateaubriand, et au-dessus de la cheminée une statuette de Voltaire et un portrait d’Émile Deschanel (« Nos députés chez eux », Le Matin, 4 décembre 1893),.

Lors de ses trois premiers mandats à la Chambre, Paul Deschanel prend plusieurs fois la parole sur des sujets de politique générale et de politique extérieure, comme la marine ou l’influence française en Orient. En décembre 1893, soulignant son influence grandissante, un premier article d'un journal national, très élogieux, lui est consacré en une du Matin. Le quotidien relate à propos de son activité parlementaire : « Ses discours sur les tarifs des douanes, sur les affaires d’Orient, fixés dans toutes les mémoires par leur mérite littéraire, ont jeté des lumières sur les questions traitées. La part qu’il a prise aux interpellations sur la politique générale sous les ministères Loubet, Ribot et Dupuy a montré un esprit de suite et un courage qui ont conquis à l’orateur l’estime de tous. » Les articles à son sujet se multiplient dans les années qui suivent.
Hostile au général Boulanger, qu’il considère comme un arriviste enclin à la dictature, Paul Deschanel vote pour les textes visant à réduire son influence et à le poursuivre en justice, bien qu'il se dise opposé aux mesures d'exception. Il vote contre la loi de 1886 interdisant de séjour en France les chefs des familles ayant régné en France. Au nom de la liberté de la presse, il se prononce également contre la loi de 1890 prévoyant le retour dans le champ de compétence des tribunaux correctionnels des délits d’injure envers le président de la République, les parlementaires et les fonctionnaires, estimant que les juges dépendent trop du pouvoir exécutif pour être impartiaux. Après la crise boulangiste, il presse les gouvernements Loubet, Ribot et Dupuy de s’appuyer sur les modérés et non sur les radicaux, à l’origine du renversement de plusieurs ministères.
Le scandale de Panama, qui implique des figures comme Charles Floquet, président de la Chambre des députés, favorise l’émergence d’une nouvelle classe politique. À la suite des législatives de 1893, Paul Deschanel participe au lancement du courant républicain des « progressistes », avec entre autres Raymond Poincaré, Louis Barthou et Charles Jonnart. Le groupe est qualifié de « futurs consuls » ou, selon l’expression de Charles Benoist, de « trois mousquetaires de la seconde génération républicaine — qui, suivant la tradition, étaient quatre ». Mais cette frange centriste manque de lisibilité, prise en tenaille entre les républicains plus à gauche (radicaux et socialistes) et les conservateurs, avec qui elle vote alternativement. En 1896, Paul Deschanel et les autres progressistes multiplient les déplacements en France en appelant à des mesures sociales. Pour soutenir leur action, ils lancent en 1898 le journal libéral Le Petit Bleu, qui est un échec commercial et disparaît rapidement.
N’hésitant plus à prononcer des discours agressifs envers ses opposants, il prend à partie Georges Clemenceau dans le cadre du scandale du Panama. Il soutient la demande de Paul Déroulède, fondateur de la Ligue des patriotes, d’extrader Cornelius Herz, homme d’affaires au cœur du scandale qui aurait financé le journal La Justice de Georges Clemenceau. Se voyant reprocher par la gauche de s’allier avec la droite nationaliste pour faire tomber le gouvernement, le député d’Eure-et-Loir accuse par deux fois le dirigeant radical de collusion avec l’étranger. En réaction à un éditorial de ce dernier le qualifiant de « menteur » et de « lâche », Paul Deschanel le défie dans un duel à l'épée. Ce choix est jugé audacieux, car ce dernier est considéré comme un mondain alors que Clemenceau est un habitué de ce type de confrontation. La rencontre a lieu le 27 juillet 1894, dans la propriété d’Émile Cornudet à Boulogne. Après un premier engagement sans résultat, Paul Deschanel est touché à la partie supérieure droite du visage, ce qui met un terme au combat malgré le souhait du blessé de le poursuivre.
En janvier 1896, Paul Deschanel est élu vice-président de la Chambre des députés, arrivant en troisième position sur les six postes à pourvoir, avec 160 voix sur 375 suffrages exprimés. Il est réélu l’année suivante, alors qu’il continue de cristalliser l’opposition des radicaux, par 229 voix.

## Président de la Chambre des députés

### Première présidence de la Chambre

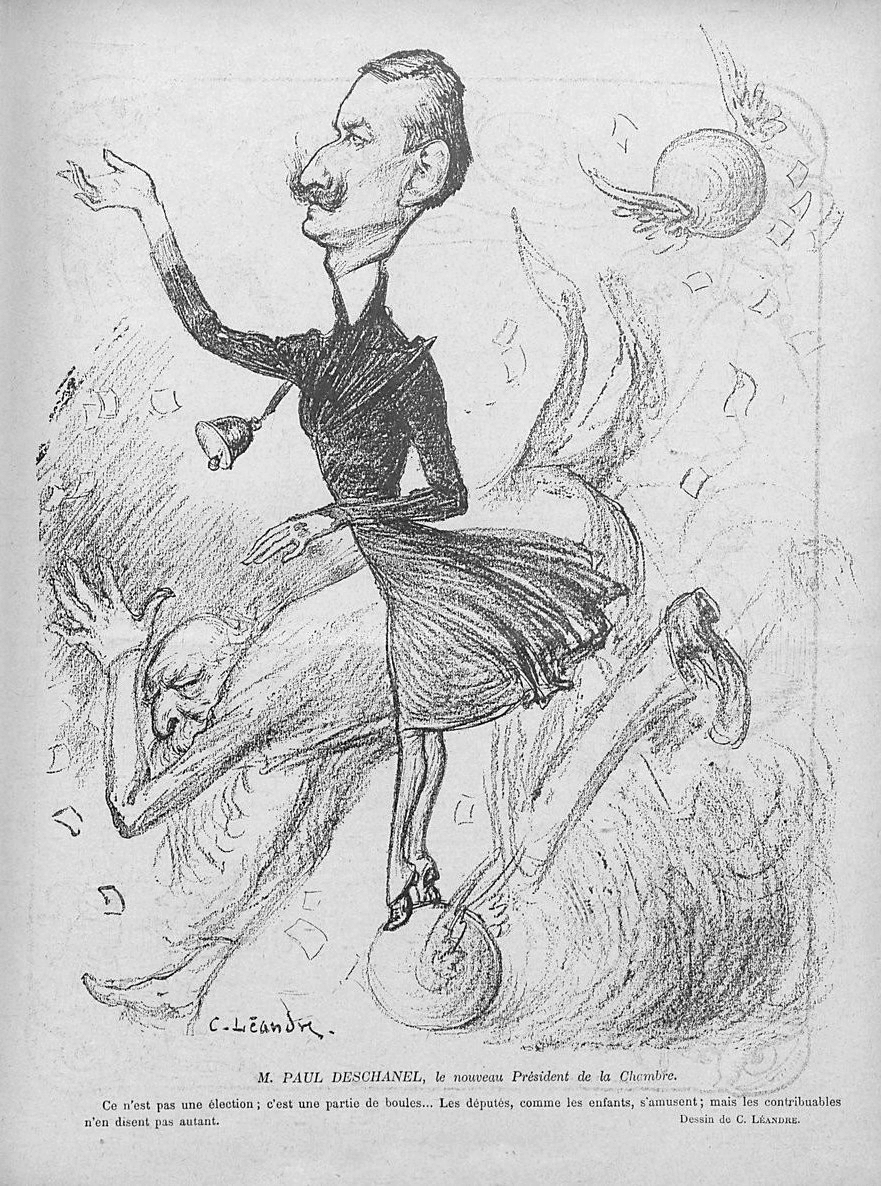
Dessin de Charles Léandre illustrant les tensions ayant entouré l’élection de Paul Deschanel face à Henri Brisson à la présidence de la Chambre des députés (Le Rire, 11 juin 1898).

Le 1er juin 1898, à l'ouverture de la VIIe législature, les républicains modérés, sortis en tête des élections législatives, se réunissent afin de désigner leur candidat à la présidence de la Chambre des députés, alors que se représente le président sortant de la chambre basse, le radical Henri Brisson. Celui-ci étant donné grand favori, Raymond Poincaré et Charles Dupuy refusent la désignation, qui revient finalement à Paul Deschanel, vice-président de la Chambre sortante.
Lors de la séance d’élection du président provisoire, à la surprise générale, Paul Deschanel arrive en tête avec 277 voix, soit une de plus que son adversaire radical. Ce résultat conduit les députés de gauche à accuser le vainqueur d’avoir bénéficié des voix conservatrices et, lorsqu’il est annoncé que le nombre de boules de contrôle n’est pas le même que celui des bulletins dans l’urne, des figures telles que le radical Léon Bourgeois et le socialiste Alexandre Millerand dénoncent un scrutin irrégulier — mais la boule a en fait été perdue par un nouveau député, Fernand Gautret. Néanmoins, Paul Deschanel demande la tenue d’un nouveau scrutin, qui est acté par le bureau provisoire,.
Le 2 juin, les députés élisent à nouveau le député d’Eure-et-Loir, avec 282 suffrages et quatre voix d’avance sur le candidat radical. Lors de sa montée au « perchoir », Paul Deschanel fait l’objet de vives protestations des radicaux et socialistes, qui lui reprochent d’avoir été élu avec l’appui de la droite et l’empêchent pendant une dizaine de minutes de prononcer son discours de victoire. Lors de l’élection du président définitif, le 9 juin, il l’emporte une nouvelle fois, par 287 voix contre 277 à Brisson. La Libre Parole affirme alors que sa majorité « comprend des députés qui siègent à l’extrême droite, d’autres qui siègent sur les bancs des ralliés et aussi quelques-uns qui avoisinent l’extrême gauche, ».
Paul Deschanel est au centre de plusieurs controverses, comme lorsqu’il soutient Albert Masurel, dont la Chambre a invalidé l’élection. Il est critiqué aussi bien à droite qu’à gauche, dans un contexte polarisé par l’affaire Dreyfus : les socialistes et radicaux perturbent régulièrement les débats et dénoncent ses liens supposés avec le journaliste antisémite Adrien Papillaud. Bien qu'antidreyfusard en privé au nom de la raison d'État, Paul Deschanel refuse de prendre position dans l’Affaire et déclare faire confiance à la justice pour trancher, ce qui ne satisfait ni les dreyfusards ni les antidreyfusards,.

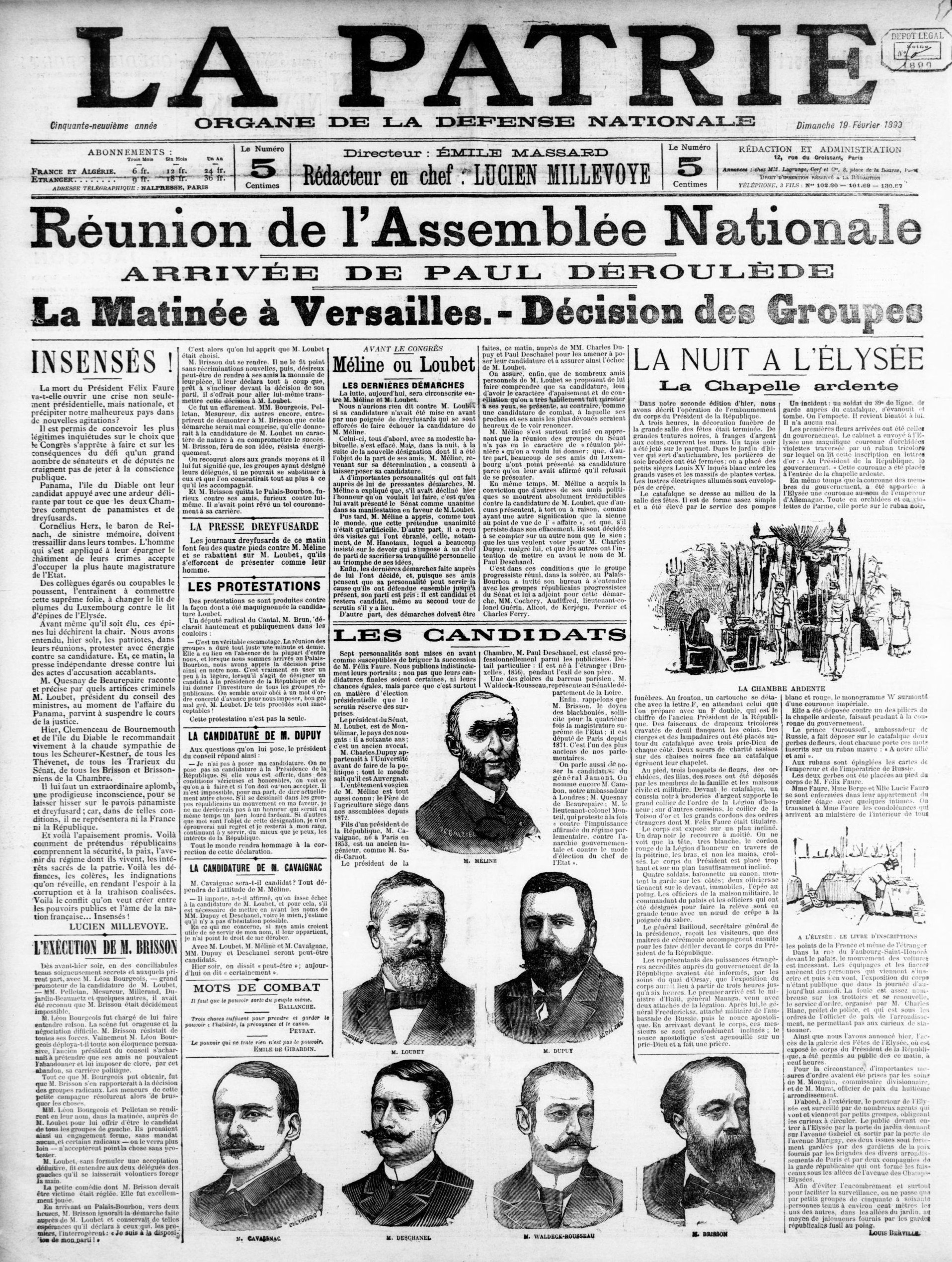
Une du quotidien La Patrie mentionnant Paul Deschanel parmi les candidats potentiels à l’élection présidentielle de 1899.

Chargé de conduire les débats parlementaires, de déterminer les ordres du jour, de vérifier la conformité constitutionnelle des textes, d’appliquer les sanctions disciplinaires ou encore de se prononcer auprès du chef de l’État lors des crises ministérielles, Paul Deschanel assure dès son entrée en fonction, le 13 juin 1898, qu’il entend respecter la traditionnelle impartialité incombant à sa fonction : « L’homme appelé au rôle d’arbitre doit faire taire ses préférences et s’élever au-dessus de sa foi même […]. À présent que la lutte électorale est terminée, élevons nos esprits et nos âmes au-dessus de l’étroit horizon de nos circonscriptions respectives pour ne plus voir que la France. » Cherchant à échanger avec tous les groupes politiques, il innove avec l’organisation de repas réguliers avec des élus de différents bords,.
Sa neutralité affichée — il ne prend par exemple part à aucun vote parlementaire — est interprétée par les médias comme une volonté d’apparaître en homme de consensus en vue de se faire élire à la présidence de la République. Dans la même optique, il refuse toute responsabilité ministérielle : après avoir exclu d'intégrer le gouvernement Méline en tant que ministre des Colonies, il décline en juin 1899 la proposition du président Émile Loubet de former un gouvernement,. Bien que n’ayant pas présenté sa candidature à l’élection présidentielle de 1899 — pour laquelle il faisait pourtant partie des favoris — en raison de son jeune âge et du contexte lié à l’affaire Dreyfus, il reçoit le vote de dix parlementaires (sur quelque 800 votants).
À l’issue des élections législatives de 1902, qui voit la victoire du Bloc des gauches alors que le débat public est centré sur la question religieuse, il ne retrouve pas la présidence de la Chambre, le radical Léon Bourgeois l’emportant avec 36 voix de majorité. Cependant, bénéficiant de l’impartialité de sa présidence, Paul Deschanel réunit davantage de voix que prévu, ayant obtenu le vote de députés de gauche.

### Retour sur les bancs parlementaires

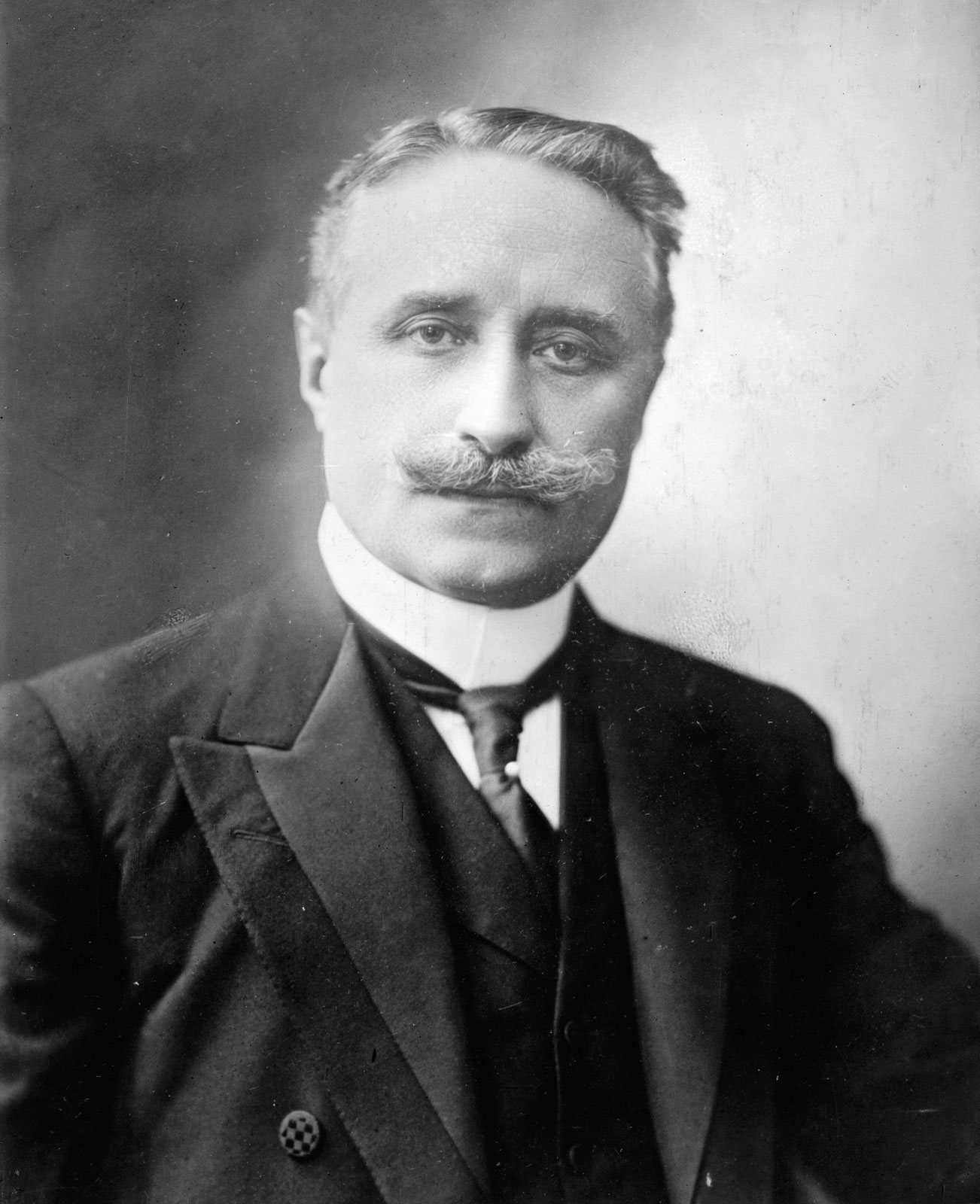
Paul Deschanel dans les années 1900.

Après sa défaite, il renoue avec son activité d’écrivain et se concentre sur les sujets de politique étrangère, donnant des conférences sur l’Asie et l’Amérique du Nord. En juin 1905, après l’entrée d’Eugène Étienne au gouvernement, il est élu à la présidence de la commission des Affaires extérieures et coloniales de la Chambre, par quinze voix contre neuf à l’ancien ambassadeur Henri Lozé. L’année suivante, il devient également rapporteur du budget des affaires extérieures. Il reçoit la reconnaissance de ses adversaires pour son expertise dans le domaine, notamment dans le cadre de la réforme de l’administration centrale, lors de laquelle il prône la démocratisation du corps diplomatique, un examen pour les consuls et la hausse de certaines rémunérations.
Mais en parallèle, il perd en influence. Son biographe Thierry Billard explique : « En choisissant de se dégager des thèmes purement politiciens pour s’intéresser à la politique étrangère, il se déconnecte des parlementaires. Certes, la montée des périls extérieurs, la poudrière des Balkans, la fragilité des alliances justifient qu’il se consacre à condamner la « politique de mirage » menée par le ministre des Affaires étrangères Théophile Delcassé ; […] mais à vouloir ménager tout le monde, à refuser de se mêler de thèmes trop périlleux pour son avenir élyséen, à vouloir centrer son attention sur la politique étrangère au détriment des autres, Paul Deschanel est en perte de vitesse. »
Le député d’Eure-et-Loir vote en faveur de la loi de séparation des Églises et de l'État (adoptée en 1905) et l'abolition de la peine de mort (rejetée en 1908). Continuant de vouloir rallier une majorité à la représentation proportionnelle (« RP »), il rejoint l'important groupe parlementaire de la réforme électorale, participant ainsi à des réunions aux côtés du socialiste Jean Jaurès, de radicaux comme Paul Doumer et de conservateurs. Il est confronté à l'élection législative la plus difficile de sa carrière en 1910, lorsqu’il affronte Henri Poupon, maire d’Aunay-sous-Auneau et candidat du Parti radical. Marqué par une participation record (81 %), le scrutin voit son élection pour un septième mandat consécutif, avec 68 % des votants. En janvier 1911, il tente de redevenir président de la Chambre, mais est battu au second tour par le sortant, Henri Brisson, qui recueille 270 voix contre 197 à son adversaire.
Le 22 mars 1909, considérant que les mineurs n’ont pas à être jugés de la même façon que les « adultes pervertis », il dépose une proposition de loi « portant création de tribunaux spéciaux pour enfants et instituant le régime de liberté surveillée ». Bien que séduit par l’idée du juge unique sur le modèle des États-Unis, il tient compte de la tradition française de pluralité des juges et propose le recours à une simple chambre correctionnelle (magistrats de droit commun), dont la publicité des audiences serait limitée et qui se prononcerait également sur la liberté surveillée — Paul Deschanel estimant que les enfants ont vocation à rester dans leur famille. Il prévoit également une quasi-irresponsabilité pénale pour les mineurs de moins de treize ans. Accueilli avec réserve par les députés, le texte est largement remanié en commission et adopté par la Chambre le 31 mars 1910, sans discussion. Les principaux points de la proposition Deschanel sont néanmoins repris par Ferdinand Dreyfus au Sénat et finalement intégrés à l’importante loi du 22 juillet 1912 « sur les tribunaux pour enfants et adolescents et sur la liberté surveillée »,,.

### Seconde présidence de la Chambre

#### Exercice de la fonction

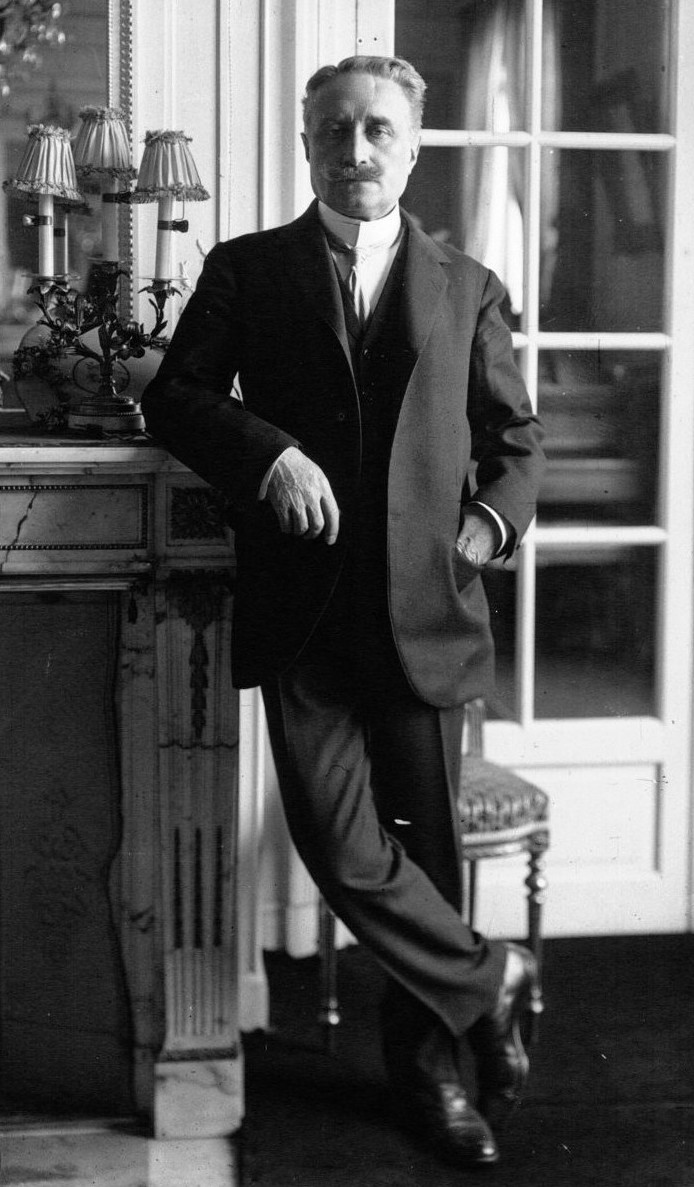
Paul Deschanel à l’hôtel de Lassay, quelques jours après son retour à la présidence de la Chambre (1912).

Début mai 1912, le président du Conseil, Raymond Poincaré, lui propose de devenir ambassadeur en Russie en remplacement de Georges Louis. Mais Paul Deschanel refuse, souhaitant retrouver la présidence de la Chambre après la mort d’Henri Brisson et conserver ses chances pour la présidence de la République. Après le désistement du ministre de la Marine, Théophile Delcassé, il est, avec Eugène Étienne, grand favori du scrutin du 23 mai. Arrivé nettement en tête du premier tour dans un contexte de divisions à gauche, le député d’Eure-et-Loir obtient le ralliement de socialistes en raison de son soutien marqué à la représentation proportionnelle. Vainqueur du second tour par 292 voix contre 208, Paul Deschanel revient ainsi à l’hôtel de Lassay dix ans exactement après l’avoir quitté. Le bilan de sa première présidence, son éloquence et le glissement à droite de la classe politique sont avancés pour expliquer sa victoire,,.
Comme entre 1898 et 1902, Paul Deschanel veille à rester l’arbitre incontesté de la Chambre afin de préserver ses chances d’être élu à l’Élysée. La presse le présente alors comme l’un des candidats les plus sérieux pour succéder à Armand Fallières. Après avoir renoncé à se présenter aux élections présidentielles de 1899 et 1906, il accepte de poser sa candidature au scrutin de 1913. Soutenu par Louis Barthou, Joseph Caillaux ou encore Jean-Victor Augagneur, il se montre cependant réticent à affronter son allié et toujours président du Conseil, Raymond Poincaré. Lors de la réunion préparatoire, avec 83 voix, il est devancé par ce dernier, par Jules Pams et par Antonin Dubost, ce qui le conduit à renoncer à sa candidature, malgré les sollicitations dont il fait l’objet pour faire barrage à Poincaré. Lors du vote de l’Assemblée nationale, bien que non-candidat, Paul Deschanel obtient 18 bulletins,.
Chaque année, il est réélu président de la Chambre des députés à une très large majorité (entre 78,6 % en 1913 et 99,8 % des suffrages exprimés en 1920), y compris après les élections législatives de 1914, remportées par la gauche — qui s’opposait violemment à Paul Deschanel à la fin du siècle précédent mais qui apprécie son adhésion au scrutin proportionnel. En juin 1914 et mars 1917, le président Poincaré lui propose la présidence du Conseil, mais, fidèle à sa stratégie visant à conquérir l’Élysée, Paul Deschanel décline l’offre, invoquant ses responsabilités à la Chambre et le fait que « les fonctions ministérielles et les fonctions présidentielles exigent des aptitudes différentes, souvent même opposées ». Contrairement à ce qui s’était passé en 1899 avec Émile Loubet, son refus est rendu public par le chef de l’État,.
Pendant le conflit, il s’entretient de façon quotidienne avec le président de la République. En septembre 1914, alors que l’état de siège est déclaré et que les troupes allemandes avancent vers Paris, il se résout difficilement au déménagement du gouvernement et du Parlement à Bordeaux. La Chambre des députés s’installe ainsi au théâtre de l'Alhambra, avant de regagner la capitale en décembre. Au palais Bourbon, il s’efforce de calmer les débats et d’atténuer les critiques envers l’état-major militaire. Alors que l’exécutif et l’armée se montrent peu transparents et estiment que le Parlement ne doit pas se substituer au commandement, il défend les prérogatives parlementaires et prône une accélération des procédures. En parallèle, à partir de juin 1916, il préside les « comités secrets », où il doit notamment gérer en 1917 les réactions d’hostilité des députés apprenant le nombre très élevé de morts engendré par les opérations avortées du général Nivelle, appelant à ne pas mettre directement en cause le président de la République.
Paul Deschanel est l’un des principaux orateurs de la guerre. Dans des discours passionnés, il se montre optimiste, loue les vertus françaises, rend hommage aux morts et aux combattants, et dénonce l’Allemagne, contre laquelle il présente la lutte comme étant territoriale mais également civilisationnelle. Le 4 août 1914, alors que se forme l’Union sacrée, dont il est l’un des plus fervents défenseurs, il est ovationné lorsqu’il prononce l’éloge funèbre de Jean Jaurès, assassiné par Raoul Villain : « […] Y a-t-il encore des adversaires ? Non, il n'y a plus que des Français… (acclamations prolongées et unanimes), des Français qui, depuis quarante-quatre ans, ont fait à la cause de la paix tous les sacrifices et qui, aujourd'hui, sont prêts à tous les sacrifices pour la plus sainte des causes : le salut de la civilisation (nouveaux applaudissements répétés sur tous les bancs), la liberté de la France et de l'Europe (vives acclamations prolongées et unanimes, cris « vive la France ! »),. » Après la fin du conflit, l’écrivain Ernest Daudet le classe parmi les « orateurs de guerre », tandis que le radical Eugène Lintilhac considère qu’il a incarné « la voix même de la patrie »,.
En réalité, le président de la Chambre est peu optimiste, comme l'attestent ses notes personnelles. Sur le plan intérieur, il dénonce une impréparation de la classe politique depuis le début du siècle ainsi qu’une mauvaise gestion du conflit par les dirigeants politiques et militaires, notamment durant les multiples attaques, au lourd bilan humain, de l’année 1915. Il est également critique envers les alliés de la France, faisant état d’un égoïsme de l’Angleterre et considérant l’Empire russe comme le point faible de la Triple-Entente. À la fin du conflit, à la différence de Clemenceau, il appelle à la poursuite des combats jusqu’en Allemagne, puis, comme une minorité de parlementaires, désapprouve le traité de Versailles, signé le 28 juin 1919, jugeant notamment ses dispositions trop peu contraignantes alors qu’il redoute un retour des prétentions germaniques. S’il n’exprime pas publiquement ses vues conformément au règlement de la Chambre (bien qu’ayant envisagé d’interpeller le président du Conseil sur la question), il tente sans succès de convaincre les députés Charles Benoist et Anatole de Monzie de prononcer un discours contre le traité.
En avril 1918, Paul Deschanel est élu à l’unanimité à l’Académie des sciences morales et politiques comme membre titulaire de la section « morale », en remplacement de René Bérenger. Il faisait cependant déjà partie de l’institution, ayant été élu quatre ans plus tôt, à la section « membres libres », par 39 voix contre une ; le maréchal Pétain accède l’année suivante au fauteuil qu’il a laissé vacant,. Paul Deschanel est également membre de l’Académie des sciences, arts et belles-lettres de Caen.

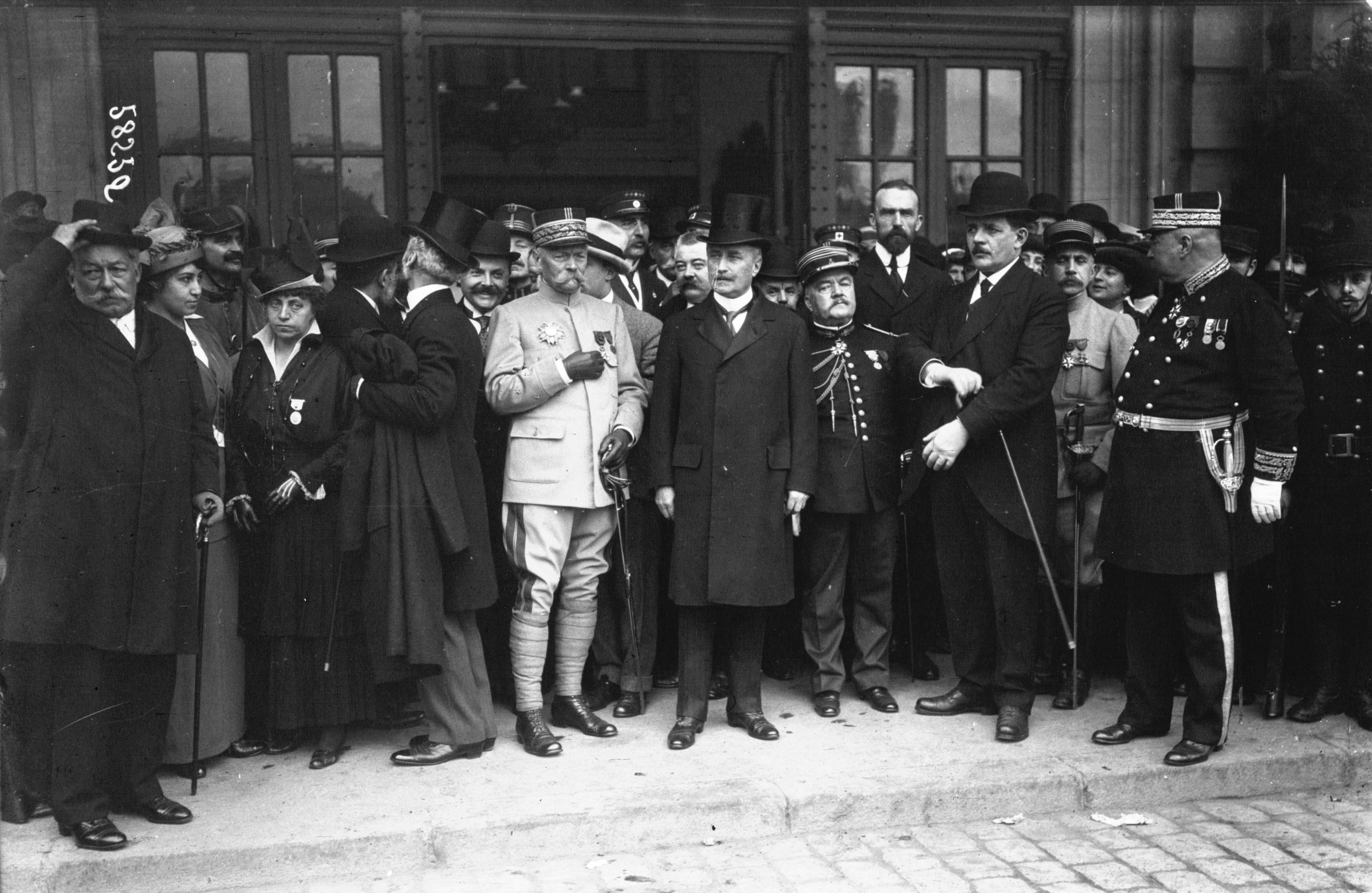
Paul Deschanel s’apprêtant à accueillir des grands blessés de la guerre, avec à sa gauche Édouard Herriot, maire de Lyon, et à sa droite le général Meunier (Lyon, septembre 1915).
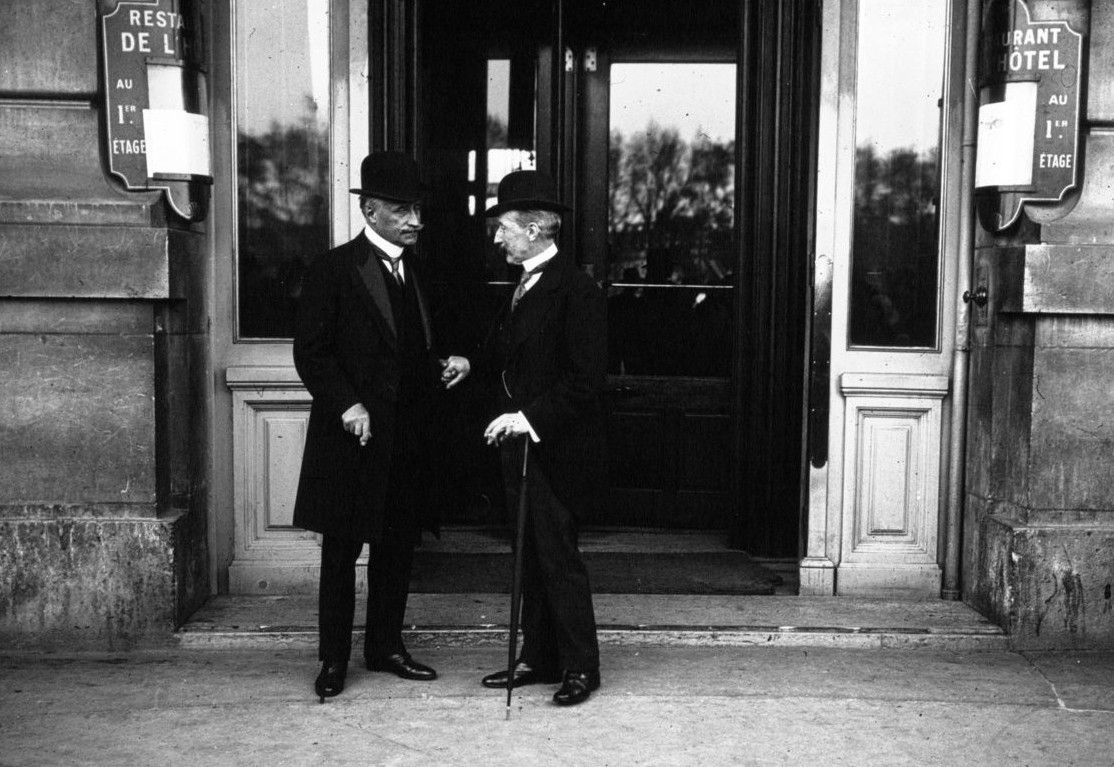
Paul Deschanel le 7 mai 1917, lors d'une conférence interalliée à Paris.
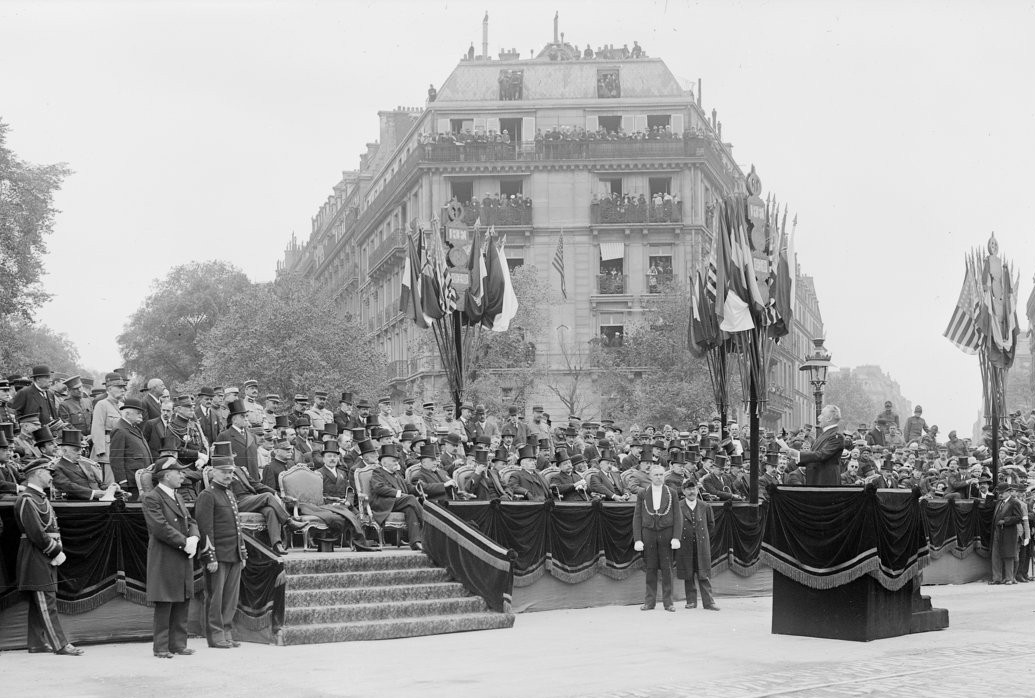
Discours de Paul Deschanel, en présence de Raymond Poincaré et Georges Clemenceau, lors des célébrations du Jour de l'Indépendance des États-Unis (place d'Iéna, 4 juillet 1918).
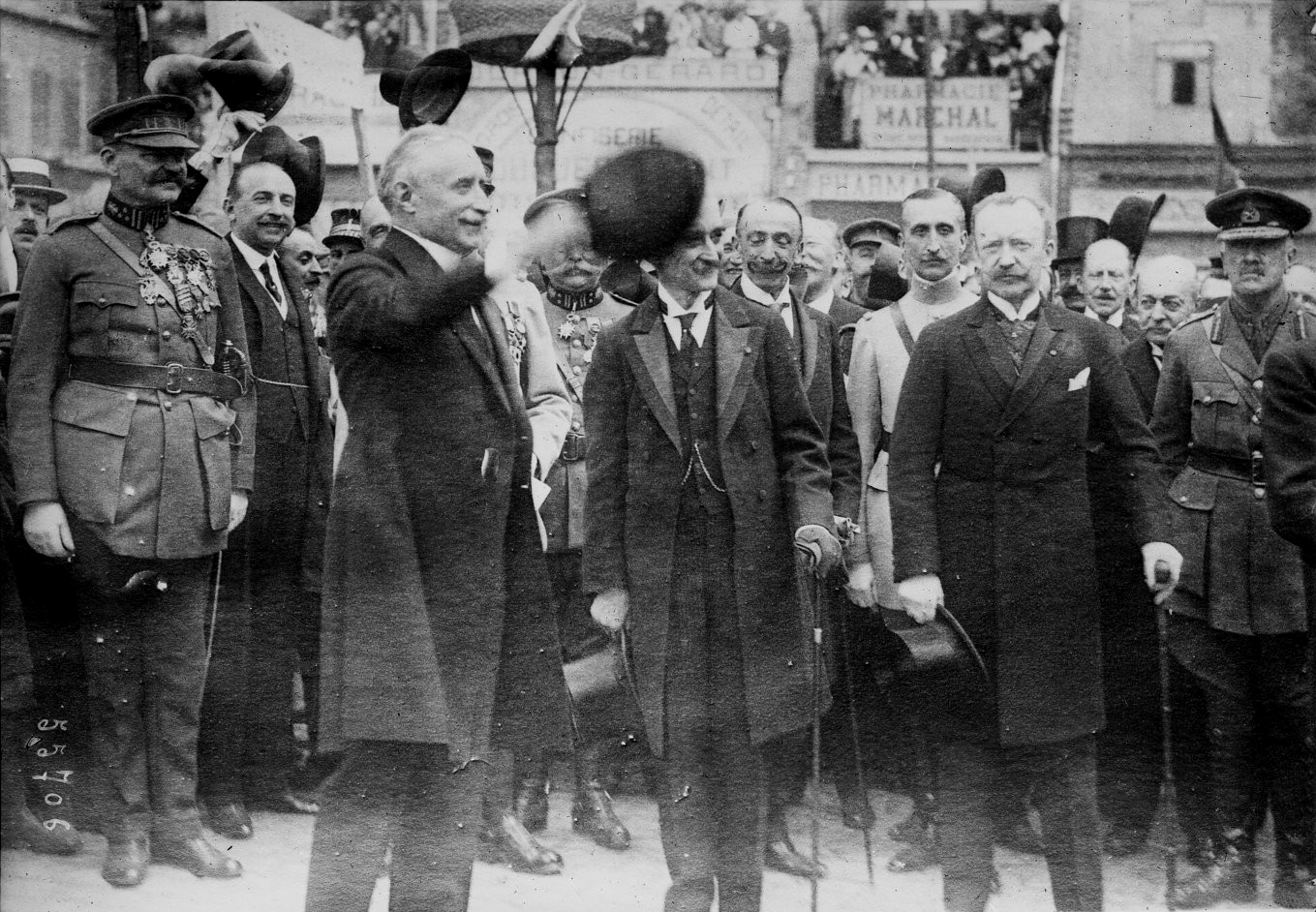
Paul Deschanel saluant la foule lors des commémorations du 23 août 1919, jour du cinquième anniversaire du massacre de Dinant (Belgique).

#### Élection présidentielle dejanvier 1920

Vote de l’Assemblée nationale à l’élection présidentielle de janvier 1920 :
Paul Deschanel (734 voix) ;
Non-candidats (134 voix).

Les élections législatives de novembre 1919 sont marquées par une large victoire du Bloc national, la coalition conduite par Georges Clemenceau qui s'étend des principaux partis de droite — la Fédération républicaine (FR) et l’Alliance républicaine démocratique (ARD), à laquelle appartient Paul Deschanel — aux radicaux et socialistes indépendants. Dans la foulée, Paul Deschanel est réélu à la présidence de la Chambre, sans concurrent et avec plus de 94 % des votants,.
Rêvant toujours de la présidence de la République, Paul Deschanel décide de se présenter à l’élection présidentielle de janvier 1920. Mais il fait face à la candidature inattendue de Georges Clemenceau, auréolé par la victoire de 1918 et donné grand favori. Cependant, le « Père la Victoire » ne fait pas campagne et pâtit de ses nombreuses inimitiés, de son autoritarisme et de sa prétendue faiblesse lors des négociations de paix — ses opposants le surnomment le « Perd-la-Victoire ». De son côté, Paul Deschanel promet de rétablir les relations avec le Vatican, ce qui contribue à rallier à lui la droite catholique et l’Action française, Charles Maurras louant également le fait qu’il « a demandé des armements alors que personne ne songeait à armer, en pleine crise pacifiste de 1905 »,.
Le 16 janvier 1920, à la surprise générale, Paul Deschanel arrive en tête du vote préparatoire des républicains, avec 408 voix contre 389 pour le président du Conseil, qui retire aussitôt à ses partisans l’autorisation de présenter sa candidature à Versailles. Le lendemain, l’Assemblée nationale élit Paul Deschanel, seul candidat déclaré, par 734 voix (84,6 % des bulletins exprimés). Il s’agit du plus grand nombre de suffrages de parlementaires jamais obtenu par un candidat à la présidence sous la Troisième République,. Amers, Georges Clemenceau et ses collaborateurs refusent de féliciter le président élu.

## Président de la République

### Premiers mois

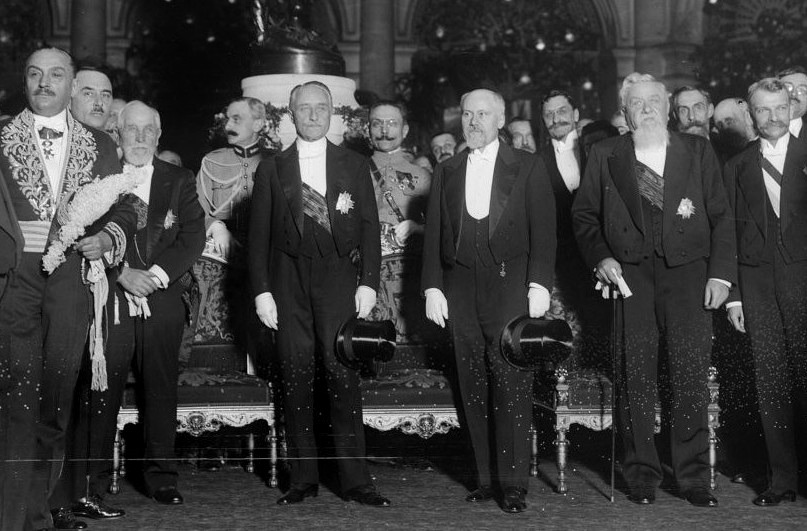
Paul Deschanel aux côtés des anciens présidents Émile Loubet, Raymond Poincaré et Armand Fallières le jour de son investiture (18 février 1920).

La passation des pouvoirs avec Raymond Poincaré a lieu le 18 février 1920, Paul Deschanel devenant ainsi le onzième président de la République française et coprince d'Andorre. Le nouveau chef de l’État reconduit à la présidence du Conseil l’indépendant Alexandre Millerand, qu’il n’apprécie pourtant guère ; mais, celui-ci ayant été nommé le mois précédent sur demande de Clemenceau, il estime ne pas avoir une légitimité suffisante pour le remplacer, et entretient avec lui des rapports courtois.
Paul Deschanel forme un cabinet qui compte des sortants et plusieurs de ses proches : l’ambassadeur Louis Hermite est nommé secrétaire général civil, le général Jean-Baptiste Pénelon est maintenu aux affaires militaires, Pierre de Fouquières au protocole, tandis que Joseph Aulneau, son collaborateur depuis treize ans, se voit confier la direction du cabinet,,.

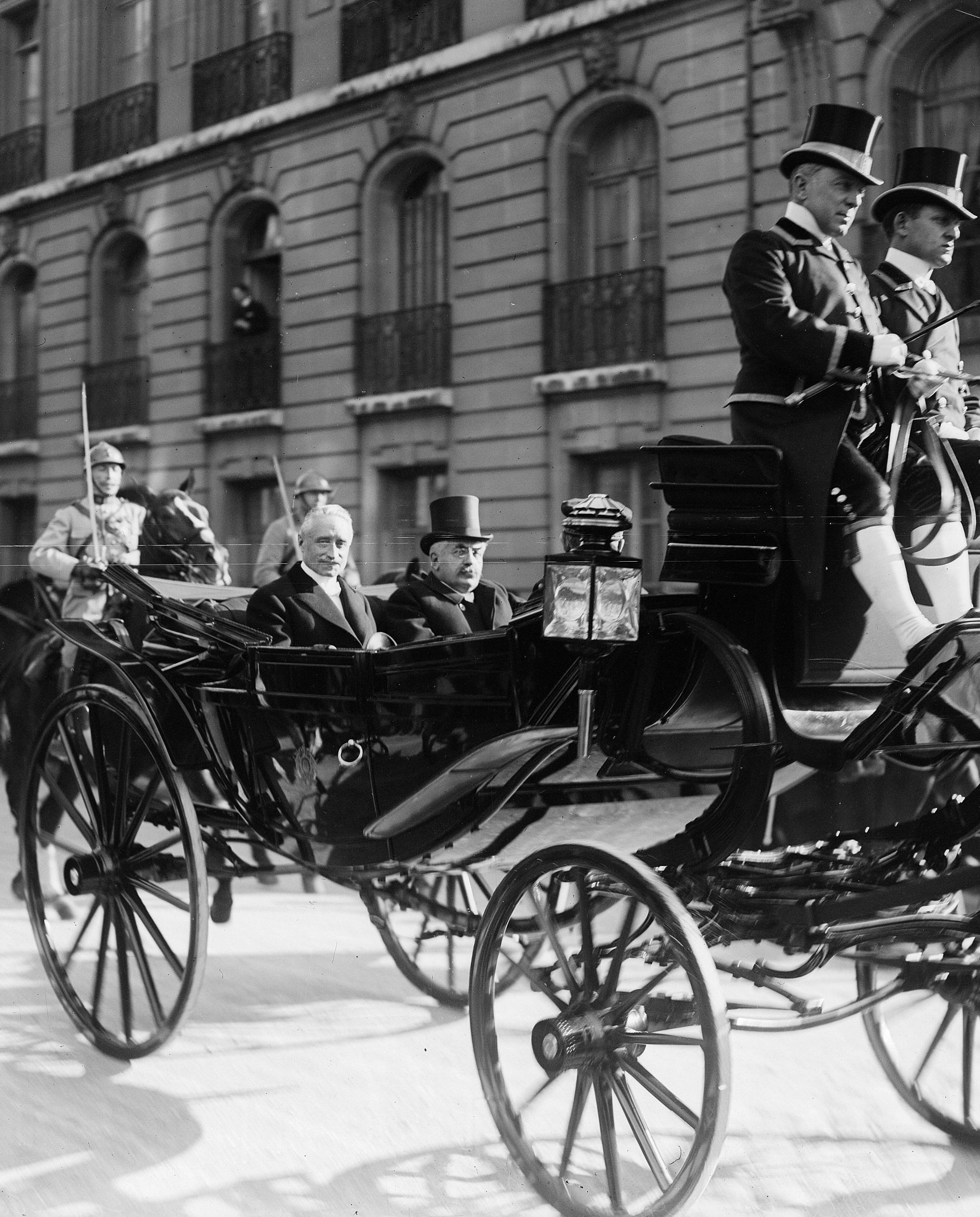
Paul Deschanel avec le président du Conseil, Alexandre Millerand, le 18 février 1920.

Au lendemain de son entrée en fonction, il adresse un message aux chambres. En matière de politique étrangère, il appelle à l'absolu respect des obligations incombant à l’Allemagne. Sur le plan intérieur, il envisage de « nouvelles privations », rappelle la nécessité du versement d'impôt en fonction de la « force contributive des citoyens », et met l’accent sur les mesures sociales — notamment pour les mutilés, veuves et orphelins —, l’accès à la propriété ainsi que la défense de la famille.
Pour son premier déplacement officiel, il se rend au cimetière parisien de Bagneux, où il dépose une palme devant le monument aux morts de la Grande Guerre, puis à l'hôpital des armées du Val-de-Grâce, où il rencontre des blessés au combat ; de même, ses premières réceptions sont dédiées aux combattants du récent conflit mondial. Pour célébrer le retour de l'Alsace-Lorraine à la France, il effectue son premier voyage à Bordeaux, le 1er mars 1920, dans cette ville où les députés de ces territoires avaient protesté contre le rattachement à l’Allemagne.
Comme il l’a régulièrement indiqué depuis la fin du siècle précédent, Paul Deschanel entend appliquer la Constitution « dans sa lettre et dans son esprit », laissant ainsi présager une importante activité de sa part ou même la fin de la « Constitution Grévy », avec un retour aux prérogatives des débuts de la Troisième République, comme le souhaitait notamment Jean Casimir-Perier, qui démissionne de l’Élysée six mois seulement après son élection en raison de l’attitude du gouvernement et d'un manque de soutien de sa majorité,.
Mais Paul Deschanel ne parvient pas à rééquilibrer les pouvoirs de l’exécutif en sa faveur, ceux-ci restant très largement concentrés dans les mains du président du Conseil, qu’il apprécie peu. Dès le premier Conseil des ministres, le président fait part de sa déception, les membres du ministère, en particulier Alexandre Millerand, ignorant ostensiblement ses opinions,. Son inexpérience au sein du pouvoir exécutif — il a refusé toute responsabilité ministérielle afin de préserver ses chances en vue d’accéder à l’Élysée — ne joue pas en sa faveur car il ignore ainsi certaines pratiques en vigueur.
Tenant à honorer sa promesse de campagne de rétablir les liens avec le Vatican, Paul Deschanel confie au cardinal Alfred Baudrillart la mission d’étudier la possibilité de négociations avec le Saint-Siège. Cette décision déplaît à Alexandre Millerand, qui, bien que lui aussi favorable à une telle mesure, lui fait savoir qu’il doit être en première ligne dans ce domaine. Ainsi, le président de la République passe par le Conseil des ministres pour l’envoi de Gabriel Hanotaux à la cérémonie de canonisation de Jeanne d’Arc, le 16 mai 1920.
De même, comme le laissait penser la nomination à son cabinet de l’ambassadeur Hermite, il entend intervenir activement en matière de politique étrangère, qui n’est pourtant pas un domaine réservé au chef de l’État. Dans le cadre des conférences interalliées, il estime que le président du Conseil se montre trop conciliant avec l’Allemagne. Des tensions apparaissent lors du soulèvement de la Ruhr : alors que le gouvernement demande l’occupation de Francfort, Hanau et Darmstadt, Paul Deschanel intervient au Conseil des ministres du 30 mars pour réclamer une intervention dans toute la région. Sous pression de l’Angleterre, Alexandre Millerand refuse. Le président envisage alors de le remplacer par André Lefèvre.
D’une façon plus traditionnelle pour un président sous la Troisième République, il multiplie les cérémonies à travers tout le pays, ce qui lui fait gagner en notoriété et popularité.

### État de santé
Dépité par les négociations de la paix et victime, avant même son arrivée à la présidence, de surmenage et d’anxiété en raison de ses responsabilités durant la guerre, de la rédaction de son ouvrage sur Gambetta et de sa campagne présidentielle, Paul Deschanel bascule dans la dépression lorsqu’il se rend compte de sa marge de manœuvre très réduite dans ses nouvelles fonctions, chacune de ses déceptions renforçant l'avertissement que Raymond Poincaré lui avait adressé sur les faibles pouvoirs du président,. Il est également sujet à des crises d'angoisse du fait des règles pesantes auxquelles il est astreint (nombreuses cérémonies, protocole millimétré, mesures de sécurité très contraignantes, etc.) et à son inexpérience à une fonction du pouvoir exécutif.
Plusieurs interlocuteurs perçoivent des signes de nervosité chez Paul Deschanel avant même son élection à l’Élysée. Décrit de longue date comme sensible et émotif, il aurait été particulièrement éprouvé par le conflit mondial, les négociations qui ont suivi et par sa campagne présidentielle. L’écrivain Pierre-Barthélemy Gheusi se dit « bouleversé de constater les ravages creusés sur [son] expressif visage », soulignant que « l’insomnie a blêmi son front et assombri ses yeux » et qu’il est visiblement affecté par les menaces sur la paix européenne ainsi que par son sentiment d'impuissance dans ses nouvelles fonctions. Son biographe Thierry Billard fait état d'une dégradation de son état de santé après son accession à la présidence :

« Il mesure enfin l’étendue de son impuissance. Il ne voulait pas être une potiche, il l’est par la force des habitudes. Son rêve de réformer les institutions en devenant président de la République s’écroule. Paul Deschanel découvre que, sur ce point, il s’est trompé toute sa vie, qu’il est un arbitre sans sifflet ni carton rouge. Il est tragique de constater que son ambition de devenir chef de l’État l’a empêché de voir qu’il ne pourrait rien faire une fois élu. […] Paul Deschanel a l’impression d’être en prison. Il ne peut rien dire, retenu par l’obligation de réserve. Son impuissance l’accable et le déprime. »

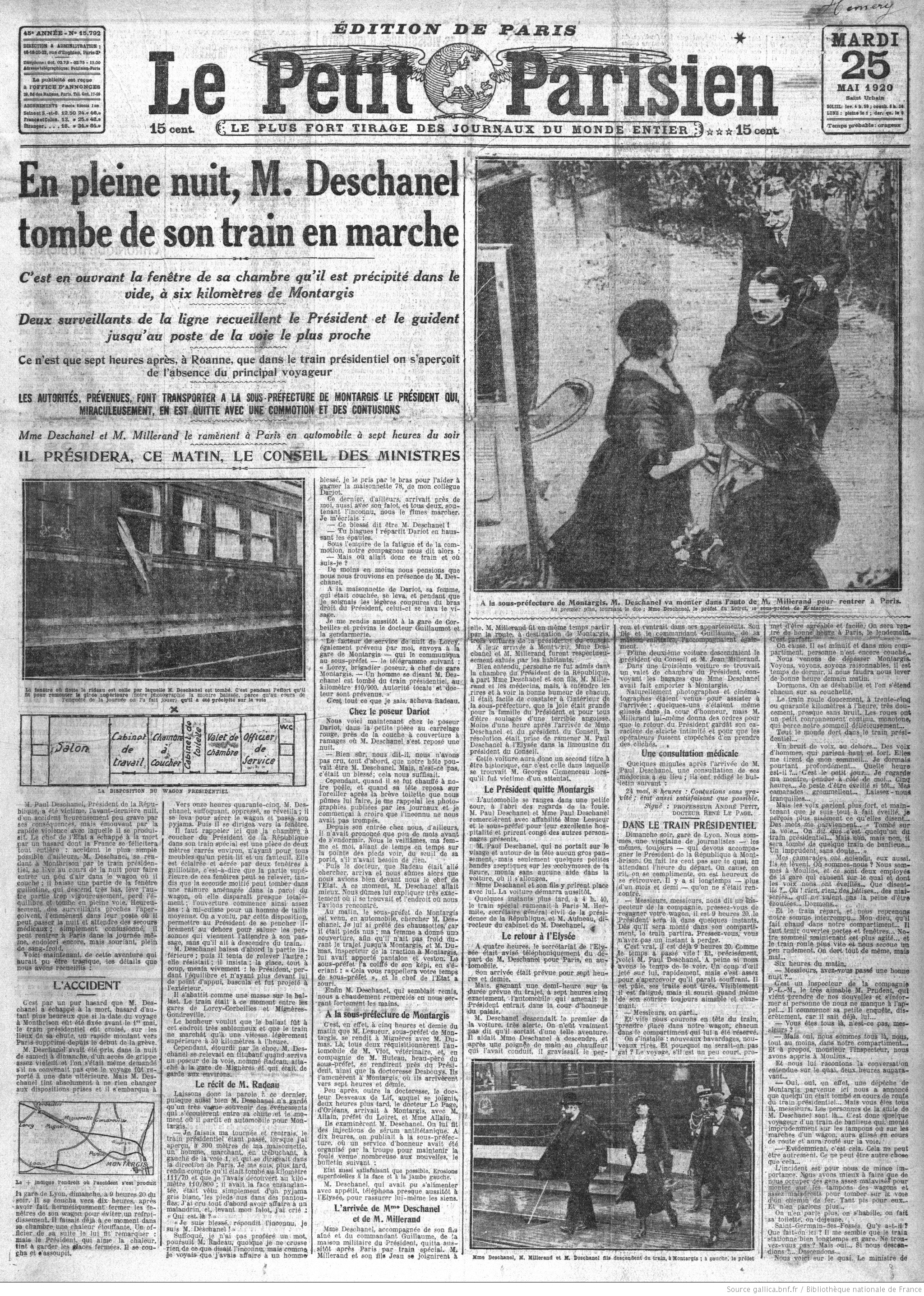
Une du Petit Parisien du 25 mai 1920 faisant état de la chute de train du président Deschanel.

Au fil des semaines, alors que sa neurasthénie s’accroît, sa proximité avec le peuple et son comportement démonstratif semblent quelque peu dérouter le public présent à ses déplacements. Le président n’hésite pas à s’adonner à des bains de foule, ce qui n’était pas dans les habitudes de ses prédécesseurs, et ne respecte pas toujours le protocole ou les horaires annoncés, y compris lors de repas officiels. Son comportement chaleureux lui permet néanmoins de gagner rapidement en popularité.
Le 23 mai 1920, Paul Deschanel prend un train de nuit afin d'inaugurer le lendemain à Montbrison un monument en hommage à Émile Reymond, mort pour la France en 1914. En fin de soirée, à proximité de Montargis, alors qu’il ne parvient pas à dormir et que le véhicule est surchauffé, le chef de l’État chute en pyjama de sa voiture, dont il voulait ouvrir la fenêtre. Blessé au visage, il rencontre un ouvrier, auquel il se présente comme étant le président de la République ; sceptique, celui-ci le conduit à une maison de garde-barrière, où Paul Deschanel est soigné et mis au lit. Cet incident serait dû au « syndrome d'Elpénor », une forme de somnambulisme sûrement provoquée par la prise de calmants pour dormir, mais aussi au mode d'ouverture particulier des fenêtres à guillotine,,.
Si le chef de l’État préside le Conseil des ministres dès le lendemain, la nouvelle agite l’opinion et les commentateurs. Il est fréquemment décrit comme fou ou suicidaire. Plusieurs articles de presse acerbes et chansonnettes sont consacrés à l’événement, comme Le Pyjama présidentiel de Lucien Boyer. Alors que peu de personnalités le soutiennent, Maurras s’indigne de son traitement et Poincaré témoigne de la dangerosité du système d'ouverture des fenêtres du convoi présidentiel, qui est adapté de façon que le président puisse être vu du public. D'autres prétendus incidents sont le fruit d'adversaires et ne sont attestés par aucune preuve, l’historien Adrien Dansette précisant que « jamais Deschanel ne déraisonne »,.

### Démission
Sous la pression de son entourage et de ses alliés, Paul Deschanel retarde son départ de l’Élysée. Après l'incident du train, alors que ses médecins lui ont indiqué qu’il ne pourrait être guéri que s'il s’astreignait à un repos total, il présente sa démission, mais Alexandre Millerand le convainc de revenir sur sa décision. Avec sa famille, tout en se tenant informé des affaires de l’État, il séjourne pendant quelques semaines au manoir de la Monteillerie (Calvados), puis au château de Rambouillet à partir de juillet 1920, mais reste rongé par l’angoisse et la culpabilité.

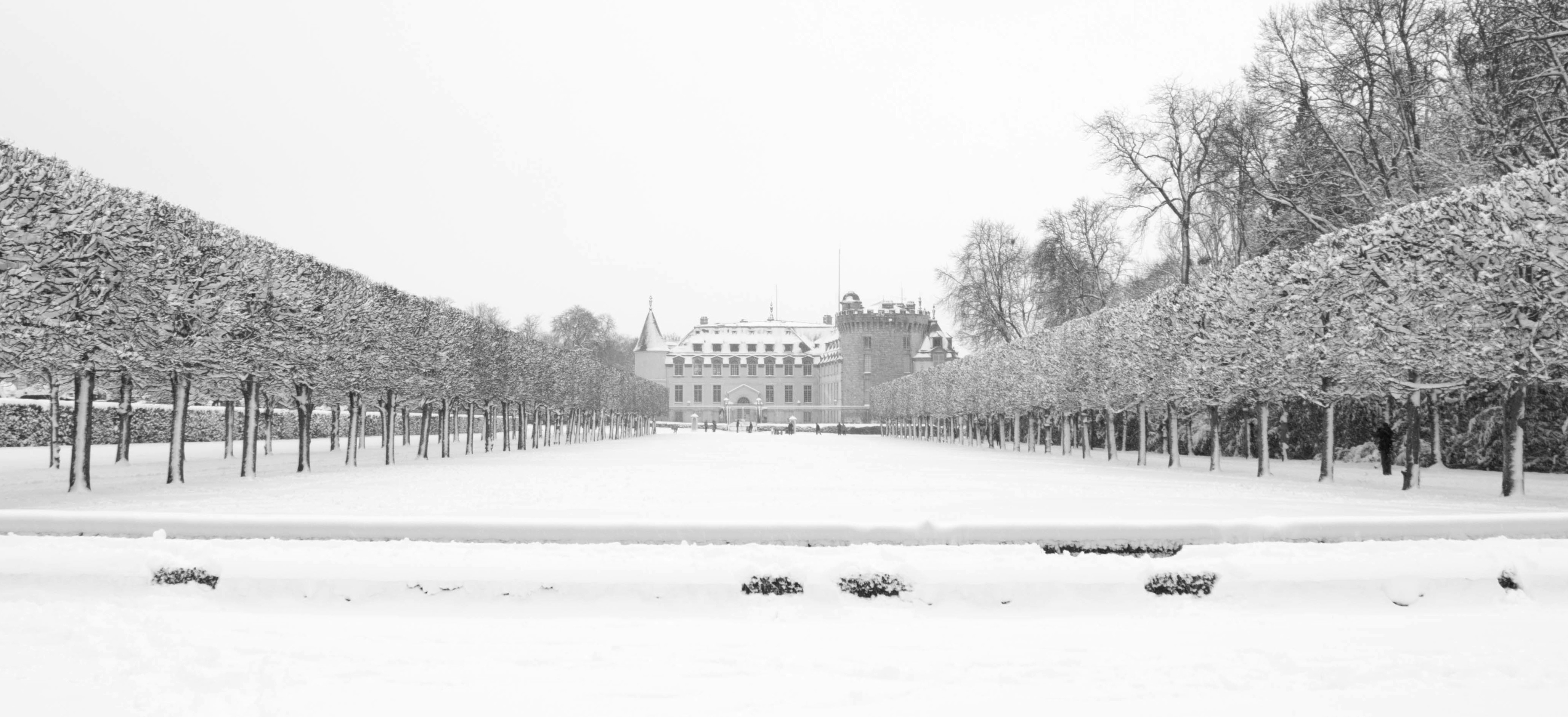
Le château de Rambouillet, où résident Paul Deschanel et sa famille de juillet 1920- à septembre 1920.

Son état de santé ne s’étant pas amélioré, il confie au chef du gouvernement la mission d’annoncer sa démission au Conseil des ministres du 17 septembre, et quitte l'Élysée le 21 septembre,. Dans le message qu’il fait lire à la Chambre par Raoul Péret et au Sénat par Léon Bourgeois, il indique : 

« Mon état de santé ne me permet plus d'assumer les hautes fonctions dont votre confiance m’avait investi lors de la réunion de l'Assemblée nationale du 17 janvier dernier. L'obligation absolue qui m’est imposée de prendre un repos complet me fait un devoir de ne pas tarder plus longtemps à vous annoncer la décision à laquelle j’ai dû me résoudre. Elle m’est infiniment douloureuse, et c’est avec un déchirement profond que je renonce à la noble tâche dont vous m’aviez jugé digne. […] À l’instant où je me retire, j’ose émettre le vœu que les représentants de la nation, dont la concorde patriotique fut le puissant auxiliaire de la victoire, maintiennent dans la paix leur union, pour la grandeur et la prospérité de cette France adorée, au service de laquelle j’avais voué ma vie et qui aura ma dernière pensée. »

Devant les préparatifs de réunion de l’Assemblée nationale en vue de l’élection d'un nouveau président, L'Action française de Charles Maurras déplore la rapidité du régime démocratique à enterrer les vivants, seule comptant selon le quotidien « la place à prendre ». Alexandre Millerand succède à Paul Deschanel le 23 septembre 1920,.

## Retour en politique

### Élection au Sénat
Après sa démission, Paul Deschanel part se reposer dans le Midi de la France puis au sanatorium de Rueil, où ont été précédemment admises des personnalités comme Stephen Pichon, Maurice Ravel, Joseph Ruau ou Georges Feydeau. Son état s'améliorant rapidement, il quitte Rueil trois mois plus tard, siège de nouveau à l’Académie française et à l'Académie des sciences morales et politiques,.
Candidat aux élections sénatoriales de 1921 en Eure-et-Loir, il fait sa première apparition publique le 31 décembre 1920, dix jours avant le scrutin, devant des grands électeurs. Il est élu sénateur dès le premier tour de scrutin, avec 50,3 % des suffrages exprimés. Comme Raymond Poincaré juste avant lui, il fait ainsi son retour en politique en entrant à la chambre haute : en effet, il est alors inconcevable pour un ancien chef de l’État ne souhaitant pas prendre sa retraite de retrouver un mandat à la Chambre des députés, qui est perçue comme le lieu de la politique quotidienne, avec des affrontements moins courtois qu’au Sénat.

### Président de commission
À son entrée au Sénat, Paul Deschanel reçoit un accueil chaleureux de ses pairs. En janvier 1922, il devient président de la commission des Affaires étrangères du Sénat, après la nomination à la présidence du Conseil de Raymond Poincaré, qui occupait cette fonction depuis son départ de la présidence de la République.
Dans Revue de France, sans toutefois prôner une modification substantielle de la Constitution, il reconnaît l’incapacité à changer la pratique institutionnelle et propose l’instauration de la fonction de vice-président : « Il est un point que nul, je pense, ne contestera, c’est l’utilité d’un vice-président, comme aux États-Unis. Le Président français n’a pas le droit d’être malade. On prête à M. Émile Loubet cette spirituelle boutade, qui est une pure vérité : « Si j’avais un panaris, toutes les affaires de l’État seraient arrêtées. » »
Souhaitant donner sa vision de la politique étrangère et institutionnelle de la France, Paul Deschanel, pourtant connu pour sa modération, prépare un discours jugé « explosif » par le journaliste Pierre-Barthélemy Gheusi. L’ancien président entend notamment dénoncer les négociations de paix, l'attitude de Lloyd George et l’absence d’aide à l’Autriche. En matière intérieure, il souhaite critiquer la prédominance du chef du gouvernement, une situation qui n’est pas actée dans les lois constitutionnelles. Début avril 1922, ayant eu écho de son projet et craignant un incident diplomatique avec l’Angleterre, les sénateurs votent la clôture de la session parlementaire afin de repousser son discours,,.

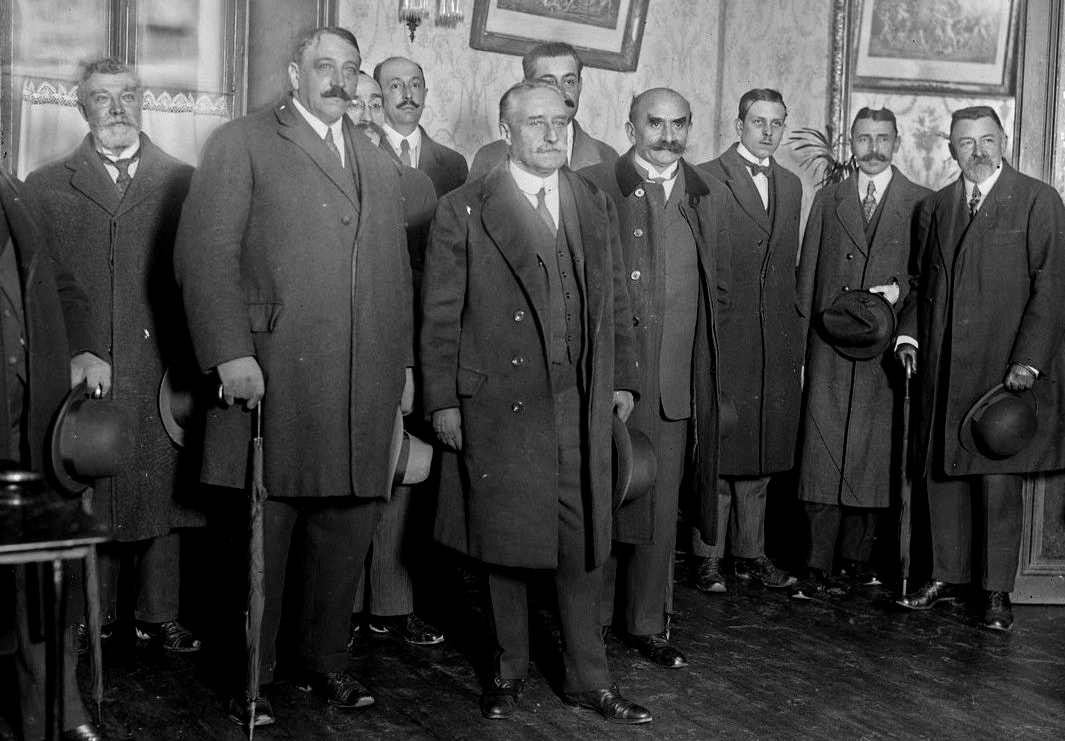
Lors d'une réunion en vue des élections sénatoriales (Chartres, 31 décembre 1920).
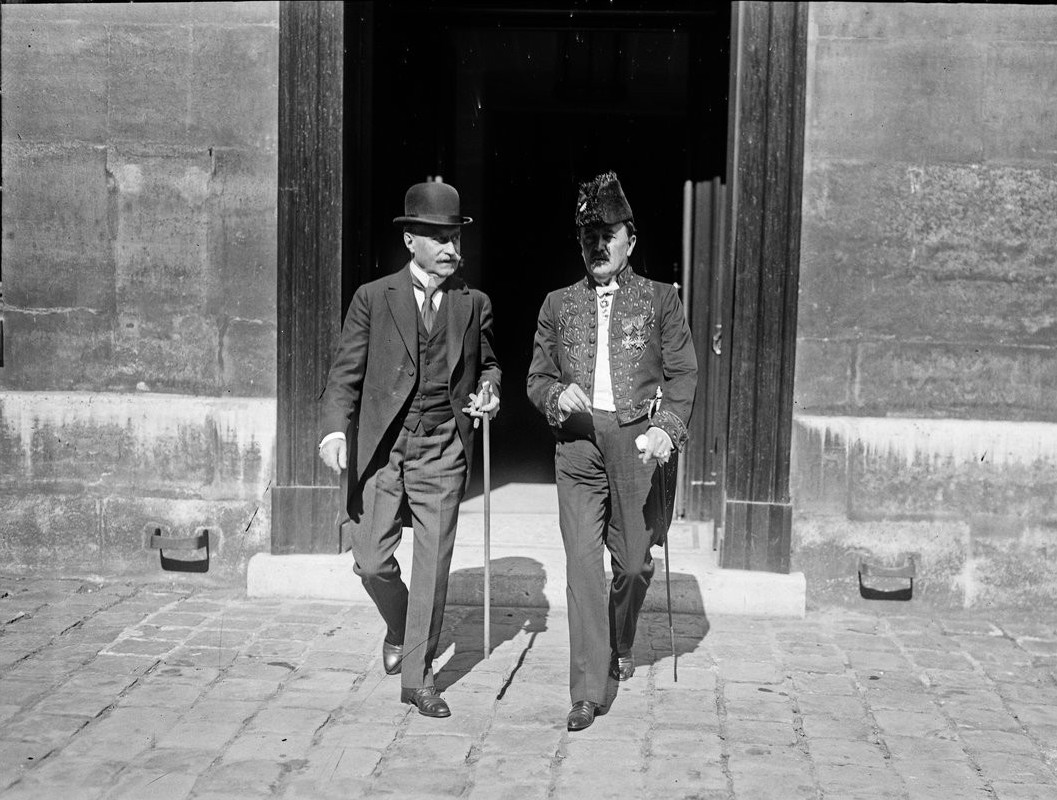
Recevant Robert de Flers à l’Académie française (Paris, 16 juin 1921).
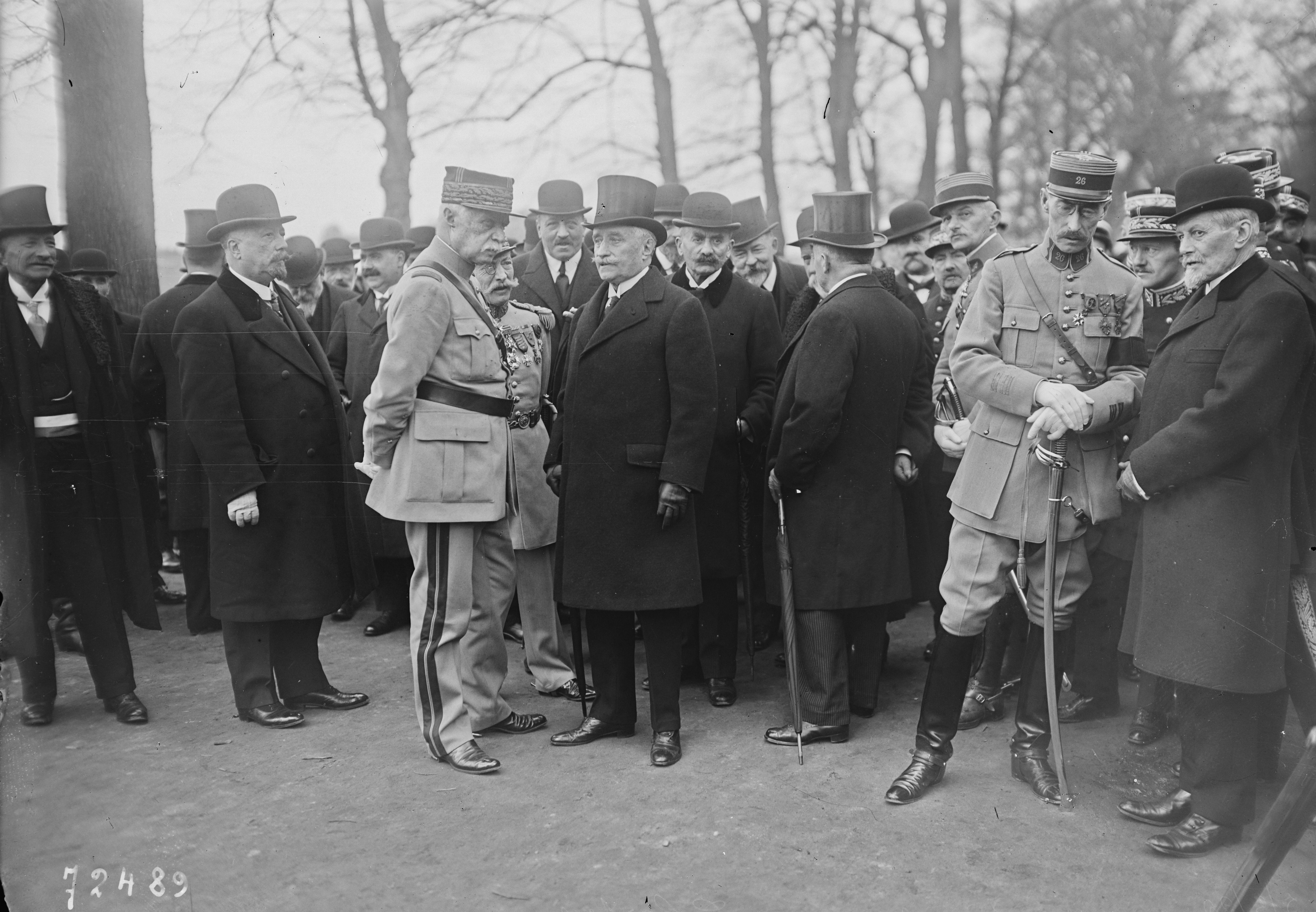
Avec le général Fayolle, lors d'un hommage à François Séverin Marceau (Chartres, 5 mars 1922).

## Mort et obsèques
À la mi-avril 1922, après les fêtes de Pâques, Paul Deschanel fait une rechute à la suite d'une grippe en sortant prématurément de chez lui. Alité, souffrant d'un abcès pulmonaire et d’une pleurésie purulente, il est soigné à domicile par deux médecins, qui, devant la dégradation de son état, procèdent le 27 avril à une ponction pleurale,,. Le lendemain matin, l’ancien président subit une intervention chirurgicale au cours de laquelle il se voit retirer deux côtes. Sans avoir repris connaissance, il meurt finalement dans l’après-midi, à l'âge de 67 ans.

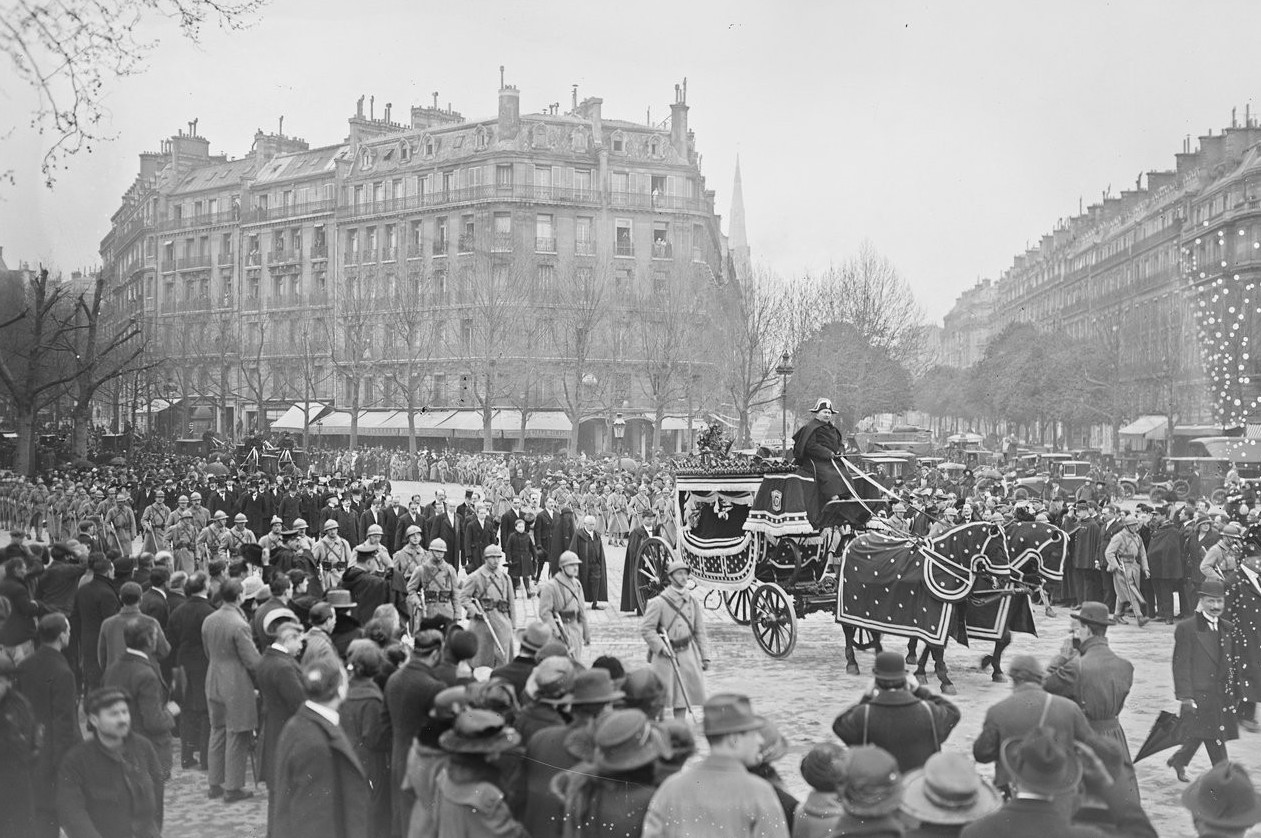
Obsèques de Paul Deschanel (Paris, 3 mai 1922).

L'Illustration indique alors : « D’aucuns ont dit que la fin de sa vie appartenait à la tragédie antique ou à la dramaturgie shakespearienne où le dernier mot, le dernier geste, est dit ou fait par le personnage dominant : la fatalité. Paul Deschanel obtint ce qu’il avait souhaité obtenir : le rang suprême. Mais, dès lors, s’évanouirent la lumière, la santé, le bonheur. En deux ans vinrent l’angoisse, la maladie, la mort. »

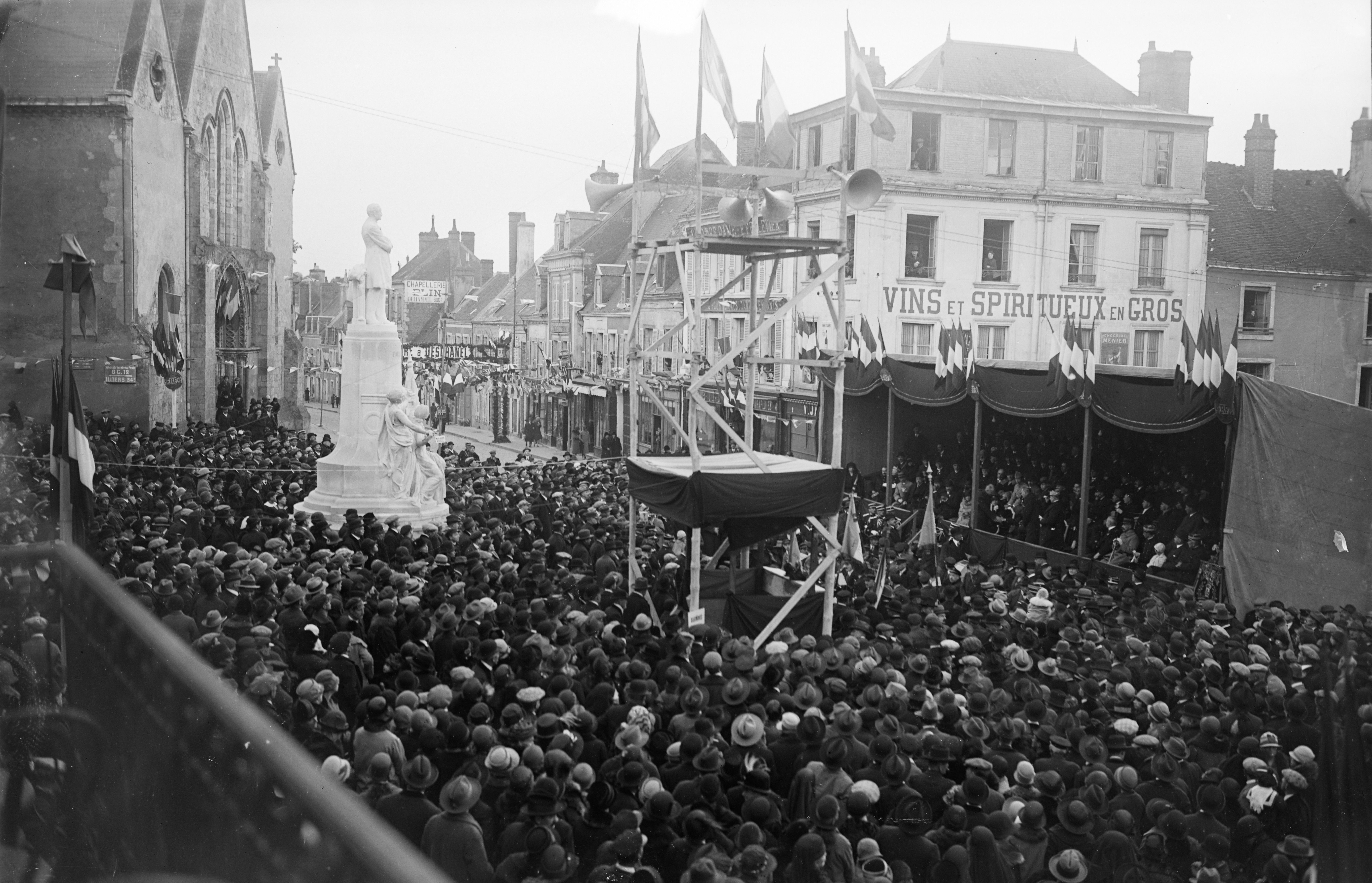
Inauguration d'une statue en hommage à Paul Deschanel, en présence notamment de Louis Barthou, de Raoul Péret et du général Lasson (Nogent-le-Rotrou, 24 octobre 1926).

Ses obsèques se tiennent le 3 mai 1922 en l'église Saint-Honoré-d'Eylau, en présence notamment du président du Conseil, Raymond Poincaré, des membres du gouvernement, de la Première dame, Jeanne Millerand, des maréchaux Foch et Franchet d'Espèrey, ou encore des généraux Sarrail, Weygand et Mangin. Paul Deschanel est enterré dans le caveau familial du cimetière du Montparnasse, dans la 14e division, en bordure de l'avenue du Nord.
Dans l’éloge funèbre qu’il prononce lors de la rentrée parlementaire du 23 mai, le président de la Chambre, Raoul Péret, déclare : « Paul Deschanel incarnait avec une rare perfection les vertus maîtresses de la race. Il fut une des grandes voix de la patrie. […] Hélas ! il s'est endormi sur un rêve inachevé, frappé par un destin tragique. » Le président du Conseil, Raymond Poincaré, lui rend également hommage : « Parlementaire accompli, orateur magnifique, fervent patriote, M. le président Paul Deschanel a été, durant toute sa vie, le fidèle défenseur de la République et des institutions libres. La France gardera le pieux souvenir d'un homme qui l'a passionnément aimée et toujours noblement servie. »

## Prises de position

### Positionnement partisan
Influencé par l’engagement républicain de son père, Paul Deschanel exprime des opinions politiques dès son adolescence. Lors de la guerre franco-allemande de 1870, en privé, il déplore la tactique adoptée par Napoléon III et ses généraux, et s’oppose à toute capitulation. Dans une lettre du 6 janvier 1871, il écrit : « Il ne fallait pas moins que ce cataclysme pour réveiller la France de sa torpeur. […] La guerre, après le débloquement de Paris, peut durer encore six mois ou un an pour reprendre l’Alsace et la Lorraine. » Partisan du gouvernement de la Défense nationale, il considère qu’« il n’y a que la République qui peut nous donner des hommes comme Gambetta et Trochu » et qu’« il n’y a que l’Empire qui a pu nous en donner comme Bazaine et Le Bœuf ».
Dès ses fonctions de sous-préfet, il défend des positions modérées (« opportunistes »), assez éloignées de celles du programme de Belleville, qu'il juge « tombé en poussière au contact des réalités du pouvoir ». Il prône le dialogue plutôt que l’opposition frontale aux monarchistes, ce qui lui permet d'obtenir le ralliement d'électeurs conservateurs en Eure-et-Loir. Dans son discours de Vert-en-Drouais de 1878, il formule ainsi les conseils suivants aux républicains : « Ne vous lassez pas de discuter leurs arguments, avec courtoisie, avec la déférence qu’on doit aux convictions sincères. Montrez-leur, par la manière dont vous discutez, ce que vous êtes, ce que vous valez. »
En 1893, comme Raymond Poincaré et Louis Barthou, Paul Deschanel se qualifie de « républicain progressiste » et affiche pour devise « ni réaction ni révolution »,. Dans le sillage des opportunistes, il appartient à l’aile la plus à droite de la famille républicaine, s’opposant au radicalisme et au socialisme. Dans un discours prononcé à Marseille en 1896, il affirme qu’« il y a une réaction de gauche comme il y a une réaction de droite » et ne vouloir « ni de l’une ni de l’autre ». Considérant que le régime républicain n’est plus directement menacé, les républicains progressistes prônent l’obtention du progrès de façon progressive et apaisée. Après avoir mis en avant son souhait de réviser les institutions de la Troisième République, Paul Deschanel axe son programme sur les mesures sociales.
Souhaitant accueillir les ralliés, il envisage dans les années 1890 de fonder un parti sur le modèle du Parti conservateur britannique, mais y renonce en raison des divisions de la droite et des réticences de celle-ci face aux réformes sociales. Son biographe Thierry Billard résume : « Dans quel camp se classe le député d’Eure-et-Loir ? Hors des partis et dans tous en même temps, à la fois centre droit et centre gauche. Deux thèmes témoignent de l’originalité de ses positions : la décentralisation et la question religieuse. […] Syndicalisme agricole, syndicalisme ouvrier non révolutionnaire, coopératives, mutualité, impôt sur le revenu, lois sociales, réformes politiques, solidarité, Paul Deschanel s’est constitué un bagage d’idées modérées, mais progressistes, originales et novatrices. » En 1898, Eugène Ledrain écrit dans L'Éclair : « Comme Lamartine, il s’est peu à peu détaché des banquettes agitées pour siéger au plafond. En dehors des petites coteries, des mesquines rivalités, jamais ministre, il a fait son ascension sur des hauteurs où nous le contemplons et d’où il laisse tomber tant d’idées personnelles,. »

### Vision institutionnelle

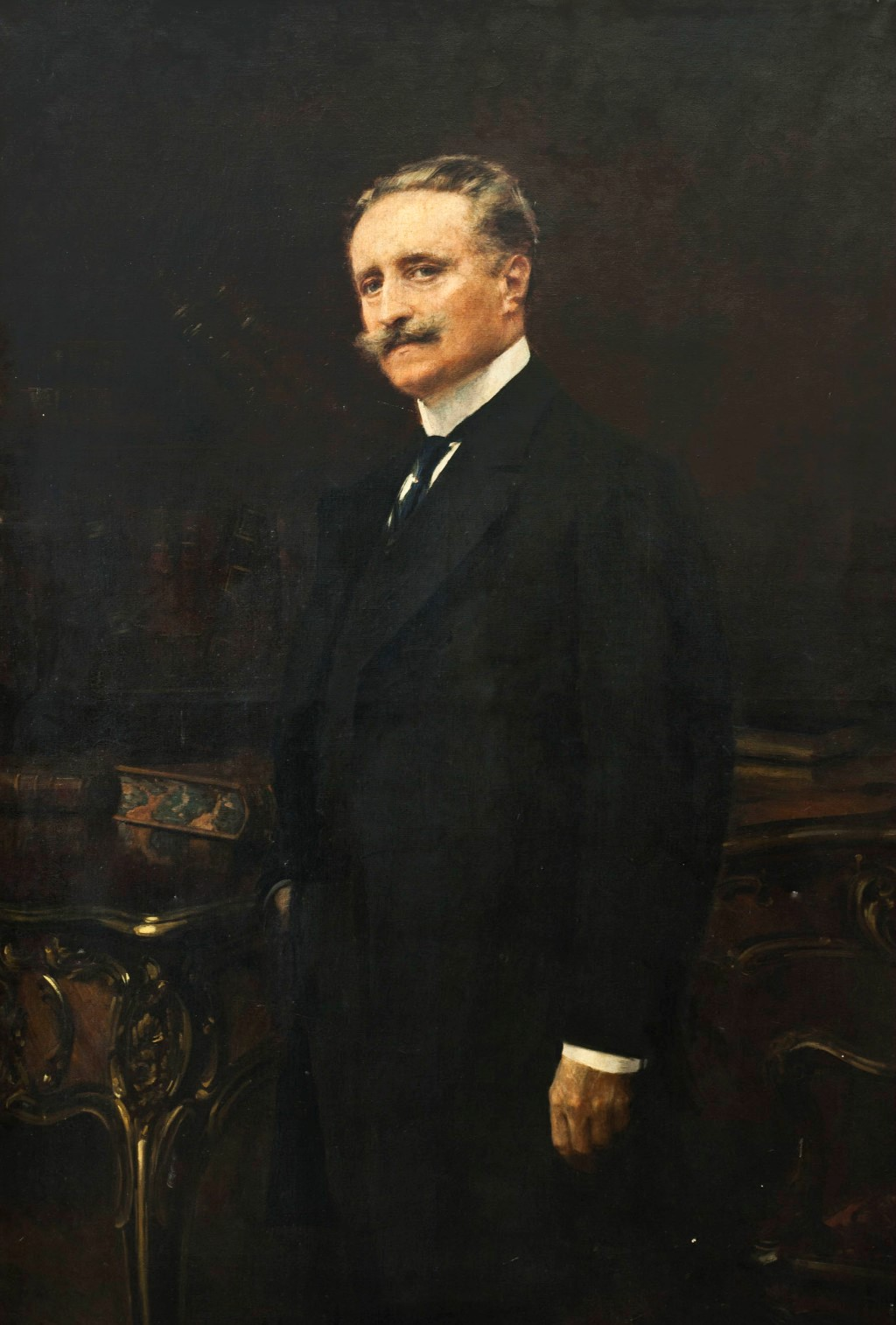
Paul Deschanel au début du XXe siècle.

Paul Deschanel souligne l'utilité jouée par les lois constitutionnelles de 1875 après le Second Empire, mais les qualifie de lacunaires — car ayant fait l'objet d'un compromis avec les monarchistes — et appelle à une réforme de la pratique constitutionnelle plutôt qu'à une importante modification de ces textes visant à s'aligner sur les modèles américain ou suisse. D'après lui, les problèmes que rencontre le régime, en particulier l'instabilité ministérielle, « ne sont pas tous inhérents à la Constitution », mais proviennent souvent « d’infractions à la lettre ou à l’esprit » de celle-ci. Mentionnant Benjamin Constant et Herbert Spencer, il insiste en 1894 sur la nécessité de voir l'exécutif constituer un contrepoids à l'action parlementaire :

« C’est une hérésie constitutionnelle de considérer la présidence de la République comme un rouage inerte, ou d'assimiler notre président à un roi constitutionnel. Un chef élu ne peut être, comme un prince héréditaire, l'arbitre impassible des partis ; cette conception est contraire au texte et à l'esprit de notre Constitution. […] [Les néo-jacobins] ne voient pas que, en affaiblissant le pouvoir exécutif, en livrant le pays à l'omnipotence et à l'anarchie parlementaire, ils risquent précisément de le rejeter pour tout de bon dans le césarisme. Un exécutif trop faible peut être aussi dangereux qu'un exécutif trop fort. La liberté est incompatible avec un gouvernement faible. »

Modérant son approche, il rejette l'élection du président de la République au suffrage universel, craignant que celui-ci n'en tire une prépondérance excessive. Au vu des réticences des chambres à l'idée d'une révision constitutionnelle, il propose un changement de pratique à l'initiative du chef de l'État lui-même : il considère ainsi que Jules Grévy, bien qu'à l'origine du durable mouvement d'effacement de la fonction sous la Troisième République, influençait de façon significative les décisions prises en Conseil des ministres. Il souhaite que le président se réapproprie son droit de dissolution parlementaire, prévu par les textes mais tombé en désuétude après la crise de 1877.
En 1889, quatre années après son élection comme parlementaire, il écrit : « Ce n’est que par une violation formelle de l’esprit de la Constitution que la Chambre des députés s’est arrogé un droit de vie et de mort sur les ministères. Il est temps de rappeler aux députés de France qu’ils sont les représentants et non les maîtres de la Nation. » Pour limiter les questions de confiance et l'instabilité gouvernementale, il propose qu’aucun des ministres renversés ne puisse être nommé dans le cabinet suivant. Afin de favoriser l'adoption d'une révision constitutionnelle, il appelle à la disparition des groupes au profit de quelques grands partis à l'existence prolongée dans le temps et aux programmes clairement définis.
Pour préserver l'équilibre institutionnel, Paul Deschanel s'oppose également au projet des radicaux de réduire l'influence du Sénat, qu'il voit comme une institution capable « de mettre la démocratie en garde contre les entraînements soudains » et d'empêcher la Chambre des députés d'« empiéter » davantage sur les prérogatives du gouvernement. Néanmoins, il propose un changement dans le mode de désignation des sénateurs avec l'introduction de « la cooptation soit du Sénat, soit des deux chambres, afin de pouvoir faire entrer dans le Parlement des hommes qui sans cela n’y peuvent pénétrer — les illustrations de la science, des lettres, des arts ». Selon son biographe Thierry Billard, cette proposition restée sans suite peut être vue comme « l’entrée de la société civile en politique » et se retrouvera « en partie dans la réforme du Sénat que proposera le général de Gaulle au référendum de 1969 ».
D'après lui, le scrutin proportionnel est à privilégier au scrutin d'arrondissement, longtemps en place sous la Troisième République. En effet, ce dernier, en tant que scrutin uninominal majoritaire à deux tours, présente à ses yeux de nombreux inconvénients, notamment le fréquent choix par défaut des électeurs au second tour, la présentation par les candidats de programmes larges afin de pouvoir obtenir la majorité des suffrages et l'élection fréquente d'un député par une minorité du corps électoral. À l'inverse, il voit la représentation proportionnelle comme un moyen de réduire le taux d'abstention, de permettre aux électeurs de voter pour leurs idées et d'éviter la tenue d'élections partielles.
Il s’affiche en partisan de la décentralisation dès les années 1870, considérant que « l'autonomie communale est la racine de toutes les libertés », et consacre à ce sujet un ouvrage, La Décentralisation, en 1895. Ce processus est selon lui un moyen de faciliter les prises de décision et d'apaiser les tensions de la société. Il appelle ainsi à revenir sur le processus de centralisation mené par Napoléon III, déplorant des institutions républicaines et une administration napoléonienne. Il propose l'instauration d'un conseil délibérant afin de contrebalancer les pouvoirs des maires et préfets, l'organisation de référendum locaux, le transfert de certaines compétences ministérielles au préfet (expulsion des étrangers, bourses d’enseignement, etc.) ou encore la possibilité pour les sous-préfet de démettre de leurs fonctions les conseillers municipaux absentéistes.
Après sa démission de l’Élysée, il propose la création d'une fonction de vice-président, amené à remplacer le chef de l’État en cas d’incapacité.

### Économie et social
Paul Deschanel fait partie des artisans d'une république modérée tenant compte des préoccupations sociales. Se posant en défenseur de la liberté individuelle, de la petite et moyenne propriété, il ne refuse pas l’intervention étatique mais désapprouve un trop grand interventionnisme et le collectivisme, qu’il vilipende notamment lors d’un échange avec Jules Guesde à la Chambre en novembre 1894,,. Il s’affiche en partisan d'une troisième voie, qui ne bouleverserait pas « les bases sociales de l’ordre actuel » et atténuerait « les inégalités et les injustices », sans que l’action étatique ne constitue une menace à « l’initiative individuelle, qui restera toujours le grand moteur de la civilisation et du progrès ». Outre les mesures sociales, l’État doit pour lui assurer la sécurité publique et favoriser l’accession à la propriété.

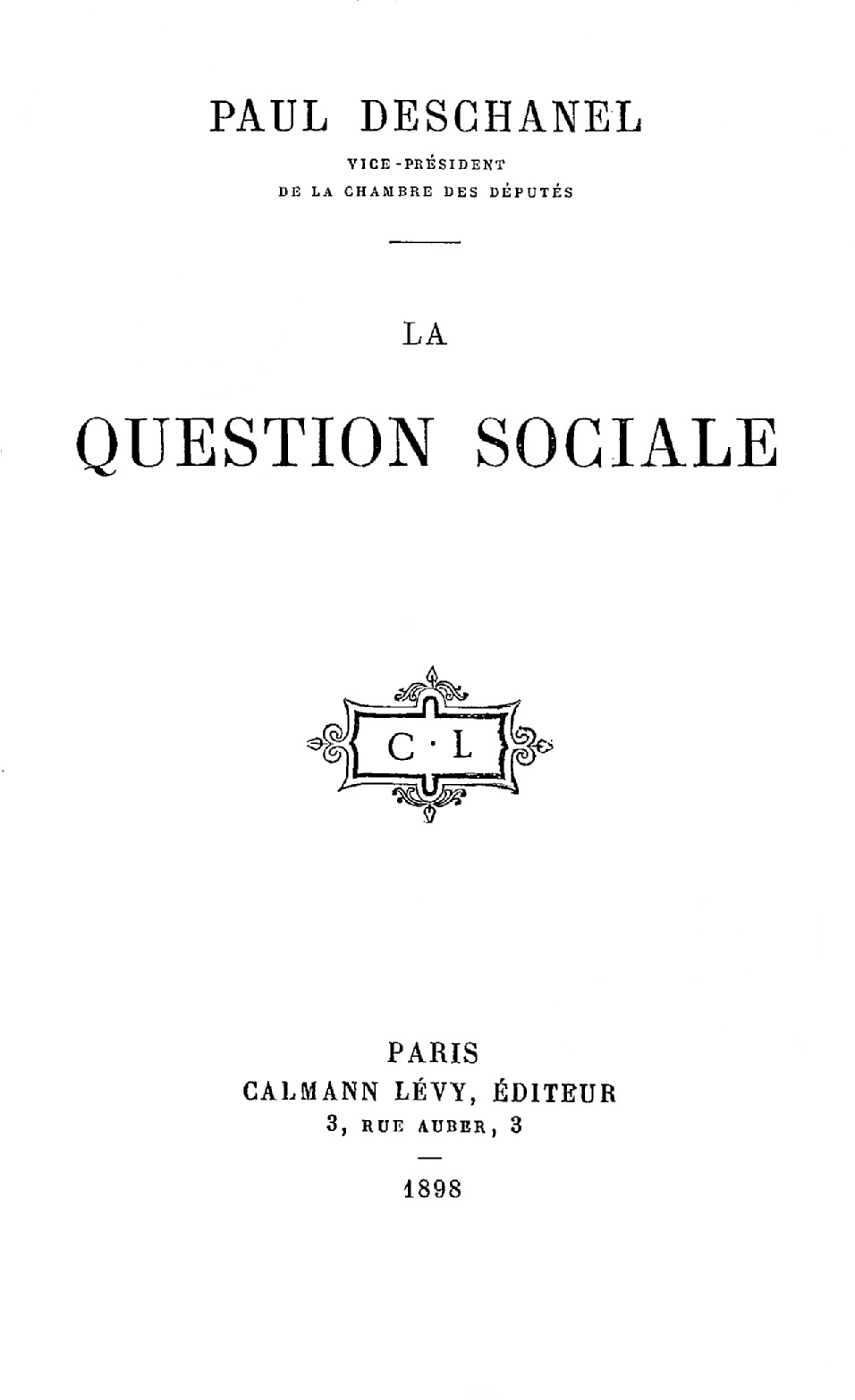
Couverture de l’ouvrage La Question sociale (1898).

Il axe ainsi son programme sur la question sociale, qu'il pose davantage en termes de morale et d'éducation que de problème économique. Considérant que « la République n’est plus seulement l’expression politique [mais] l’expression sociale de la démocratie », il soutient l’interdiction du travail de nuit dans les usines pour les femmes et enfants, la journée de travail de onze heures, l’instauration du repos hebdomadaire, l’indemnisation des accidents du travail, la mise en place des retraites ouvrières et paysannes, de l’inspection du travail ou encore de l’assistance obligatoire aux vieillards et infirmes. Mais Paul Deschanel pose une limite à ces politiques : « Les réformes sociales coûtent cher. Pour les accomplir, il faut que le pays soit riche ; et la prospérité nationale ne sera possible que dans la paix sociale. Par conséquent, la première condition de l’amélioration du sort des travailleurs, ce n’est pas la guerre des classes, c’est la solidarité. » Opposant au matérialisme historique de Marx et Engels, voyant le socialisme comme « le jacobinisme transporté de l’ordre politique dans l’ordre économique et social », il prône la fermeté face au syndicalisme révolutionnaire, qu’il estime être un obstacle au développement social,.
Il appelle à un code du travail en plus du code civil, afin que « l’homme ne soit plus un outil aux mains d’un autre homme ». Partisan de la fermeture de la Bourse du travail, qui transformait selon lui les syndicats en « instruments de révolution », il réclame la capacité civile pour ceux-ci, défend le droit de grève mais à des fins non politiques, se montre réticent à la syndicalisation dans la fonction publique et juge la CGT non démocratique,. Il souhaite que le contrat de travail, qu'il trouve trop rigide, devienne un accord signé entre les partenaires sociaux, à condition que ces derniers soient représentatifs des salariés et adoptent une ligne modérée : ainsi, dans ses vues, « le salarié devient progressivement, sous des formes diverses, travailleur associé, et certaines méthodes, déjà en l’honneur chez nos voisins, rendent l’ouvrier copropriétaire de l’entreprise ».
Pour pallier les carences de l’État et favoriser le progrès social, il met en avant les principes d'association et de mutualisme. Lui-même est membre du Conseil supérieur de la mutualité, président d’honneur de la Fédération mutualiste de Normandie et président de la Fédération des sociétés de retraite de France. Avec le mutualisme, un individu s’assure des soins ou avantages en échange de cotisations. Dès 1899, Paul Deschanel prône la création « d’offices de placement gratuits, d’une mutualité scolaire, maternelle et féminine, de caisses de prêts gratuits, de pharmaciens mutualistes, de retraites, d’assurances », qui se concrétiseront au cours du XXe siècle.
Paul Deschanel soutient une politique protectionniste — terme qu’il réfute — lorsqu’il considère qu'un secteur économique essentiel est menacé. Il est ainsi critique envers le libre-échange, dénonce le traité Cobden-Chevalier et la clause de la nation la plus favorisée. Avec Raymond Poincaré et André Siegfried, il fonde en 1897 le Comité national républicain du commerce et de l’industrie, où il plaide pour « un vaste programme d’action économique », la lutte contre « le déclin de notre commerce à l’extérieur et de notre marine marchande » et la rénovation d’« un système d’éducation vieilli ». Fervent défenseur de l’agriculture, il s’oppose aux socialistes sur la concentration des propriétés, jugeant que « la richesse et la puissance d’un pays résultent de l’équilibre et de l’harmonie entre la petite et la grande propriété ». Il propose un système de coopératives, des abaissements de charges et un syndicalisme agricole.
Afin d’atteindre l'équilibre budgétaire, il suggère d’interdire les propositions de loi visant à diminuer les recettes de l’État ou à augmenter ses charges. En 1896, il déclare : « La condition première de toute amélioration fiscale, c’est l’arrêt des dépenses. Or il n’y a qu’un moyen pratique d’y mettre un frein, c’est celui qu’a adopté le Parlement anglais et que Gambetta en 1881 voulait introduire chez nous : c’est la règle qui consiste à réserver au gouvernement l’initiative des dépenses, ou au moins à obliger tout député qui en propose de nouvelles à les faire adopter d’abord par le gouvernement et la commission du budget. » Lors des débats sur l’impôt sur le revenu, plutôt que la déclaration de revenus proposée par les radicaux, il défend une évaluation reposant sur des signes extérieurs de richesse comme la profession, le montant du loyer ou le nombre d’enfants.
Partisan d'une politique nataliste, il déclare au Congrès national de la natalité de 1919 : « Français, vous n'avez pas eu peur de la mort, auriez-vous peur de la vie ? Le sang que vous avez répandu généreusement sur les champs de bataille, n'oserez-vous plus le transmettre aux générations ? La France, par-delà les tombes cherche les berceaux : resterez-vous sourds à sa prière ? Vous avez accepté de mourir en soldats, refusez-vous de vivre en citoyens ? ». Il est partisan d’un minimum vital versé aux citoyens en fonction des charges de famille et préside pendant une vingtaine d’années le comité d'administration de l'Union française pour le sauvetage de l'enfance.

### Politique extérieure
La politique étrangère est le sujet favori de Paul Deschanel, qui est notamment membre de la Société d'histoire diplomatique. Il considère que cette thématique doit faire l'objet d'un consensus national et transcender les régimes politiques, estimant qu’« il n’y a pas deux politiques extérieures, une pour la monarchie et une pour la République ». Alors qu’il multiplie les déplacements à l’étranger, le gouvernement Freycinet l’envoie en 1891 en mission aux États-Unis pour une analyse des pouvoirs publics du pays ; en 1912, il s’entretient avec le roi des Bulgares, Ferdinand Ier, au sujet de l’Empire ottoman.
Paul Deschanel affiche des positions nationalistes. Marqué par la défaite de 1870, il dénonce avec vigueur le pacifisme, qu’il assimile au défaitisme. S’il considère comme tentante l’idée d’une démilitarisation de tous les pays, il juge irresponsable que la France puisse prendre une telle décision de façon unilatérale. Partisan d’une Europe des États en opposition à l’internationalisme prôné par les courants socialistes, il souhaite faire en sorte que les petites nations ne puissent provoquer une guerre sur l’ensemble du continent par le simple jeu des alliances. Pour éviter les affrontements armés, il défend également l’arbitrage international.

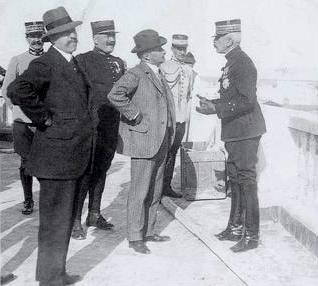
Paul Deschanel, l’un des spécialistes des questions coloniales de la Troisième République, échangeant avec le résident général au Maroc, Hubert Lyautey (Casablanca, 1914).

Commentant l'entrée de Paul Deschanel à l'Académie française, l'écrivain Paul Morand écrit qu’il avait « une main sur le cœur pour la littérature, un geste d’éloignement du côté de l’Allemagne, les paumes tendues vers la Russie […]. » En effet, il affirme au sujet de l'Empire allemand : « Le goût pour les blessures, l’amour et l’orgueil des cicatrices sont des phénomènes essentiellement germaniques. La vérité est — c’est nous honorer de le reconnaître — que nous avons affaire à un peuple sérieux, travailleur, économe, persévérant, qui, s’il n’a pas l’esprit d’invention, a, au plus haut degré, l’esprit d’assimilation, et qui, enfin, il faut dire le mot, est plus fortement outillé que nous pour la lutte économique, comme il l’était en 1870. »
Pour peser face au système d’alliances européennes mis en place par Bismarck, Paul Deschanel défend l’Empire colonial français. Dans les années 1880, alors que la colonisation rencontre encore des réticences au sein d’une partie de la classe politique souhaitant privilégier uniquement la reconquête de l’Alsace-Lorraine, il adhère à la Société des études coloniales et maritimes, et publie trois livres à succès (La Question du Tonkin, La Politique française en Océanie, Les Intérêts français dans l’océan Pacifique) dans lesquels il expose ses vues :

« La patrie de Richelieu et de Colbert sera-t-elle condamnée à vivre sur elle-même […], ou bien au contraire doit-elle rechercher avec prudence, mais avec ténacité, l’accroissement de territoire, de population, de richesse, qui lui serait désormais indispensable pour contrebalancer ses redoutables rivales ? Dans l’ordre historique comme dans l’ordre naturel, une race ne subsiste que si elle est capable de lutter énergiquement contre les autres races ».

— Paul Deschanel, 1883, La Question du Tonkin.
Dans cette optique, au sein du « parti colonial », il défend les protectorats en Indochine et apparaît comme l’un des initiateurs du groupe de pression océanien. Il revient sur cette position en 1909 en déclarant qu’il aurait préféré que la France « restât en Égypte, et que, après avoir perdu les clefs du passage, elle n’allât pas si loin, à Madagascar et en Indochine ». Favorable à la colonisation du Maroc afin de protéger la frontière algérienne, il dénonce les contreparties accordées par la France aux autres puissances. Vice-président du Conseil supérieur des colonies, il appelle à une politique de tolérance envers les populations locales, considérant que les missionnaires doivent se borner à répandre « le nom et la langue de la France » et à apprendre « la distinction du mal et du bien ». Il compte sur la diplomatie, la sécurité, le développement économique et social. En 1909, il suggère une Constitution pour les colonies les plus anciennes,.
Outre les colonies, il mise sur un renforcement des alliances européennes de la France. Il est l’un des premiers adversaires du ministre Théophile Delcassé, dont il approuve la politique envers l’Italie mais dont il dénonce la « politique de mirage », la « diplomatie secrète » précipitant la France au bord d'un conflit mondial sans préparation suffisante. Tout comme lui favorable au rapprochement avec l’Angleterre, il se montre perplexe envers l’Entente cordiale en raison des concessions faites par Delcassé sur l’Égypte et Terre-Neuve. Il se prononce aussi pour une alliance avec l’Empire russe, qu'il souhaite voir se rapprocher de l’Angleterre, et déplore la faiblesse de l’Autriche-Hongrie face à l’Allemagne — le gouvernement français envisage en 1906 de le nommer ambassadeur de l’Empire austro-hongrois.

### Défense et justice
Paul Deschanel propose l'enseignement du patriotisme aux enfants et des sanctions contre les professeurs pacifistes, affirmant que « la pierre de touche de l’esprit républicain, c’est la défense de la République, de son œuvre et d’abord de l’école, car c’est là que se prépare l’homme, le citoyen, le patriote, le soldat ».

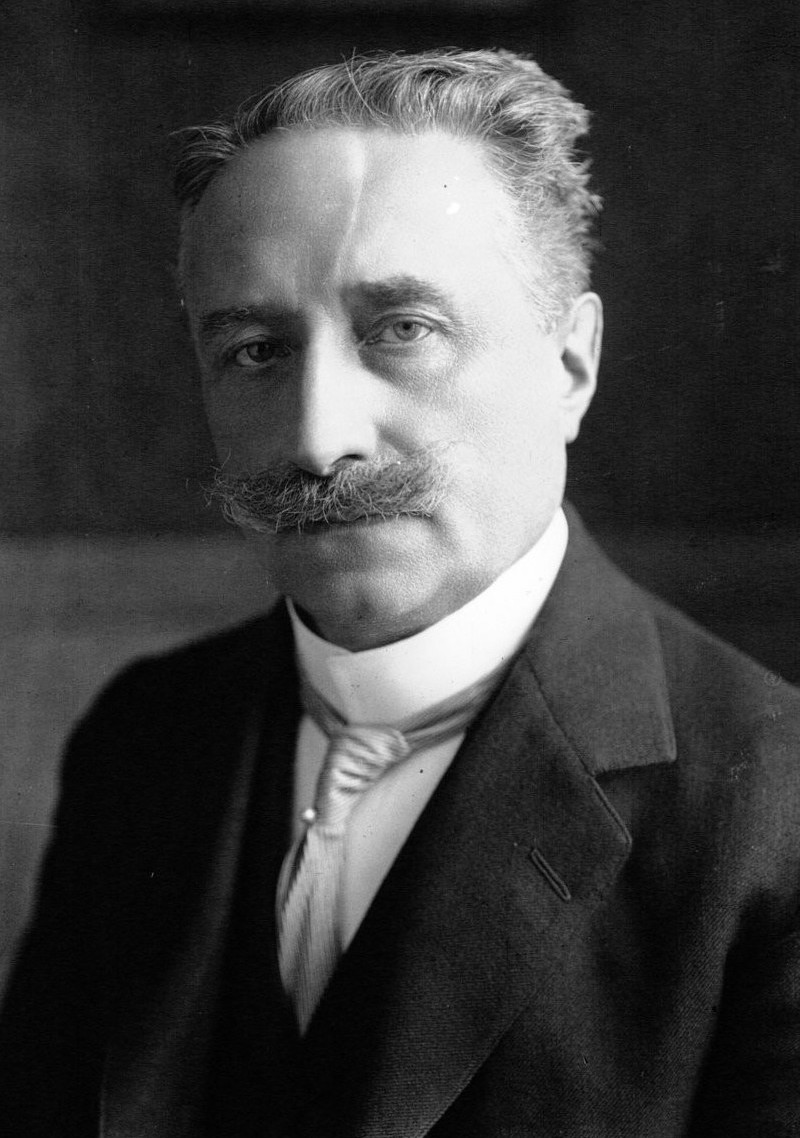
Paul Deschanel en 1912.

Il ne se déclare pas en faveur de la guerre par principe, mais exige la préparation d'un conflit et refuse toute démilitarisation unilatérale de la France. En décembre 1905, répondant à Jean Jaurès dans un discours dont la Chambre des députés votera l’affichage dans le pays, il défend le devoir militaire et invite sans succès le dirigeant socialiste à se prononcer sur le Nouveau Manuel du soldat, papier antimilitariste de la Fédération des Bourses du travail,.
À la fin de la Grande Guerre, Paul Deschanel se montre réticent sur la stratégie de Clemenceau, redoutant une paix précipitée et souhaitant la poursuite des combats en Allemagne. Il est ensuite l’un des plus âpres opposants au traité de Versailles : il dénonce, d'une part, l’opacité des négociations et l’exclusion des petits pays des discussions, et, d’autre part, un flou et une certaine indulgence sur les réparations dues par l’Allemagne, les remaniements territoriaux — il conteste le statut accordé à la rive gauche du Rhin, déplore la disparition de l’Autriche-Hongrie et estime que « notre frontière du Nord-Est est ouverte, trop difficile à défendre » — ou encore les faibles garanties internationales prévues par le texte. En outre, il préfère une « Ligue des Nations » au véritable pouvoir coercitif plutôt qu’une Société des Nations trop pacifiste,.
Président de la Chambre des députés lors de l'affaire Dreyfus, il ne prend pas position sur le sujet, mais, d'après son biographe Thierry Billard, « selon toute vraisemblance, il est antidreyfusard : pas par hostilité envers le capitaine Dreyfus ou par antisémitisme, mais parce que, comme beaucoup de progressistes, il place la raison d’État avant les droits d’un homme, parce que cette affaire est devenue un ferment de désunion, un feu gigantesque attisé par la gauche, les socialistes et son ennemi Clemenceau. » Sur le plan militaire, il met ainsi en garde contre « des fautes individuelles qui risqueraient de livrer à l’ennemi, dans les jours de péril, des troupes indisciplinées et démoralisées ».
En matière judiciaire, il défend l'indépendance des magistrats et l'abolition de la peine de mort. Il s'oppose à toute limitation de la liberté de la presse et aux lois de 1893-1894 sur l'anarchisme. Surtout, il fait voter par la Chambre des députés sa proposition de loi instaurant, pour les mineurs, des juridictions spécialisées et le principe de mise en liberté surveillée,.

### Laïcité et religion
Favorable à la séparation des Églises et de l'État au nom de « la liberté de croire ou de ne pas croire », il ne rejette pas l’influence du christianisme en France. En mars 1905, il déclare : « L’immixtion de la religion dans la politique est odieuse. Elle corrompt à la fois la politique et la religion. À l'inverse, l’ingérence de l’État dans les affaires ecclésiastiques n’est pas moins funeste. » Il met en garde contre les excès ayant eu lieu lors de la déchristianisation, pendant la Révolution française, notamment les pillages et violences ; craignant une guerre civile, il appelle à une période transitoire sur la question des édifices religieux. Sa proposition de rétablir les relations avec le Vatican renforce le soutien que lui apportent les parlementaires catholiques lors de l’élection présidentielle de 1920. D’un point de vue personnel, il se marie religieusement, envoie sa femme au Te Deum de l’après-armistice et scolarise ses enfants dans des établissements religieux.

## Profil et particularités

### En politique
Paul Deschanel n'a jamais changé de département d'élection, demeurant pendant plus de 30 ans l'« homme fort » de l'Eure-et-Loir, bien qu'il n'ait pas d'autre mandat local que celui de conseiller général. Il est élu neuf fois député dans le département, avec des scores très importants. Cette forte assise territoriale lui permet d'afficher son indépendance, de se consacrer aux questions nationales et d'exprimer des idées parfois singulières sans avoir à s'inquiéter pour sa réélection.
Il est président de la Chambre des députés à des moments particulièrement difficiles pour la République (lors de l’affaire Dreyfus puis durant toute la Première Guerre mondiale), ce qui a pu jouer un rôle dans son affaiblissement mental à l'Élysée. Tout au long de son engagement politique, il refuse de devenir ministre afin de ne pas compromettre ses chances de devenir président de la République, qui est l’ambition de sa vie, avec celle d’intégrer l’Académie française.
Premier président de la République né hors du territoire français, il est également le premier président à quitter ses fonctions pour cause de maladie (alors qu’aucune disposition constitutionnelle ne l’obligeait à prendre une telle décision) ; d’autres chefs d’État, comme Napoléon Ier et Napoléon III, s’étaient maintenus au pouvoir malgré un état de santé dégradé.

### Écrivain et orateur

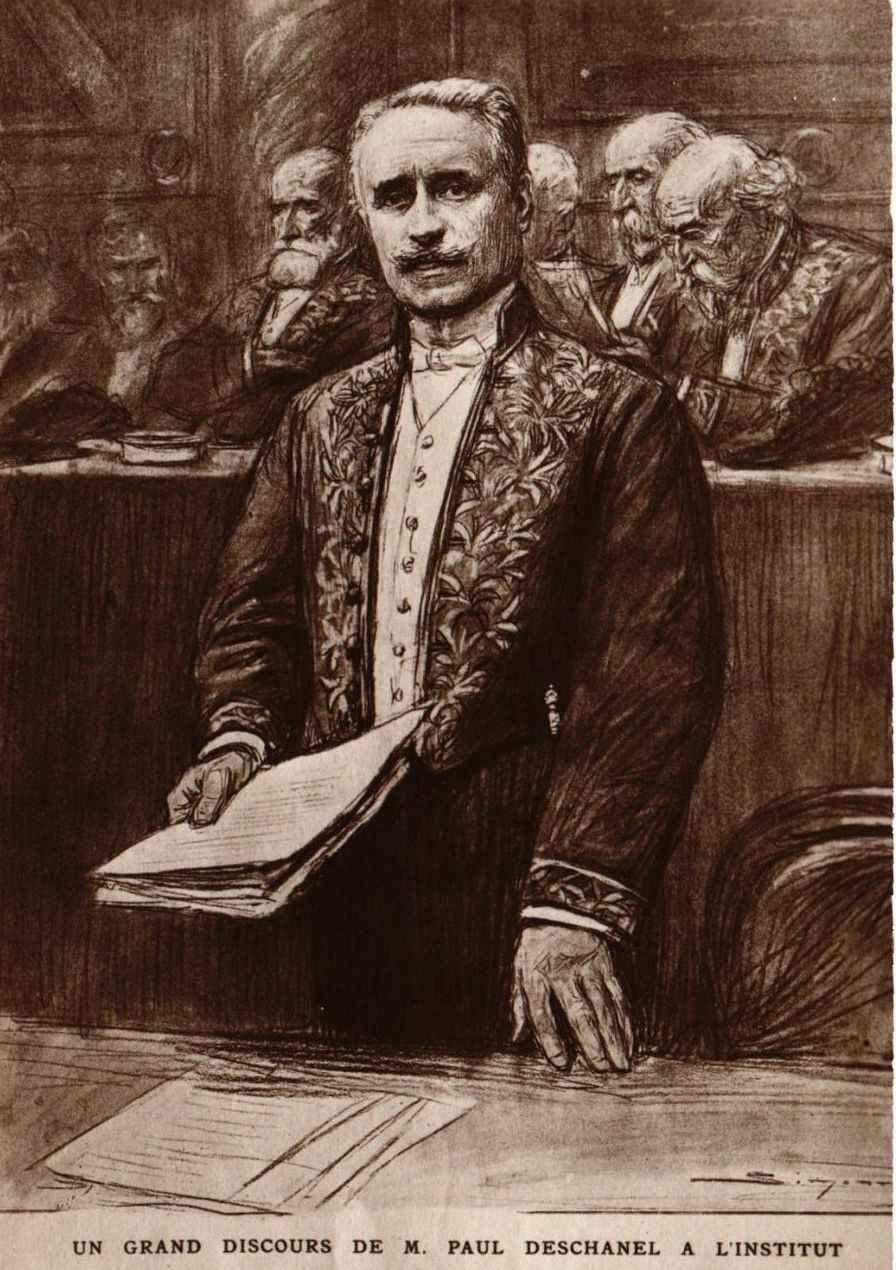
Paul Deschanel s’apprêtant à prononcer un discours à l’Académie française.

Le journal Le Matin indique en 1893 : « Dès qu’il ouvrit les yeux, son oreille fut frappée par la voix harmonieuse, par les périodes cadencées, par les tournures fleuries qui abondaient en la bouche de son père, un maître incontesté de la parole universitaire. […] Il en a largement profité. » Féru de théâtre, Paul Deschanel songe dans sa jeunesse à devenir comédien. Il se produit dans plusieurs représentations, notamment dans Don Pasquale au château de Folembray en 1882. Il se rend dans des salons littéraires et côtoie la haute société, dont il critique dans ses écrits la froideur et la superficialité.
Son expérience sur scène lui permet de devenir un des meilleurs orateurs de la Troisième République (au côté de Léon Gambetta, Albert de Mun, Pierre Waldeck-Rousseau, Jean Jaurès ou Alexandre Ribot), à une époque où l'éloquence est très prisée et où les meilleurs discours sont repris dans la presse et affichés dans la rue,. Dès son premier discours dans l'hémicycle, il est remarqué pour la qualité de son verbe. Sa voix est grave et ses intonations sont similaires à celles du général de Gaulle. Il perçoit l’engagement politique avant tout à travers le prisme littéraire et oratoire, étant persuadé que la parole est synonyme d’action ou tout du moins de moyen d’action. Il est fasciné par Pierre-Antoine Berryer, qui faisait preuve de tolérance et de respect pour ses adversaires, et puise son inspiration directement dans celle des maîtres de la Tribune d'Athènes et de Rome.
À ses débuts, le caractère politique de ses interventions est parfois relégué au second plan, et Raymond Poincaré affirme que « Paul Deschanel n’est pas de ceux dont on dit « il sera ministre » mais plutôt « il sera académicien » ». Mais au fil des années, il modifie sa diction, s’affirme dans le débat public, affronte Clemenceau en duel et parvient à se défaire de son image de mondain,. Jules Lemaître écrit en 1897 : « On ne parle pas toujours au palais Bourbon si mal que vous croyez. […] Nous avons quelques orateurs émouvants et des débatteurs. […] M. Paul Deschanel n’a été que peu interrompu par l’extrême gauche. […] Le Deschanel politique a fini par tuer la légende du Deschanel mondain, ce qui n'était pas commode. J'ai remarqué que nul ne songeait plus à lui reprocher le soin légitime qu'il prend de son vêtement ou de ses cheveux, ni les « succès de salon » qu'il a pu rencontrer quand il était très jeune. […] À ne considérer (s'il ne peut) que la forme, j'ai eu l'impression que sa parole, directe, énergique, vibrante, luttait sans désavantage contre l'énorme flot de l'éloquence de M. Jaurès. »
En mai 1899, alors qu'il est président de la Chambre des députés, Paul Deschanel est élu au fauteuil 19 de l'Académie française, obtenant vingt voix au second tour de scrutin, contre dix au romancier René Bazin et six au critique Émile Faguet. Il parvient ainsi à intégrer l'institution alors que son père y avait échoué : celui-ci était d'ailleurs donné une nouvelle fois candidat lorsque son fils décida de se présenter, avec son soutien,. Paul Deschanel est reçu sous la Coupole par Sully Prudhomme le 1er février 1900, en présence du président de la République, Émile Loubet. Dans son discours de réception, il rend hommage à son père, qualifie son prédécesseur, le journaliste royaliste Édouard Hervé, de « défenseur chevaleresque d’une grande cause vaincue » et loue ses écrits sur les hommes d’État anglais ainsi que ses propos anti-germaniques ; il lance également un appel à l’union du pays, déchiré par l’affaire Dreyfus. Il se montre particulièrement assidu à l’Institut.

### Apparence et personnalité

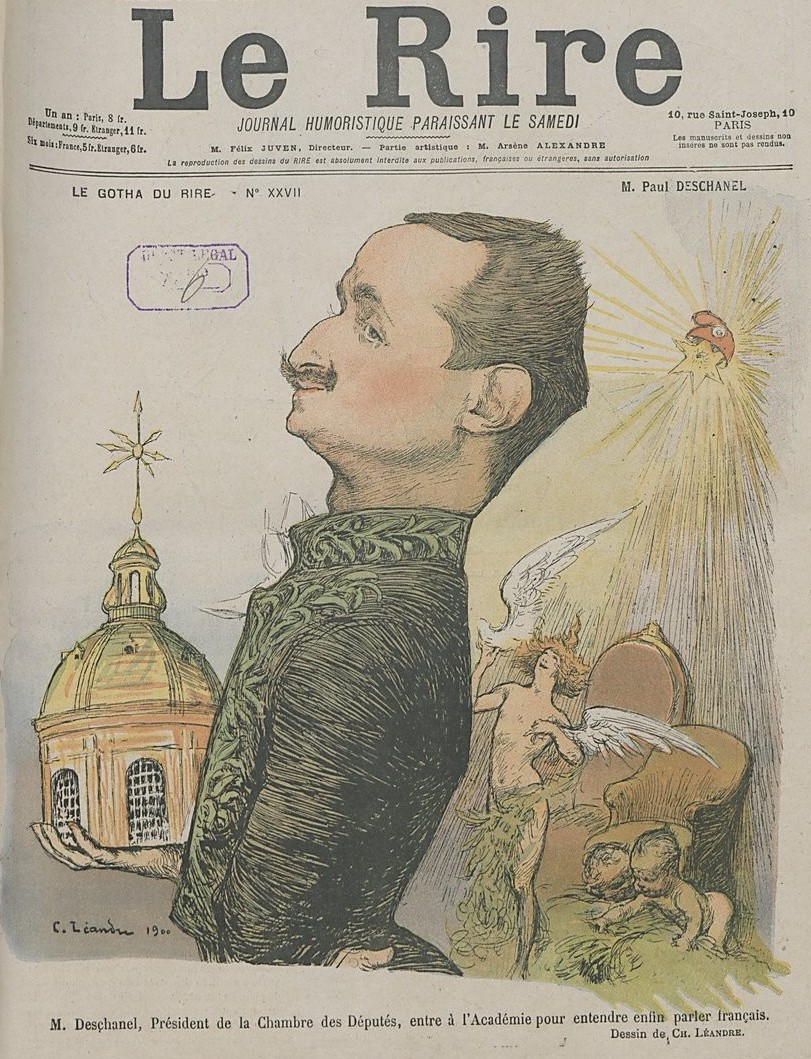
Caricature de Paul Deschanel, président de la Chambre des députés et membre de l’Académie française (Charles Léandre, Le Rire, 10 février 1900).

Mince, doté d’un visage fin et ovale, de cheveux et sourcils clairs, d’un nez fin et aquilin, portant une moustache soigneusement peignée, Paul Deschanel est attaché à la séduction, à son apparence physique et à sa tenue vestimentaire de dandy (longue veste, chemise blanche à faux col, cravate en soie à épingle de nacre). De l’avis général, il est décrit comme l’un des hommes politiques les plus élégants de son époque au point que Paul Morand voit en lui « le dernier républicain bien mis ».
Dans les réceptions mondaines, en particulier dans les salons littéraires des comtesses de Loynes, Emmanuela Potocka ou Diane de Beausacq, il charme de nombreuses femmes grâce à sa culture, son physique et ses bonnes manières. Thierry Billard précise : « Son apparence est son principal fonds de commerce. Elle attire, envoûte, tape dans l’œil […] La presse d’extrême droite l’appelle « le pommadé » ou la « gravure de mode » ; la presse d’extrême gauche « le gommeux de sous-préfecture guindé », « le gérant de cafés chic ». » Après qu'il a longtemps joué de sa jeunesse en politique, les partisans de son adversaire aux élections législatives de 1910 le comparent, alors qu'il est âgé de 55 ans, aux « jolies femmes qui se fardent, se teignent, s’amincissent pour avoir l’air toujours jeunes, toujours désirables ». En 1909, le journaliste socialiste Adolphe Tabarant le qualifie de « mannequin fané » et d'« homosexuel de la République ».
Sa courtoisie envers ses adversaires, sa volonté de séduire et de ne pas déplaire le poussent à plusieurs reprises à refuser d'entrer au gouvernement et à ne pas adopter un ton clivant, notamment lors de ses présidences de la Chambre des députés. Cette attitude lui est reprochée par ses opposants, qui y voient un manque de personnalité. Sa capacité de travail et la connaissance de ses dossiers sont cependant unanimement saluées.

## Détail des mandats et fonctions

### À la présidence de la République
- 18 février – 21 septembre 1920 : président de la République française

### Au Sénat
- 10 janvier 1921 – 28 avril 1922 : sénateur d'Eure-et-Loir
- 17 janvier – 28 avril 1922 : président de la commission des Affaires étrangères

### À la Chambre des députés
- 10 novembre 1885 – 18 février 1920 : député
  - élu dans le département d'Eure-et-Loir en 1885 et 1919
  - élu dans la seconde circonscription d'Eure-et-Loir (arrondissement de Nogent-le-Rotrou) entre 1889 et 1919
- 14 janvier 1896 – 31 mai 1898 : vice-président de la Chambre des députés
- 9 juin 1898 – 31 mai 1902 : président de la Chambre des députés
- 14 juin 1905 – 23 mai 1912 : président de la commission des Affaires extérieures, des Protectorats et des Colonies
- 23 mai 1912 – 10 février 1920 : président de la Chambre des députés

### Au niveau local
- 18 mars 1895 – 22 décembre 1919 : conseiller général d'Eure-et-Loir (élu dans le canton de La Loupe)

### Autres
- 18 mai 1899 – 28 avril 1922 : membre de l'Académie française (titulaire du fauteuil 19)
- 14 mars 1914 – 28 avril 1922 : membre de l'Académie des sciences morales et politiques :
  - jusqu’au 27 avril 1918 : titulaire du fauteuil 8 de la section VI (section membres libres) ;
  - à partir du 27 avril 1918 : titulaire du fauteuil 4 de la section II (section morale).

## Synthèse des résultats électoraux
Notes :
- ces résultats proviennent de la biographie écrite par Thierry Billard[168] ;
- sauf précision contraire, il s’agit des résultats des premiers/uniques tours de scrutin ;
- les résultats portent sur les suffrages exprimés (ainsi que sur les votants pour les élections législatives).

### Élections présidentielles

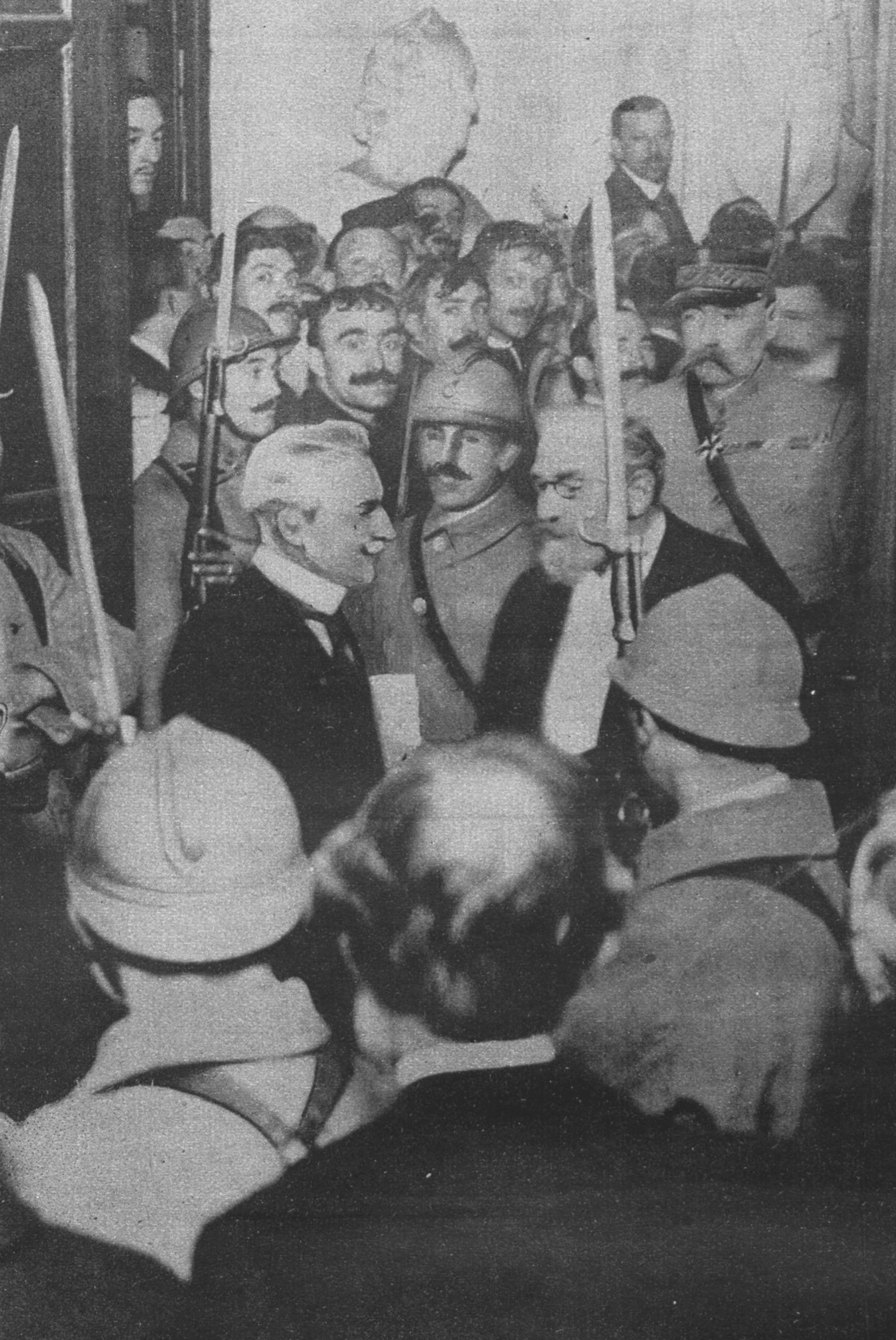
Paul Deschanel félicité par le président du Sénat, Léon Bourgeois, après son élection à l’Élysée, le rêve de sa vie avec l’Académie française (château de Versailles, 17 janvier 1920).

| Année et assemblée | Année et assemblée  | Voix      | %    | Commentaire   |
| ------------------ | ------------------- | --------- | ---- | ------------- |
| 1899               | Assemblée nationale | 10 / 812  | 1,2  | Non-candidat  |
| 1913               | Réunion plénière    | 83 / 632  | 13,1 |               |
| 1913               | Assemblée nationale | 18 / 867  | 2,1  | Non-candidat  |
| 1920               | Réunion plénière    | 408 / 822 | 49,6 |               |
| 1920               | Assemblée nationale | 734 / 868 | 84,6 | Seul candidat |

### Élections législatives
| Année | Circonscription                               | Voix   | % exprimés | % votants | Commentaire      | Issue |
| ----- | --------------------------------------------- | ------ | ---------- | --------- | ---------------- | ----- |
| 1881  | 2de d'Eure-et-Loir (arr. de Dreux)            | 7 469  | 45,8       | 45,5      |                  | Battu |
| 1885  | Département d’Eure-et-Loir (2d tour)          | 37 605 | 59,0       | 58,8      | Scrutin de liste | Élu   |
| 1889  | 2de d'Eure-et-Loir (arr. de Nogent-le-Rotrou) | 6 458  | 99,9       | 84,5      | Seul candidat    | Élu   |
| 1893  | 2de d'Eure-et-Loir (arr. de Nogent-le-Rotrou) | 6 662  | 99,7       | 89,1      |                  | Élu   |
| 1898  | 2de d'Eure-et-Loir (arr. de Nogent-le-Rotrou) | 6 682  | 100,0      | 83,5      | Seul candidat    | Élu   |
| 1902  | 2de d'Eure-et-Loir (arr. de Nogent-le-Rotrou) | 7 854  | 95,5       | 89,6      |                  | Élu   |
| 1906  | 2de d'Eure-et-Loir (arr. de Nogent-le-Rotrou) | 6 770  | 100,0      | 76,7      | Seul candidat    | Élu   |
| 1910  | 2de d'Eure-et-Loir (arr. de Nogent-le-Rotrou) | 6 276  | 71,1       | 67,6      |                  | Élu   |
| 1914  | 2de d'Eure-et-Loir (arr. de Nogent-le-Rotrou) | 7 406  | 98,7       | 92,1      | Élu              |       |
| 1919  | Département d’Eure-et-Loir                    | 44 281 | 84,3       | 82,0      | Scrutin de liste | Élu   |

### Présidence de la Chambre

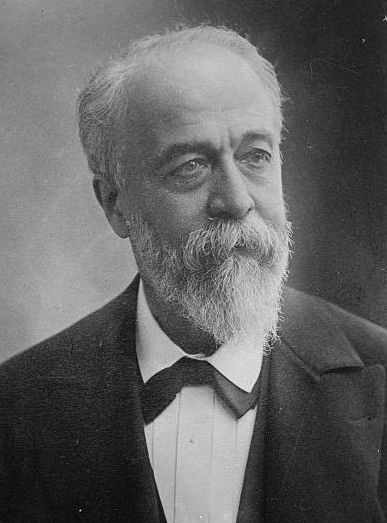
Henri Brisson, adversaire historique de Paul Deschanel à la présidence de la Chambre : après l’avoir battu de 1898 à 1901, le député d’Eure-et-Loir s’incline en 1911 face à cette figure du radicalisme.

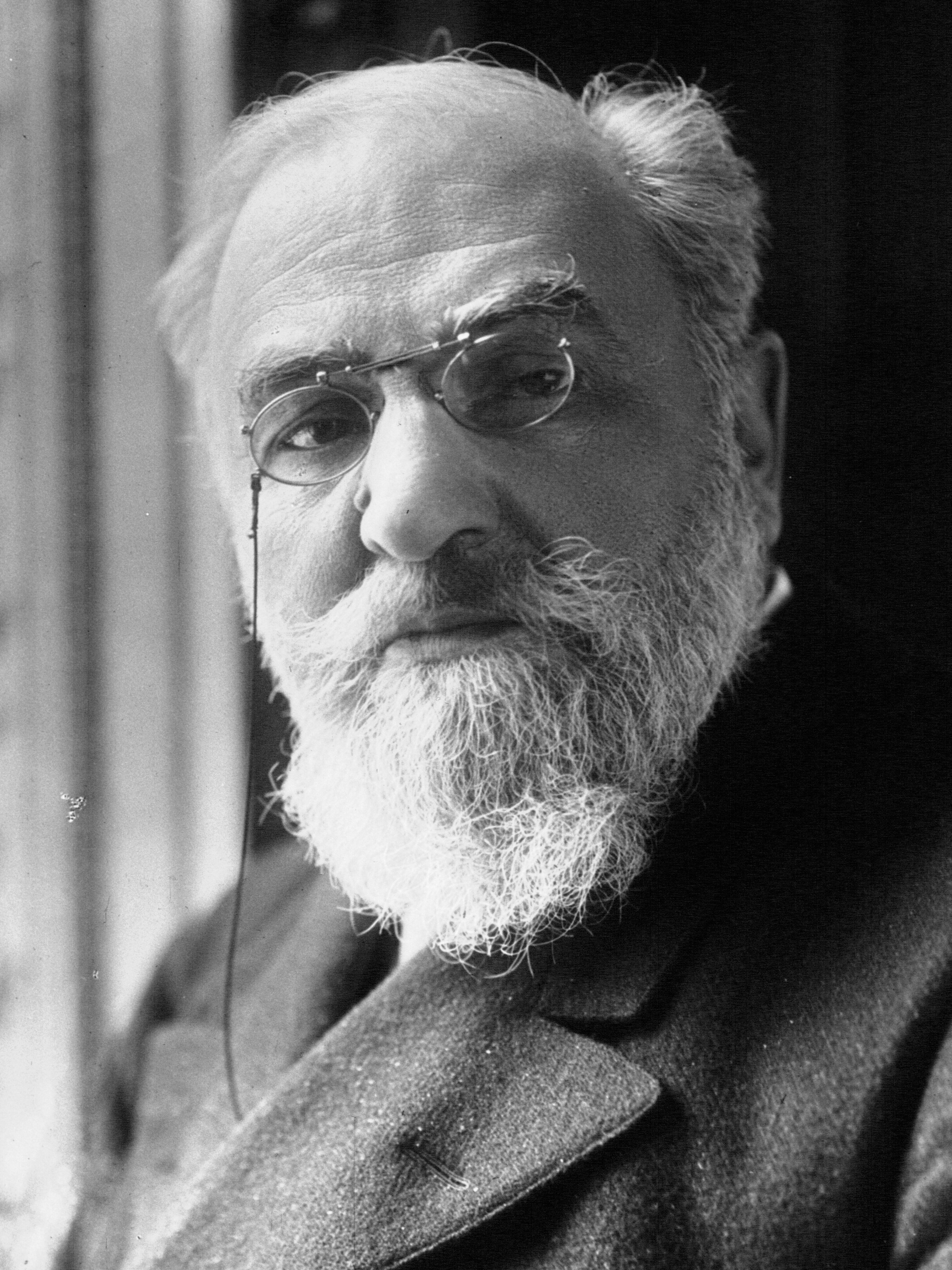
Léon Bourgeois, qui parvient à déloger Paul Deschanel de l’hôtel de Lassay à l’issue des élections législatives de 1902.

| Date | Date                  | Voix      | %    | Adversaires                                     | Issue      |
| ---- | --------------------- | --------- | ---- | ----------------------------------------------- | ---------- |
| 1898 | 1er juin              | 277 / 553 | 50,1 | Henri Brisson                                   | Élu        |
| 1898 | 2 juin                | 282 / 560 | 50,4 | Henri Brisson                                   | Élu        |
| 1898 | 9 juin                | 287 / 564 | 50,9 | Henri Brisson                                   | Élu        |
| 1899 | 10 janvier            | 323 / 511 | 63,2 | Henri Brisson                                   | Élu        |
| 1900 | 9 janvier             | 308 / 530 | 58,1 | Henri Brisson                                   | Élu        |
| 1901 | 8 janvier             | 296 / 517 | 57,3 | Henri Brisson                                   | Élu        |
| 1902 | 14 janvier            | 288 / 291 | 99,0 |                                                 | Élu        |
| 1902 | 1er juin              | 267 / 571 | 46,8 | Léon Bourgeois                                  | Battu      |
| 1911 | 10 janvier (1er tour) | 212 / 531 | 39,9 | Henri Brisson Jules Guesde                      | Ballottage |
| 1911 | 10 janvier (2d tour)  | 197 / 522 | 37,7 | Henri Brisson Jules Guesde                      | Battu      |
| 1912 | 23 mai (1er tour)     | 210 / 536 | 39,2 | Eugène Étienne Georges Cochery Édouard Vaillant | Ballottage |
| 1912 | 23 mai (2d tour)      | 292 / 506 | 57,7 | Eugène Étienne                                  | Élu        |
| 1913 | 14 janvier            | 345 / 439 | 78,6 | Édouard Vaillant                                | Élu        |
| 1914 | 13 janvier            | 379 / 388 | 97,7 |                                                 | Élu        |
| 1914 | 1er juin              | 401 / 507 | 79,1 | Édouard Vaillant                                | Élu        |
| 1914 | 1er juin              | 411 / 416 | 98,8 |                                                 | Élu        |
| 1915 | 12 janvier            | 474 / 476 | 99,6 | Élu                                             |            |
| 1916 | 11 janvier            | 322 / 351 | 91,7 | Élu                                             |            |
| 1917 | 9 janvier             | 308 / 348 | 88,5 | Élu                                             |            |
| 1918 | 8 janvier             | 319 / 325 | 98,2 | Élu                                             |            |
| 1919 | 14 janvier            | 301 / 314 | 95,9 | Élu                                             |            |
| 1919 | 18 décembre           | 478 / 485 | 98,6 | Élu                                             |            |
| 1920 | 13 janvier            | 445 / 446 | 99,8 | Élu                                             |            |

### Élection sénatoriale

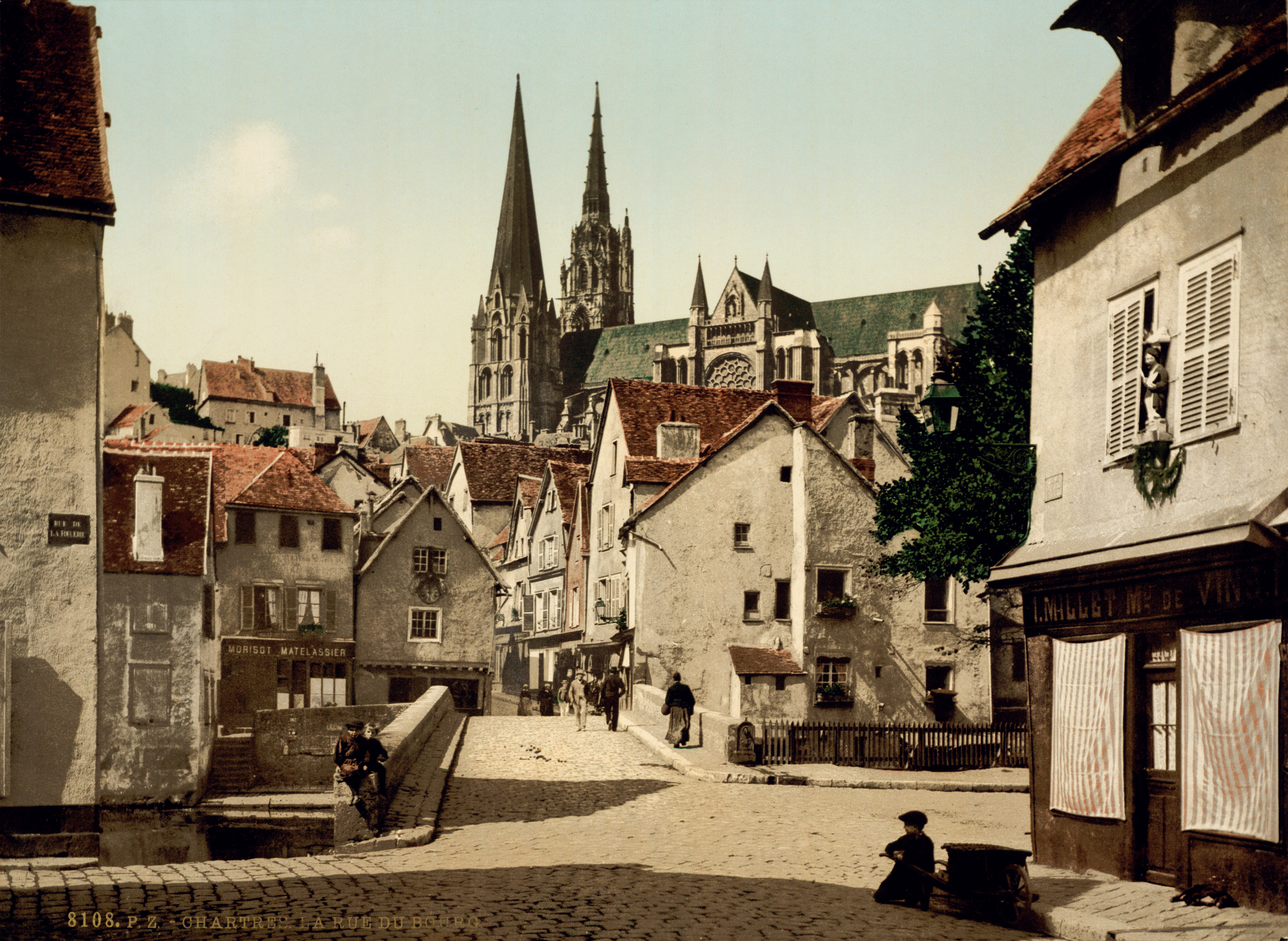
Chartres (ici dans les années 1890), préfecture du département d'Eure-et-Loir, où Paul Deschanel est élu député en 1885 et 1919, puis sénateur en 1921.

| Année | Circonscription | Voix | %    | Issue |
| ----- | --------------- | ---- | ---- | ----- |
| 1921  | Eure-et-Loir    | 360  | 50,3 | Élu   |

### Élections cantonales
| Date | Date       | Circonscription    | Voix  | %    | Issue |
| ---- | ---------- | ------------------ | ----- | ---- | ----- |
| 1895 | 17 mars    | Canton de La Loupe | 1 437 | 95,7 | Élu   |
| 1895 | 28 juillet | Canton de La Loupe | 1 164 | 97,4 | Élu   |
| 1901 | 21 juillet | Canton de La Loupe | 1 188 | 99,0 | Élu   |
| 1907 | 28 juillet | Canton de La Loupe | 1 430 | 99,2 | Élu   |
| 1913 | 3 août     | Canton de La Loupe | 1 400 | 98,9 | Élu   |

## Hommages

### Décorations
- Grand-croix de l'ordre national de la Légion d'honneur le 18 février 1920 – de droit en qualité de grand maître de l'ordre.
- Grand-croix avec collier de l’ordre de Charles III d’Espagne (1905).
- Grand-croix de l'ordre du Médjidié (décoré par l'ambassadeur de Turquie à Paris en 1888)[169].
- Grand officier de l'ordre de l'Osmaniye (1888)[169].

### Postérité
Dans les décennies qui suivent sa mort, l’image de Paul Deschanel dans l’opinion publique reste principalement attachée à sa maladie, qualifiée à tort de folie. Lors de ses funérailles, André Vervoort indiquait déjà : « Toute la politique était là, toutes les académies, toutes les ambassades, tous les arts, toutes les lettres, toutes les sincérités, toutes les hypocrisies, et ceux qui l’avaient aimé, à qui il rendait tant d’affection et ceux qui l’avaient torturé. Mais que faisaient donc là tous ces bavards de couloirs qui, depuis deux ans, répandaient sur lui des échos extravagants, de propos incongrus, lesquels n’étaient que mensonges, mensonges, mensonges ? […] Paul Deschanel meurt victime de la calomnie. L’histoire, au moment venu, prendra la parole. »
Une statue réalisée en son honneur par Ernest Henri Dubois et René Patouillard-Demoriane est inaugurée sur la place Saint-Pol de Nogent-le-Rotrou le 24 octobre 1926. Par ailleurs, plusieurs voies de circulation portent son nom, notamment l’avenue Paul Deschanel dans sa ville natale de Schaerbeek et l’allée Paul-Deschanel dans le 7e arrondissement de Paris.
Le prix honorifique Paul-Deschanel est décerné chaque année par la chancellerie des universités de Paris pour récompenser des thèses en droit public.

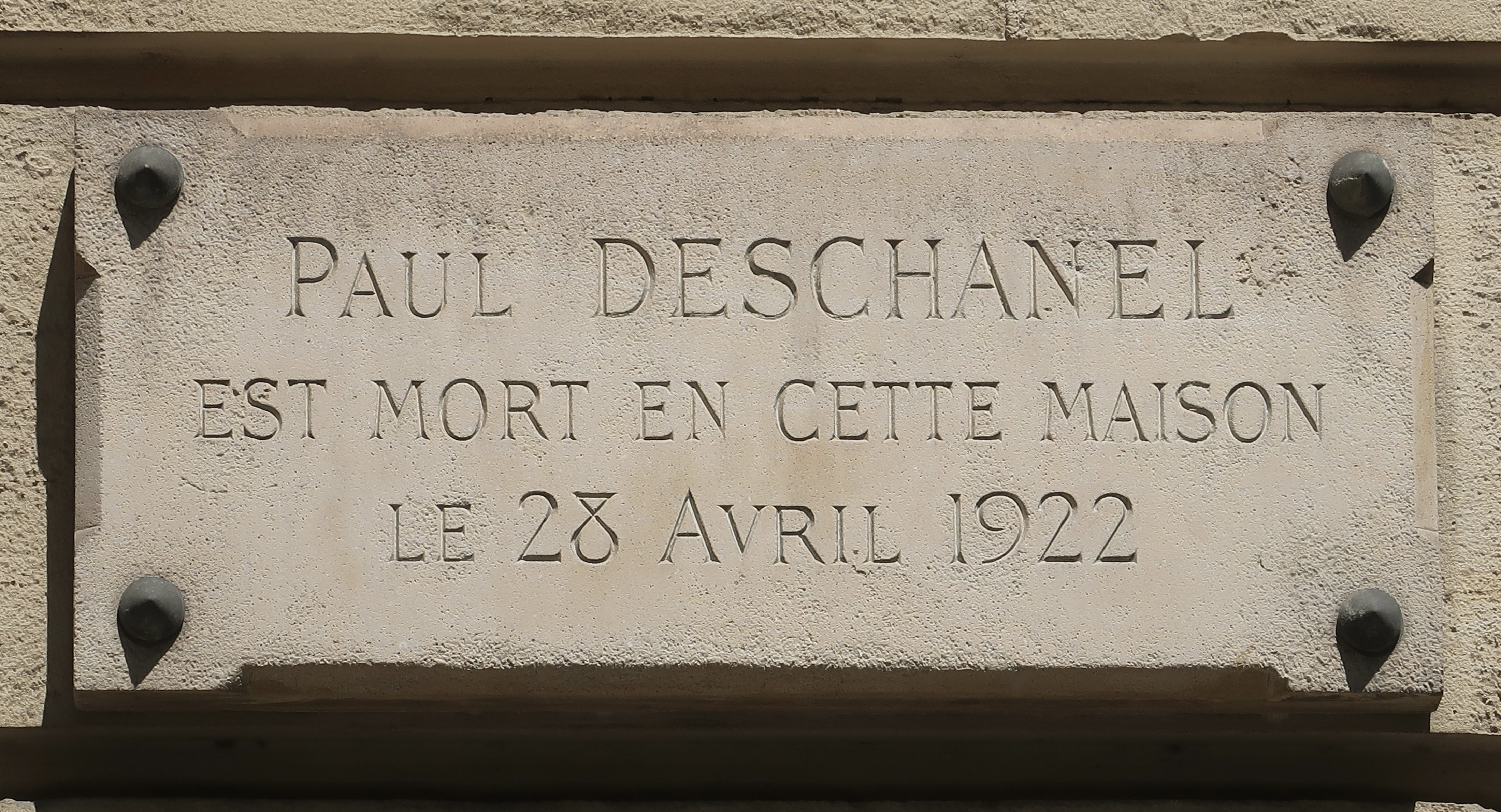
Plaque commémorative au no 10, avenue d'Eylau (Paris 16e), où est mort Paul Deschanel.
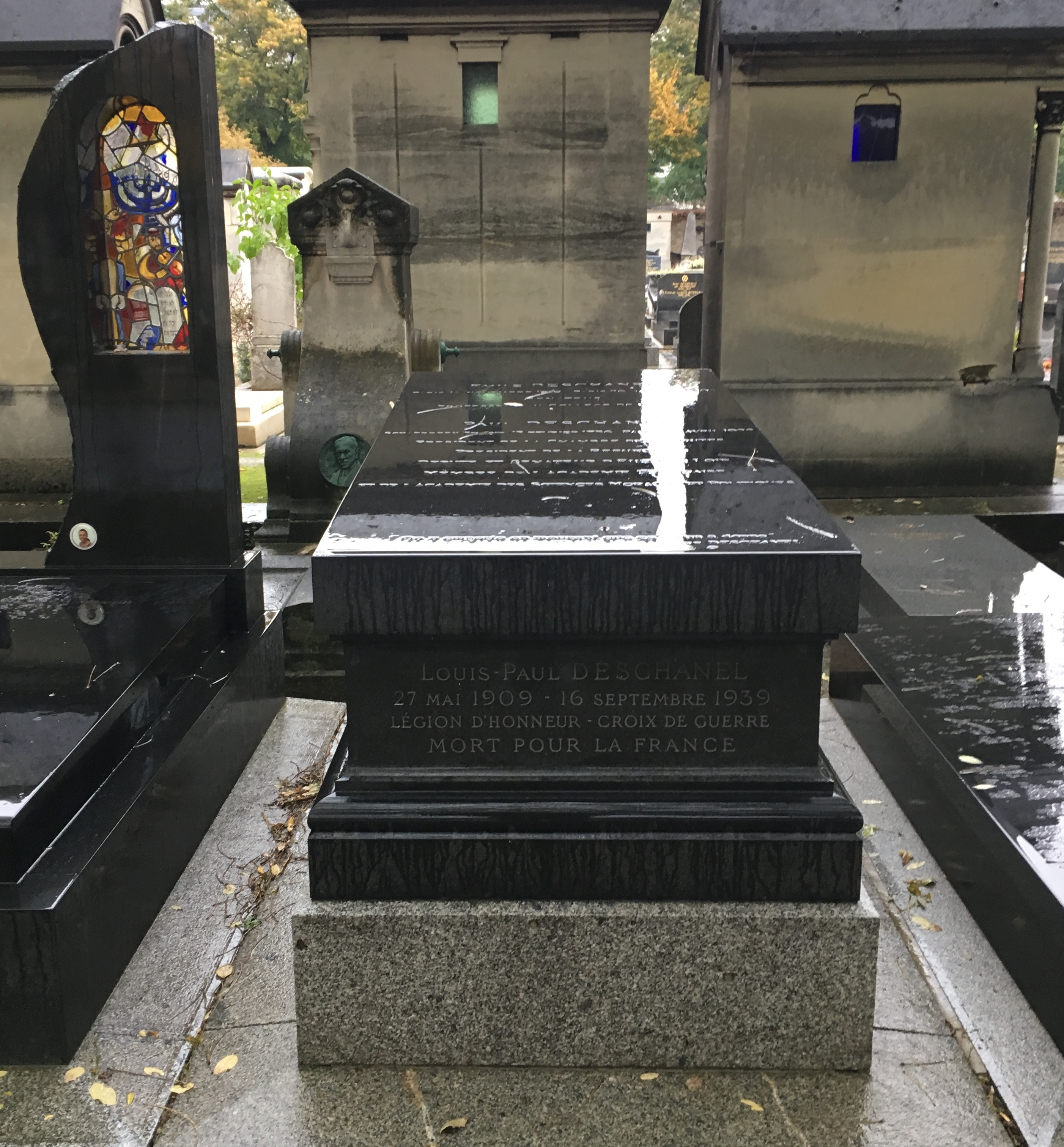
Tombe de la famille Deschanel au cimetière du Montparnasse (Paris).
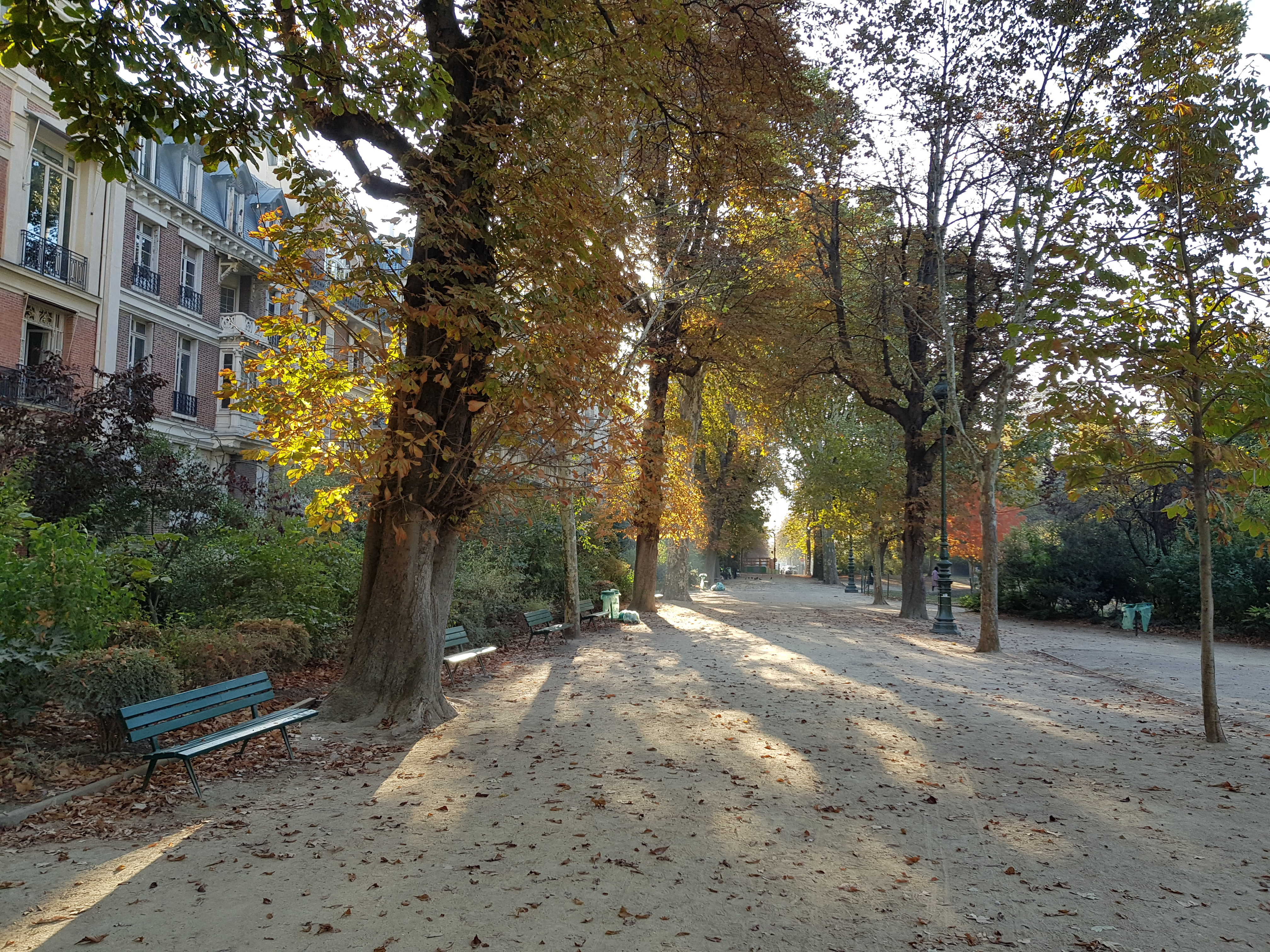
Allée Paul-Deschanel (Paris 7e) vue du quai Branly.
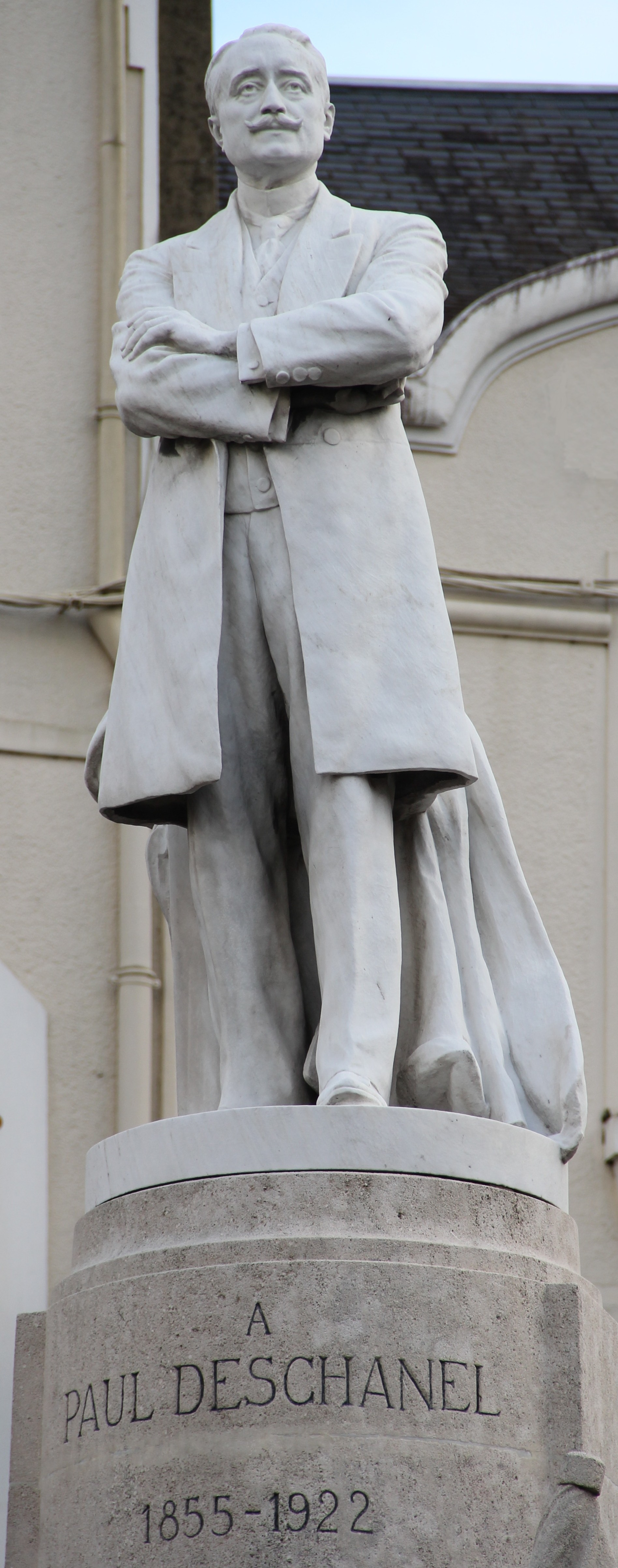
Statue de Paul Deschanel place Saint-Pol, à Nogent-le-Rotrou.
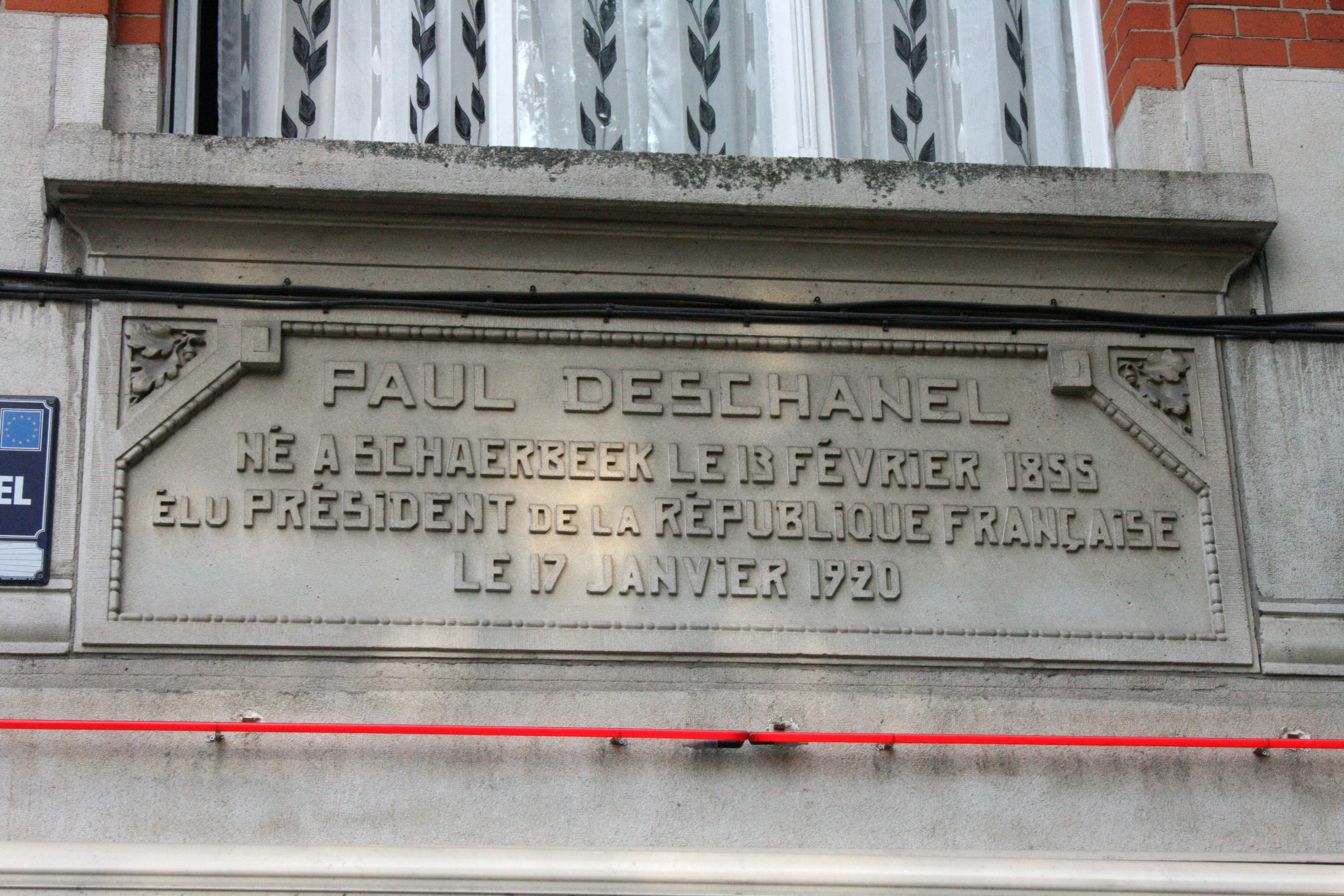
Plaque sur l'avenue Paul Deschanel (Schaerbeek, Belgique).
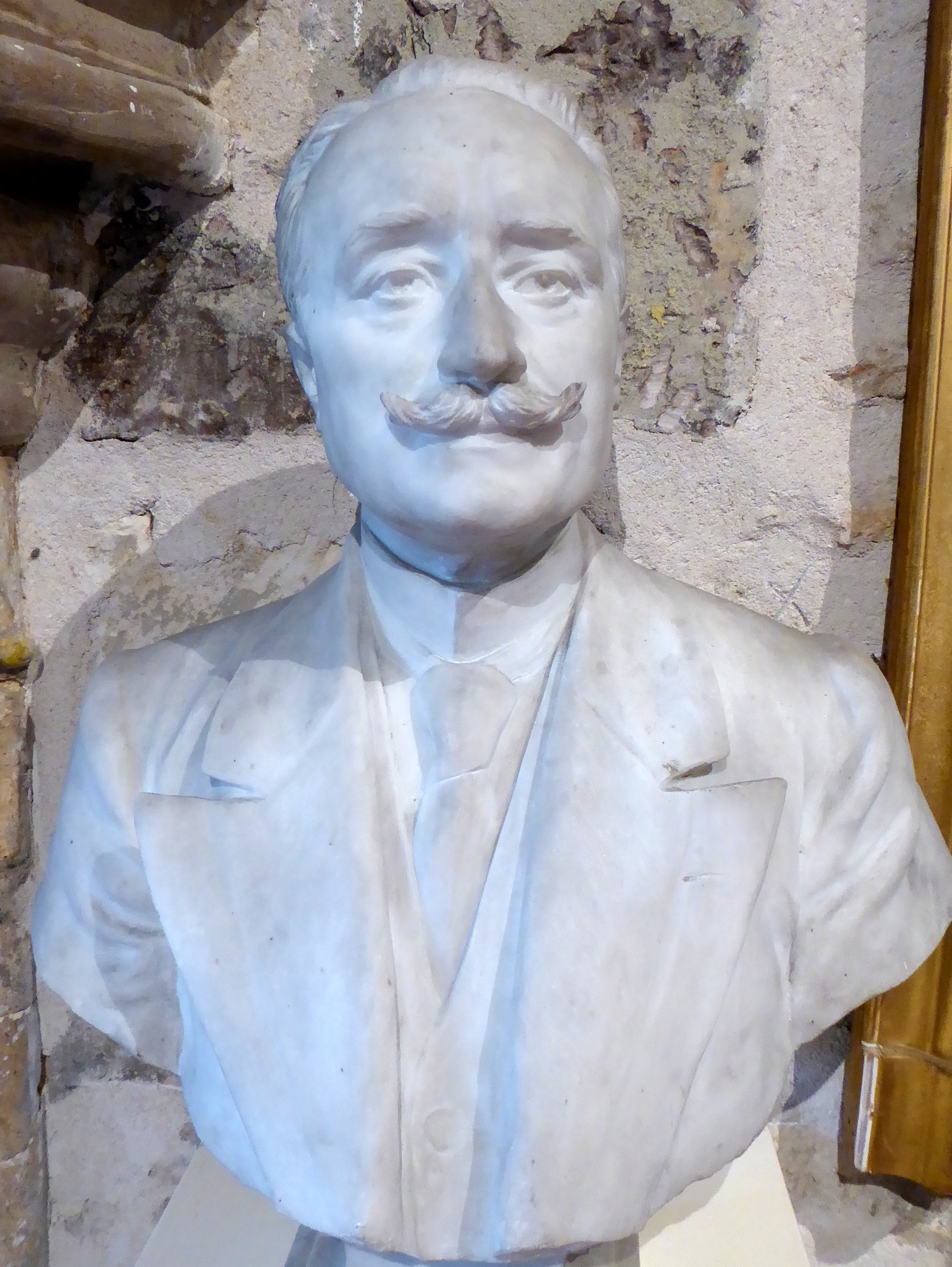
Buste de Paul Deschanel par Ernest Henri Dubois, 1925 (musée de Nogent-le-Rotrou).
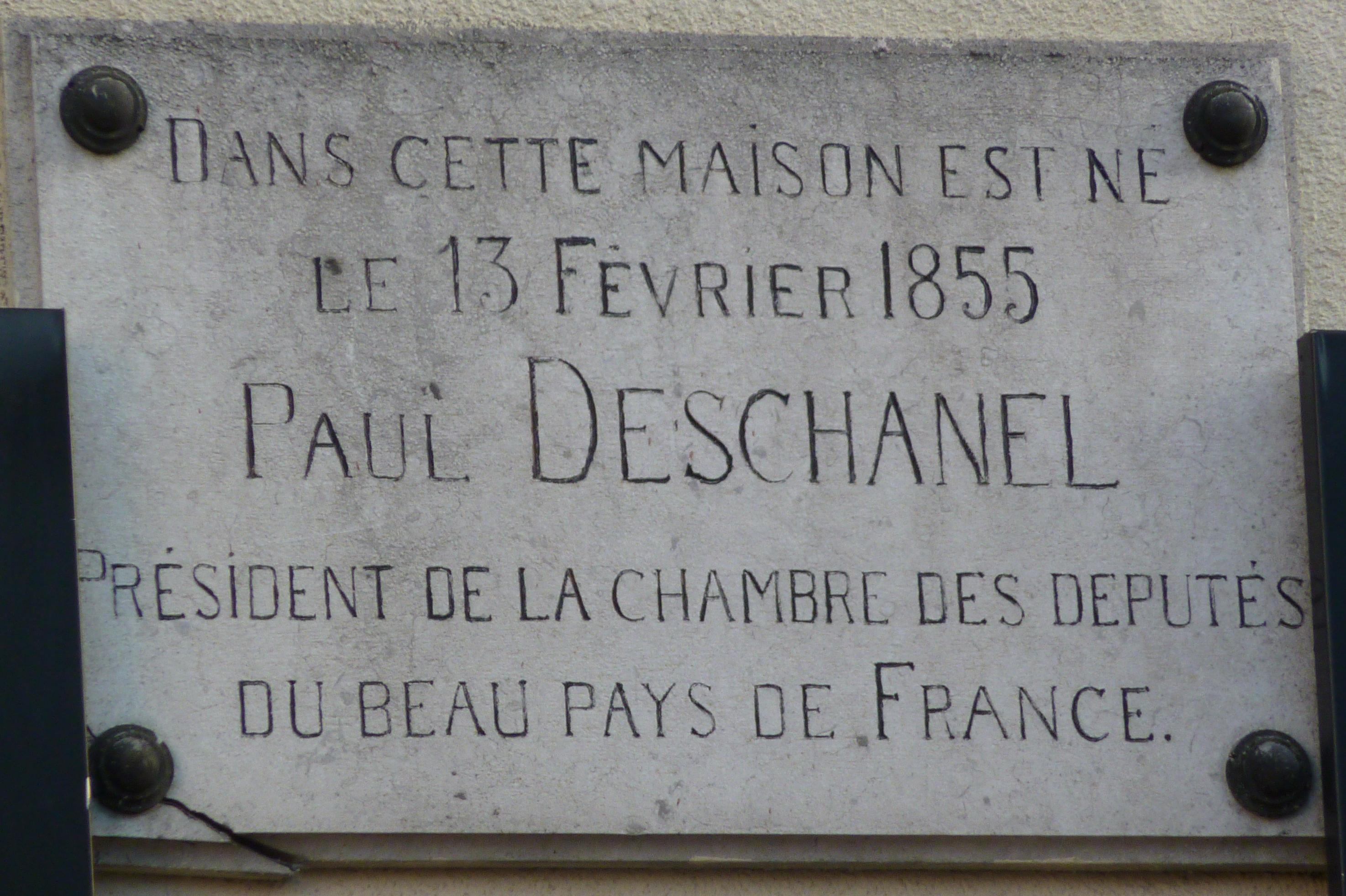
Plaque apposée sur sa maison natale, rue de Brabant, à Schaerbeek.
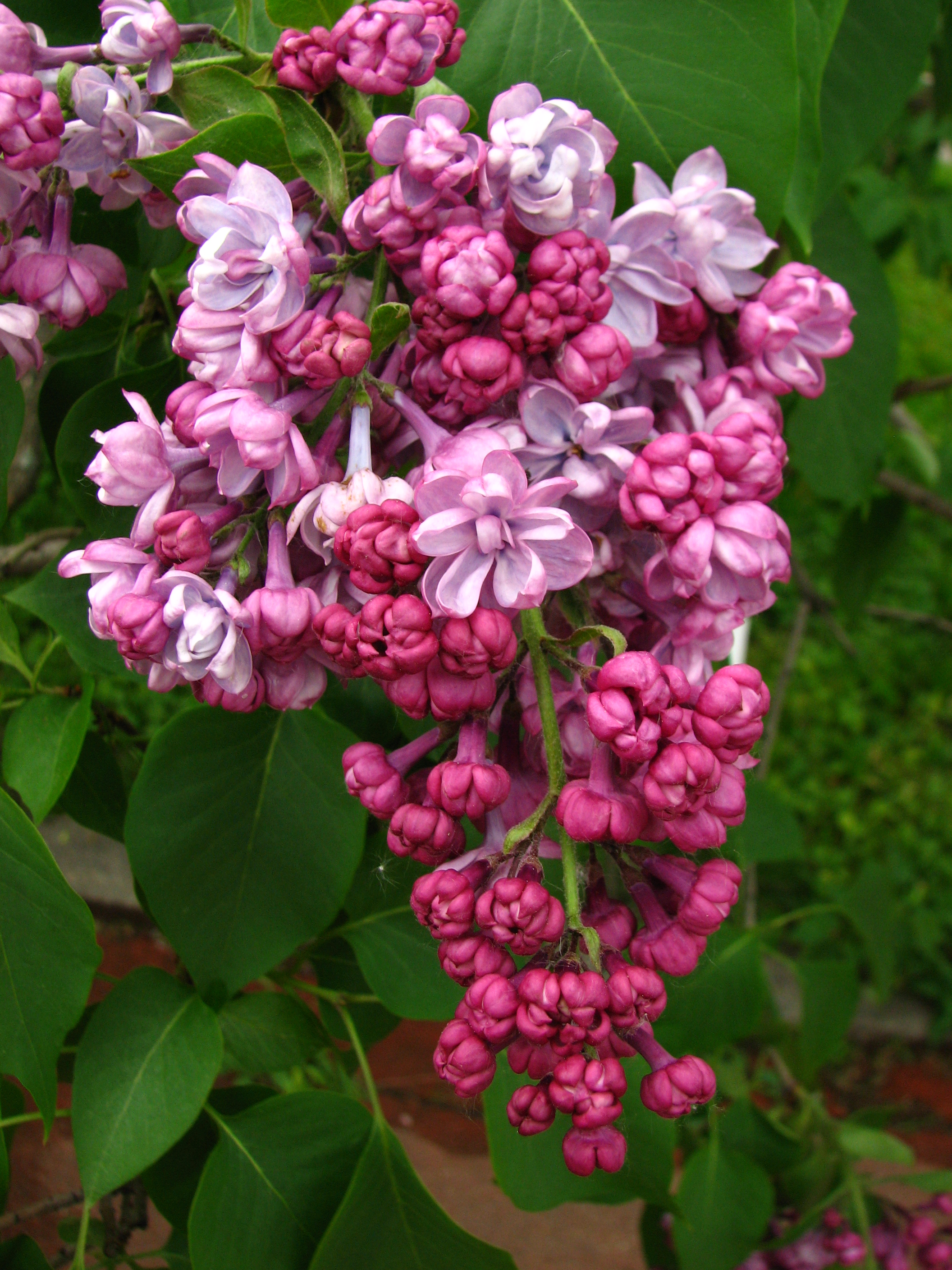
Lilas français (syringa vulgaris) 'Paul Deschanel'.

### Œuvres de Paul Deschanel
- La Question du Tonkin, Paris, Berger-Levrault et Cie, 1883, 505 p. (lire en ligne).
- La Politique française en Océanie : à propos du canal de Panama, Paris, Berger-Levrault et Cie, 1884, 624 p. (lire en ligne)  — récompensé par la Société de géographie commerciale de Paris.
- Les Intérêts français dans l’océan Pacifique, Paris, Berger-Levrault et Cie, 1888, 387 p. (lire en ligne)  — récompensé par la Société de géographie commerciale de Paris.
- « Les Îles Chesterfield », Revue géographique internationale, vol. XIII,‎ 1888, p. 5 (lire en ligne).
- Orateurs et Hommes d'État : Frédéric II et M. de Bismarck, Fox et Pitt, Lord Grey, Talleyrand, Berryer, Gladstone, Paris, Calmann-Lévy, coll. « Bibliothèque contemporaine », 1888 (réimpr. 1889), 356 p. (lire en ligne), récompensé par le prix Marcelin-Guérin de l’Académie française (1889)[172].
- Figures littéraires : Renan, Paul Bourget, Sainte-Beuve, Edgar Quinet, Paul Dubois, Mignet, Diderot, Rabelais, Paris, Calmann-Lévy, 1888 (réimpr. 1889, 1890), 315 p. (BNF 30329259).
- Figures de femmes : Madame du Deffand, Madame d'Épinay, Madame Necker, Madame de Beaumont, Madame Récamier, etc., Paris, Calmann-Lévy, 1889, 350 p. (BNF 30329258).
- Questions actuelles : discours prononcés à la Chambre des députés, Paris, J. Hetzel, 1890 (réimpr. 1891), 367 p. (BNF 34037208).
- La Décentralisation, Paris, Berger-Levrault et Cie, 1895, 181 p. (lire en ligne).
- La Question sociale, Paris, Calmann-Lévy, 1898, 363 p. (lire en ligne).
- La République nouvelle, Paris, Calmann-Lévy, 1898, 288 p. (lire en ligne).
- Quatre ans de présidence (1898-1902), Paris, Calmann-Lévy, 1902 (réimpr. 1903), 320 p. (BNF 34040147).
- Politique intérieure et étrangère : la séparation, les retraites, la délation, l'anti-patriotisme, l'entente franco-anglaise, les affaires du Maroc, Paris, Calmann-Lévy, 1906, 384 p. (lire en ligne).
- À l’Institut, Paris, Calmann-Lévy, 1907, 256 p. (BNF 36563877).
- L'Organisation de la démocratie, Paris, E. Fasquelle, 1910, 344 p. (lire en ligne).
- Hors des frontières (préf. Joseph Aulneau), Paris, E. Fasquelle, 1910, 292 p. (lire en ligne).
- Paroles françaises, Paris, E. Fasquelle, 1911, 280 p. (lire en ligne).
- Les Commandements de la patrie, Paris, Bloud et Gay, coll. « Pages actuelles, 1914-1916 » (no 100), 1917, 46 p. (lire en ligne).
- La France victorieuse : paroles de guerre, Paris, E. Fasquelle, 1919, 397 p. (lire en ligne).
- Gambetta, Paris, Librairie Hachette, coll. « Figures du passé », 1919, 302 p. (lire en ligne).
- « La politique extérieure de la France : discours au Sénat », Revue des Deux Mondes, vol. IX, no IV,‎ 15 juin 1922, p. 721-737 (lire en ligne).

### Études et essais sur Paul Deschanel
- Émile Deschanel, Le Bien et le Mal qu'on a dit des enfants, J. Hetzel, 1857, 217 p. (BNF 30329212).
- Dir. Adolphe Robert et Gaston Cougny, Dictionnaire des parlementaires français : 1er mai 1789 – 1er mai 1889, vol. II : Cay-Fes, Paris, Bourloton, 1890, 640 p. (lire en ligne), p. 350-351.
- Auguste Gauvain, Notice sur la vie et les travaux de M. Paul Deschanel (1855-1922), Paris, Firmin-Didot et Cie, coll. « Institut », 1924, 60 p. (BNF 40973757).
- Jean Mélia, Paul Deschanel, Paris, Plon, Nourrit et Cie, 1924, 240 p. (lire en ligne).
- René Malliavin, La Politique nationale de Paul Deschanel, Paris, Champion, 1925, 195 p. (BNF 30867996).
- Dir. Jean Jolly, Dictionnaire des parlementaires français : notices biographiques sur les ministres, députés et sénateurs français de 1889 à 1940, vol. IV, Paris, Presses universitaires de France, 1966 (lire en ligne), « Paul Deschanel ».
- Gérard Milleret, Une chute peut en cacher une autre ou l'histoire du président Paul Deschanel, Dijon, thèse de médecine (université de Bourgogne), 1981, 152 p.
- Pierre Rentchnick, Ces malades qui font l’histoire, Plon, 1983, 380 p. (ISBN 978-2259010818, lire en ligne), « Paul Deschanel ou la grande déprime ».
- Thierry Billard, Paul Deschanel, Paris, Belfond, 1991, 298 p. (lire en ligne).
- Fabienne Bock, « Paul Deschanel, président de la Chambre de 1912 à 1919 », dans Jean Garrigues (dir.), Les Présidents de l'Assemblée nationale de 1789 à nos jours, Paris, Classiques Garnier, coll. « Rencontres » (no 157), 2016, 344 p. (ISBN 978-2-8124-5019-8, présentation en ligne), p. 217-226.
- Patrick Hoguet, Paul Deschanel au-delà de la chute du train : vrai-faux entretien avec le président héraut de la République, Amis du Perche, 2013, 288 p. (ISBN 978-2900122990).
- Thierry Billard, Paul Deschanel : le président incompris, Paris, Perrin, 2022, 380 p. (ISBN 978-2-262-10024-7).

## Dans les arts et la culture populaire

### Cinéma
- 2022 : Le Tigre et le Président de Jean-Marc Peyrefitte, joué par Jacques Gamblin.

### Télévision
- 2013 : Drumont, histoire d'un antisémite français d'Emmanuel Bourdieu, joué par Jean-Gabriel Nordmann.

### Radio
- 2017 : Une histoire particulière : la folle aventure du Président Deschanel d'Olivier Chaumelle, documentaire diffusé sur France Culture le 7 mai 2017 [écouter en ligne].
- 2019 : Paul Deschanel, 1920 : le président ne répond plus de Christophe Hocké, fiction diffusée sur France Inter le 24 mars 2019, avec Grégoire Tachnakian pour la voix de Paul Deschanel [écouter en ligne].